# Hudson Motor Car Company
Hudson (укр. Гадсон) — з 1909 року американський виробник автомобілів. Штаб-квартира розташована в місті Детройт. 1954 року компанія об'єднується з фірмою Nash-Kelvinator, утворивши концерн American Motors Corporation. 1957 року компанія припинила виробництво автомобілів.

## Джозеф Гадсон
Історія компанії Hudson Motor Car Company починається 28 жовтня 1908 року, коли магнат Джозеф Лоутіан Гадсон прийняв у себе в офісі чотирьох молодих людей, які бажали почати виробництво автомобілів і потребували спонсорської підтримки. Джозефу Гадсону було 62 роки, народився він в Англії. Коли йому було дев'ять, його сім'я перебралася до Канади, звідки вони переселилися в Мічиган через п'ять років. 1881 року він відкрив свій магазин готового чоловічого одягу у великому детройтському магазині, завдяки непоганому співвідношенню ціни-якості його бізнес пішов вгору, і незабаром у нього була ціла мережа власних магазинів, яка пропонувала, крім чоловічої, також жіночий та дитячий одяг. Гадсон також спонсорував автомобільні підприємства. Так ще в 1904 році він інвестував у Detroit Auto Vehicle Company, де отримав посаду віце-президента компанії. Ця фірма випускала досить солідні і дорогі автомобілі, але 1907 року збанкрутувала, припинивши своє існування.

## Заснування компанії. Рой Чапін

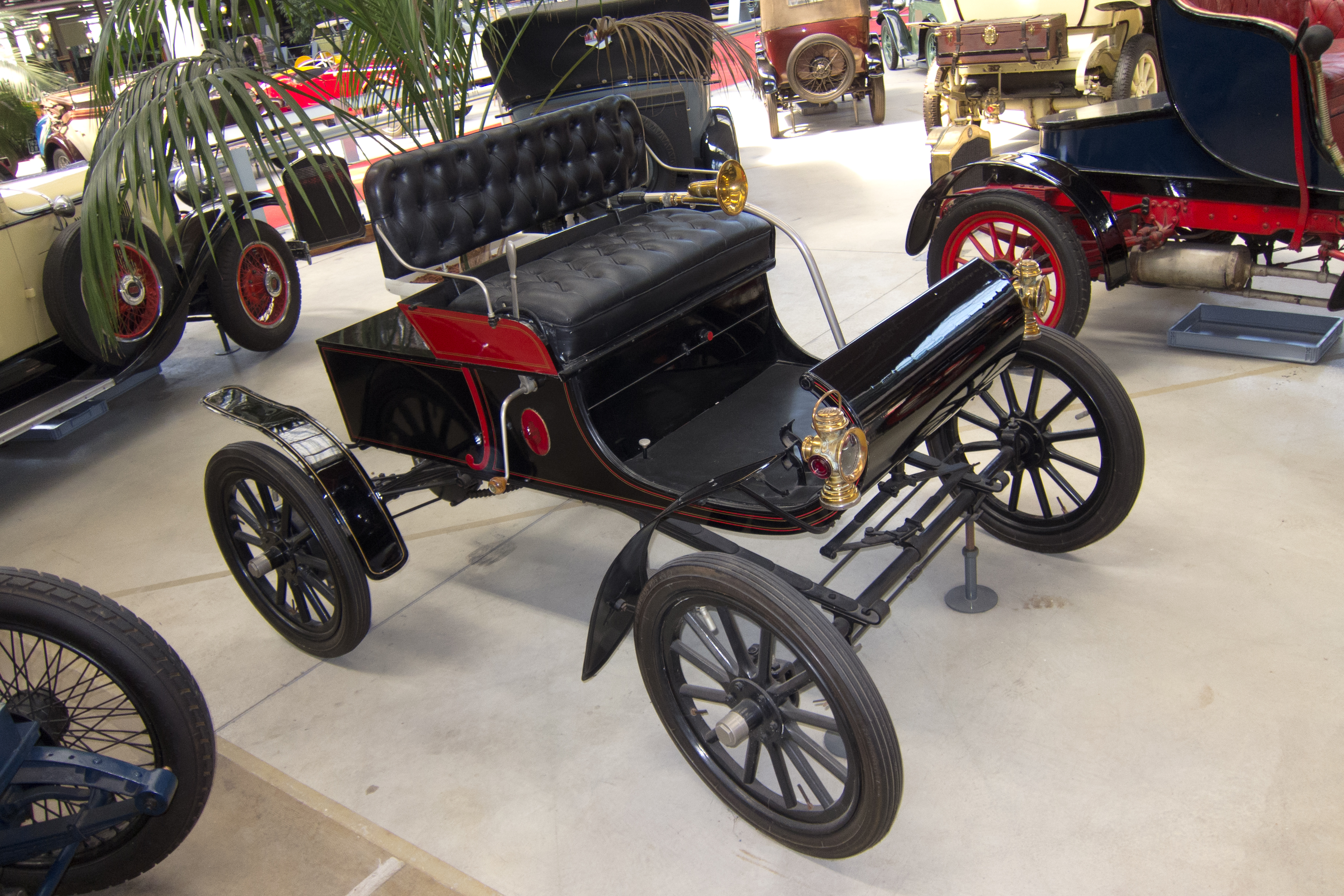
Oldsmobile Curved Dash

У офісі Гадсона зібралися Роско Джексон, Рой Чапін, Фредерік Безнер і Джеймс Бреді. Після бесіди магнат погоджується на фінансування нової компанії, але завдяки тому, що шалено обожнював свою племінницю Луїзу Веббер, яка була молодою дружиною Роско Джексона. Всі четверо молодих людей до цього працювали на Ренсома Ерлі Олдса. Бреді стояв біля витоків Olds Motor Works, придумавши назву продукції компанії — «Oldsmobile». У лютому 1909 року засновується фірма, серед членів правління якої був і університетський товариш Чапіна і Джексона — Говард Коффін. З п'яти засновників-товаришів главою складу був Рой Дікман Чапін. Він влаштувався на завод Олдса ще в 1901 році. Не дивлячись на те, що його батько був юристом, молодий чоловік, який нещодавно отримав вищу освіту і працював раніше метеорологом, гостро потребував роботи, і Ренсом Ерлі Олдс найняв Чапіна як одного з дванадцяти водіїв-демонстраторів. Заробляючи по 35 доларів на місяць, Чапін погоджується на авантюру, вирушивши з Детройта через Канаду в Нью-Йорк на Oldsmobile Curved Dash. На подорож у Чапіна пішло вісім днів, він прибув у Нью-Йорк якраз в самий розпал автомобільного салону. Такий марафон послужив відмінною рекламою надійності автомобілів Oldsmobile, і Олдс робить Чапіна начальником сервісного відділу своєї компанії. 1903 року головний власник акцій Olds Motor Works, син мідного магната Фредерік Сміт, виганяє Олдса з компанії. Конфлікт стався через те, що Олдс хотів продовжувати випускати недорогі і доступні більшості автомобілі, а Сміти бажали вийти на ринок дорогих машин. 1904 року Сміт підвищує Чапіна до посади менеджера з продажу, Чапін об'їжджав всі міста країни і продавав дилерам ліцензії на реалізацію автомобілів марки Oldsmobile, однак при цьому він отримував ту ж зарплату, що й на посаді начальника сервісного відділу.

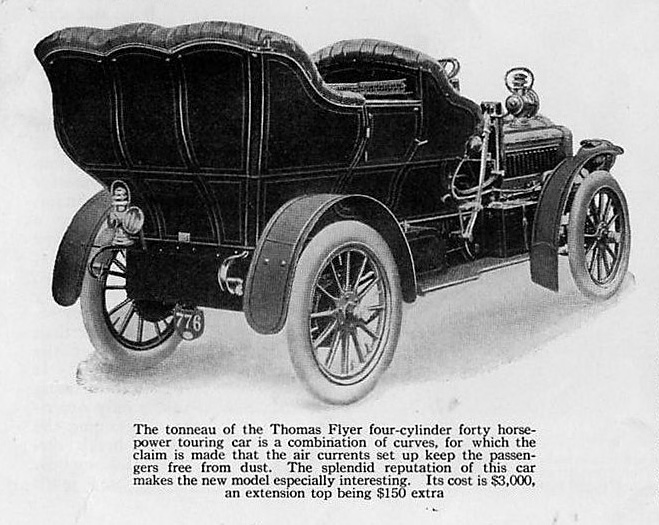
Thomas Flyer Model 25 50HP Touring

Незадоволений цим положенням, в березні 1906 року Чапін залишає компанію і їде у відпустку в Сан-Франциско, там він знайомиться з Едвіном Россом Томасом, власником компанії E.R. Thomas Motor Company. Томасу сподобався молодий і амбітний чоловік (Чапіну було тоді 26 років), а ще Чапін і його друзі взяли із собою розробку Коффіна — нову машину, яку вони проєктували в надії, що Сміт схвалить її і пустить у виробництво, оскільки дорога машина, що прийшла на зміну Curved Dash, не приносила прибутку, і 1905 рік Olds Motor Work закінчила з величезним мінусом. Завдяки наявній конструкції, Томас призначає Чапіна відповідальним за створення дочірнього підприємства E.R. Thomas-Detroit Company, яке і буде виробляти цей автомобіль. З Детройта машина повинна була розсилатися по філіях компанії Thomas, де продавалася нарівні з легендарним Thomas Flyer. 18 квітня Чапін разом зі своєю сестрою сів у потяг і вирушив до Детройта, а через кілька годин в Сан-Франциско, звідки вони відбули, стався найсильніший землетрус, що практично знищив місто. Прибувши в Детройт, Чапін разом з друзями засновує E.R. Thomas-Detroit Company, для повноцінного ведення бізнесу потрібно було 300 000 доларів. Чапін, Безнер, Коффін і Бреді планували дати по 50 000 доларів, містер Томас обіцяв дати ще 100 000 в підприємство, проте справа почалася з наявністю всього 30 000 доларів, з них 10 000 знайшли молоді люди і 20 000 перевів їм Томас. До червня 1907 року детройтська фірма поставила компанії з Баффало 500 обіцяних автомобілів, які E.R. Thomas продавала як Thomas Forty.

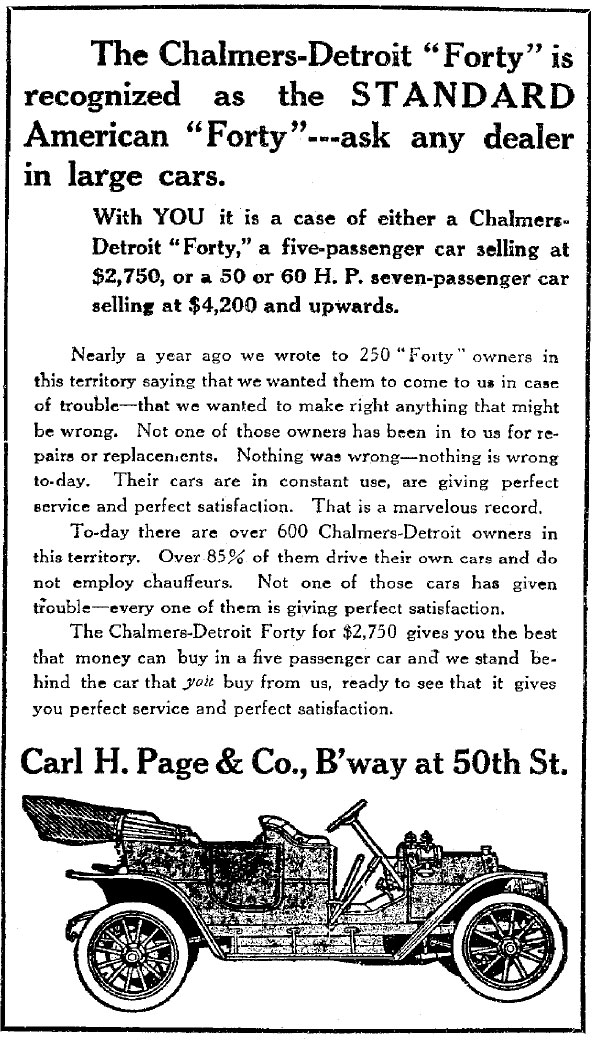
Chalmers-Detroit Model 30 Touring

На наступний рік Томас підписує договір про поставку 750 автомобілів, проте вже восени того ж року Томас вирішує продати фірму, в якій йому належало дві третіх акцій. До цього моменту колишні співробітники мали готову конструкцію нового автомобіля, розробленого Коффіном, але не мали грошей на викуп компанії. Але випадково Безнер, читаючи свіжу газету, натикається на замітку про те, що Х'ю Чалмерз подав у відставку з поста віце-президента фірми National Cash Register Company, одного з найбільших виробників касових апаратів, і отримав як компенсацію 72 000 доларів. Друзям приходить на думку поїхати до Чалмерза і запропонувати йому свій проєкт, після довгої бесіди тридцятип'ятирічний бізнесмен погоджується. У грудні 1907 року Чалмерз викуповує половину акцій Ервіна Томаса, який поступається місцем президента компанії, але при цьому залишається власником 1/3 акцій фірми, а президентом фірми стає сам Чалмерз. У червні 1908 року рада директорів позитивно голосує за запропоноване Чалмерзом перейменування компанії, і фірма з цього моменту називається Chalmers-Detroit Motor Company. Тоді ж в серію йде Chalmers-Detroit Model 30, ціна якого була більш ніж вдвічі нижчою ціни Thomas Forty, а тому замість п'яти сотень машин минулого покоління продається аж 2500 автомобілів нової моделі, а також 600 автомобілів вищого класу — Chalmers-Detroit Forty (колишній Thomas Forty). 1908 року в Chalmers-Detroit з Olds Motor Works приходять Роско Джексон і Джордж Данхем, незабаром обидва джентльмена поповнюють штат конструкторського відділення, яким керував Коффін.

## Початок виробництва автомобілів

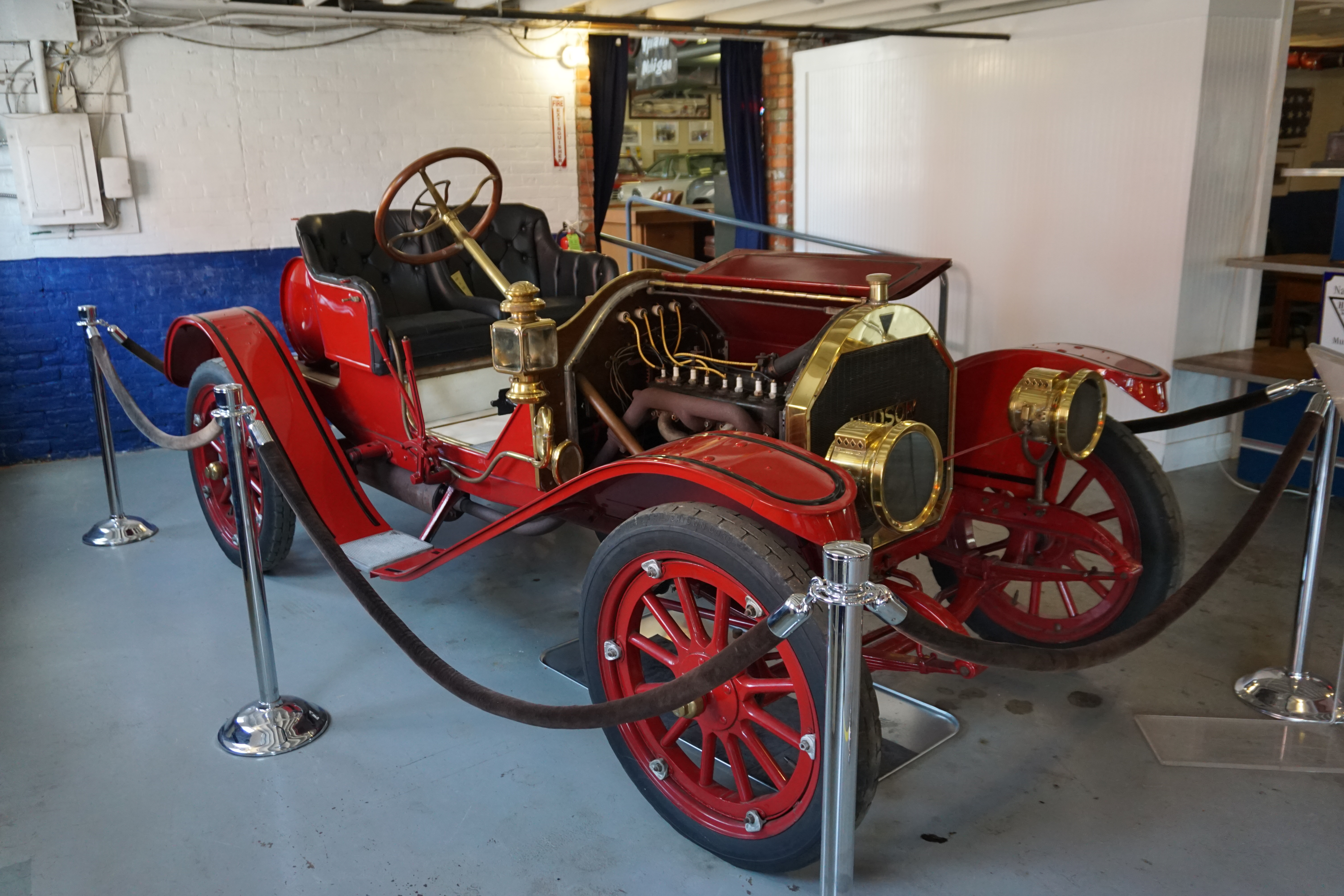
Hudson Model 20 Roadster

Компанія колишніх працівників Ренсома Олдса була незадоволена тим положенням, яке вони займали у фірмі Чалмерза, оскільки не мали ніякої влади у вирішенні питань, які машини їм слід випускати. Тому ці панове і звернулися за підтримкою до магната Гадсона. Крім них і Гадсона в раду директорів потрапляє і Х'ю Чалмерз, який виявив інтерес до нового дітища своїх працівників і навіть дав частину грошей на створення нового підприємства. У лютому компанія Hudson Motor Car Company купує збанкрутілу фірму Northern Motor Car Co. Придбання цієї фірми було здійснено тому, що вона володіла правом на виробництво автомобілів, тобто так званим «Патентом Селдена». Вже до травня 1909 року був готовий перший автомобіль марки Hudson, це була Model 20, робота над яким почалася партнерами ще в рамках фірми Chalmers-Detroit, але виробництво його почалося тільки в липні 1909 року. Завдяки низькій ціні (за «ранебоут» з 3.3-літровим 4-циліндровим мотором, потужністю 20 к.с., просили всього 900 доларів) вишикувалася ціла черга охочих придбати цей автомобіль. До кінця року фірма змогла поставити тільки 1100 автомобілів, а в портфелі замовлень вже було близько 4000 заявок, кожна з 25-доларовою передоплатою. У перевагах автомобіля значилися: штампована сталева рама, 3-ступінчаста трансмісія з підшипниками ковзання і конусне зчеплення. Конкуруючий Ford T мав схожу потужність — 20 к.с., і базу коліс — 2.54 м, але передач у нього було тільки дві, а коштував він всього на 50 доларів менше.
Влітку 1909 року Чапін вирушає до Європи для ознайомлення з європейською школою проєктування і виробництва автомобілів, європейська техніка вважалася прогресивнішою і надійнішою. Повернувшись додому, Чапін виявляє, що Чалмерза не зацікавив звіт, і що той, маючи другий за розміром пакет акцій (після Гадсона, який не втручався в автобізнес), намагається лобіювати на раді директорів своє бажання виробляти дорожчі автомобілі, у той час як Чапін і товариші були адептами дешевого і доступного основним масам населення країни автомобіля. У жовтні 1909 року компанія з Баффало E.R. Thomas Motor Co висловила бажання продати свою частину акцій, що належали їй в Chalmers-Detroit MoCo, компанії General Motors. Щоб фірма Чалмерза не потрапила під контроль цього гіганта, Чапін і його товариші продають свої паї у Chalmers-Detroit Чалмерзу, а той в обмін продає їм свої паї, які він мав у Hudson MoCo. Бреді вирішує залишитися з Чалмерзом і продає свій пай Чапіну, Безнеру і Коффіну, які нарешті самі могли вирішувати, що їм виробляти. Не дивлячись на те, що шляхи Чалмерза і Чапіна в бізнесі розійшлися, вони зберегли хороші приятельські стосунки на все своє життя.
У 1910 році крім родстера пропонувалися автомобілі з кузовом турінг і 4-місний родстер, в цей же час фірма замовляє у Альберта Кана побудову нового залізобетонного заводу. В цей же час, ставши мультимільйонерами, двоє з команди вирішують залишити підприємство, продавши свої паї. Коффін купив собі маєток в Джорджії, куди і переїхав, але він не покинув фірму, а продовжував займатися тим, що йому приносило задоволення, а саме — конструювати автомобілі та двигуни, а Безнер незабаром переселився в Європу. 1912 року в Парижі в ході свого вояжу по Європі помирає Гадсон, який не залишає спадкоємців після себе, так що Чапін та Джексон стають єдиними господарями компанії.

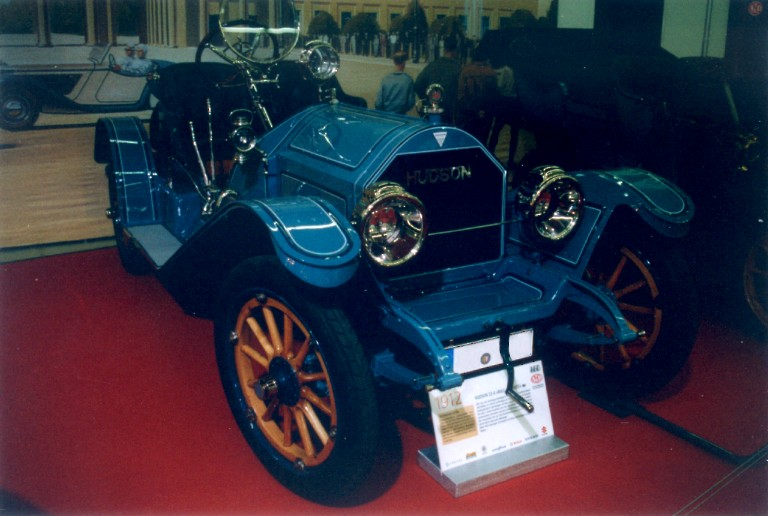
Hudson Model 33 Speedster

Тим часом у 1911 році Model 20 змінюється новою, потужнішою і дорожчою моделлю, — Model 33, трансмісія і двигун моноблочного типу були розроблені Коффіном, мотор з боковим розташуванням клапанів мав об'єм 3.7 л і потужність 33 к.с., колісна база автомобіля була збільшена на 35 сантиметрів (до 2.89 м). Силовий агрегат цієї моделі взялася постачати компанія Continental Motor Manufacturing Company, в той час як для Model 20 двигуни будували фірма Atlas Engine Works з Індіани і Buda Company з Іллінойсу. Спочатку нова машина пропонувалася з чотирма типами кузовів: «Поні Тонно», «Торпедо», «Турінг» і 4-дверний родстер, через рік машина в базовому оснащенні пропонувалася з автоматичним стартером фірми Disco Company, тоді ж з'являються закриті кузови типу купе і лімузин.
У 1913 році знову відбувається зміна моделей, і знову машина стає більшою і дорожчою, база виросла на 10 см, а мотор збільшився до 4.6 л. Потужність піднялася до 37 к.с., одночасно з цією чотирициліндровою машиною з'являється і перша шестициліндрова Hudson. 54-Series мав мотор, об'ємом 7.3 л і потужністю в 54 к.с., шасі її виросли в базі до 3.23 м. Своєю появою ця модель зобов'язана Чапіну, який захопився європейськими рядними шістками. Hudson 54-Series був здатний розвивати швидкість в 105 км на годину, а до 93 кілометрів на годину розганятися за 30 секунд, для того часу це були досить видатні показники, враховуючи, що це була не спеціальна гоночна машина. Висока для того часу максимальна швидкість досягалася не в останню чергу і завдяки 4-ступінчастій коробці передач. Коробка мала три ступені, але був ще «овердрайв», що вмикався окремим важелем. Раніше таку коробку застосовувала на своїй продукції Rolls-Royce, але вона досить швидко від неї відмовилася. Обидві моделі непогано оснащувалися, як базове обладнання у них було електричне освітлення, автоматичний стартер, а також такі опції, як годинник і спідометр, також обидві моделі пропонувалися з однаковими типами кузовів, але на шестициліндровій машині вони були трохи більшими.

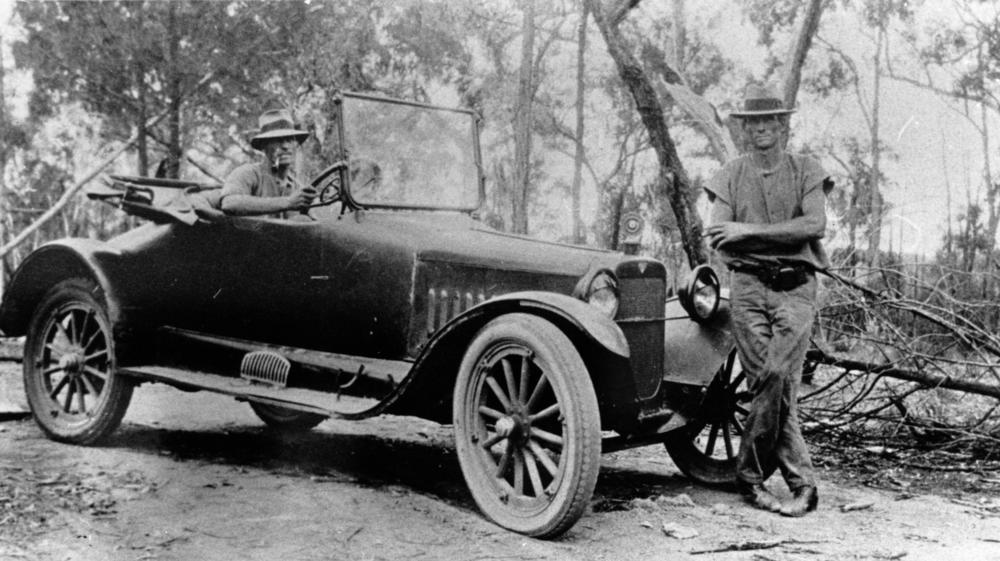
Hudson 6-40 Series G

У 1914 році припиняється виробництво чотирициліндрових автомобілів марки Hudson, замість 37-Series побачила світ легка шестициліндрова 6-40 Series з 4.7-літровим мотором, а колишня 54-сильна модель перейменовується в 6-54 Series, 4.7-літровий мотор нової машини був спроєктований не Коффіном, а угорцем Стефеном Фекетом. У січні 1916 року у виробництві залишається тільки 4.7 л мотор, який тепер випускався власними зусиллями, а не сторонніми підприємствами. Ставився цей двигун на дві серії автомобілів — 6-40 G-Series і Super Six H-Series, у останньої версії колінвал мотора був повністю збалансований, завдяки чому отримували плавну роботу мотора, а зовні відрізнялися вони один від одного тільки розміром шасі, друга була на п'ять сантиметрів довшою.

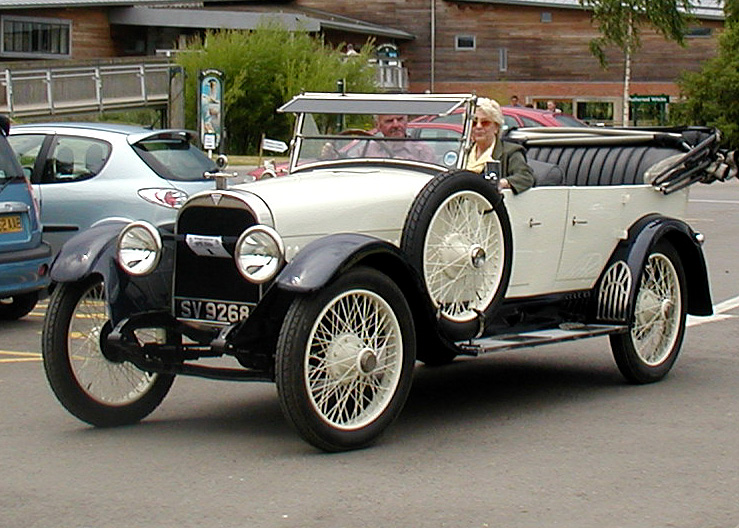
Hudson Super Six Series J Touring

У 1917 році у виробництві залишається тільки одна модель серії Super Six. Дана машина вийшла досить вдалою і вигравала не одне спортивне змагання, встановлюючи не тільки рекорди швидкості і розгону, але й надійності (марафони на витривалість). Так Малфорд на роздягненому від кузова шасі зі злегка доопрацьованим мотором ставить рекорд на 240-кілометровій гонці в Омасі, пройшовши трасу з середньою швидкістю в 162 км на годину. Але спортивну програму незабаром довелося згорнути через критики у бік компанії, оскільки йшла Перша світова і спортивні забави виглядали на цьому фоні недоречними. Чапін і Коффін отримують посади в державних органах, перший стає головою комітету шляхів і сполучень при Міністерстві закордонних справ, а другий — головою Ради аеронавтики США, з цього призначення він став потихеньку віддалятися від свого дітища, захопившись повітряним транспортом. У цей час керівником фірми стає Роско Джексон, оскільки Чапін переселяється до Вашингтона, де йому було доручено придумати маршрути поставок озброєння із США в Європу, тоді в морях-океанах безчинствували німецькі підводні човни, які топили в тому числі і цивільні пасажирські судна. Фірма, заснована ним, отримує контракти від Військового відомства на поставку карет швидкої допомоги (більше 2100 автомобілів було замовлено у Hudson) і двигунів для танків, але контракт на поставку останніх був розірваний військовими в 1918 році без пояснення причини.

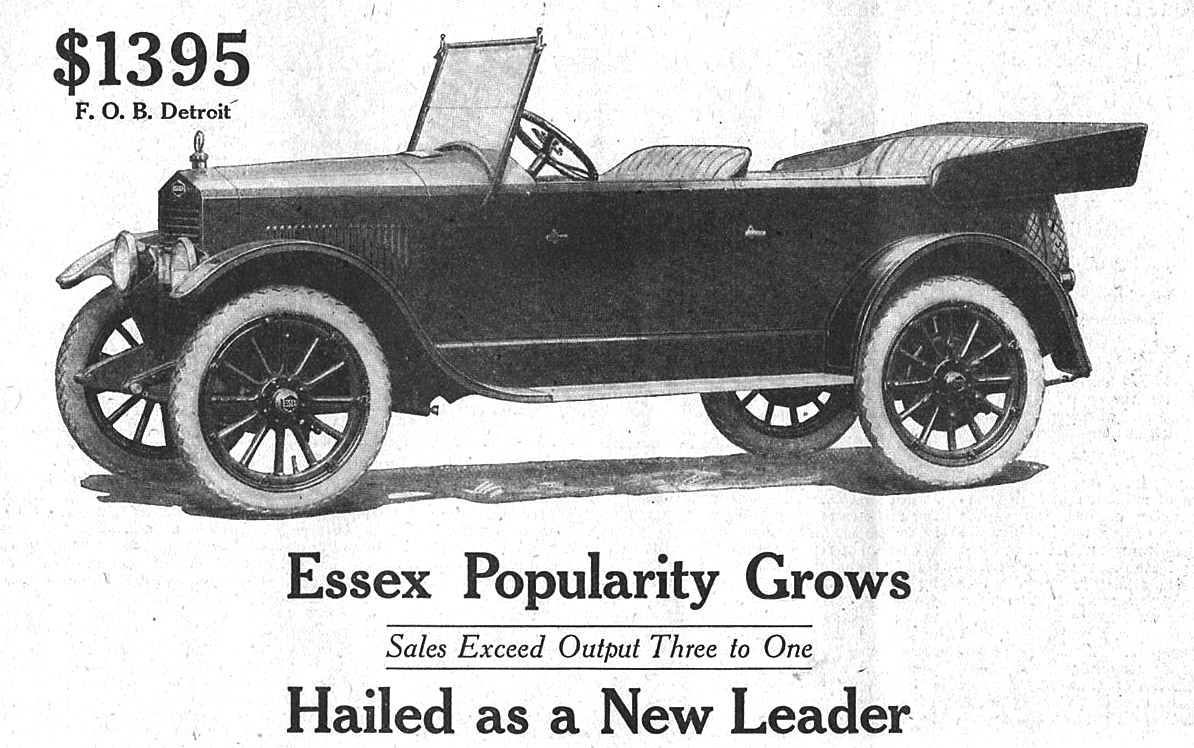
Essex Model A Touring

Але Джексон бачив тільки позитивну сторону в розриві угоди, оскільки він зміг сконцентруватися на створенні нового бренду під назвою Essex. Ще у вересні 1917 року було оголошено про створення Essex Motor Company, яка повинна була випускати бюджетні автомобілі марки Essex. Така марка існувала в Бостоні в 1906 році. Президентом незалежної від Hudson Motor Car Co компанії стає Вільям МакАніні, що працював до цього генеральним директором заводу фірми Hudson, віце-президентом стає Джексон, а Чапін отримує тільки посаду члена правління компанією. Перший прототип був готовий ще в травні 1918 року, але з ряду причин перша машина пішла в серію тільки в грудні того ж року. Одна з причин затримки полягала в пошуку відповідних матеріалів заради здешевлення собівартості бюджетного чотирициліндрового автомобіля, друга проблема крилася в нестачі виробничих потужностей, фірма вже випускала більше, ніж могли виробляти власні лінії, тому орендувала приміщення у фірми Studebaker Corporation, у якої справи йшли не так добре, але під час війни ця фірма отримує цілий портфель замовлень, тому Studebaker просить звільнити приміщення. У терміновому порядку доводиться будувати два нові заводи на наявній території, які вводяться в дію тільки до кінця 1919 року, але ще в січні того ж року на Нью-Йоркському автосалоні показується нова машина — Essex A Series.
Цей автомобіль став втіленням тієї мрії, про яку Чапін марив не один рік після відвідування Європи. Це був легкий, потужний і доступний автомобіль, натякати на європейськість повинна була і назва марки — Essex, яку носило кілька графств і земельних наділів старої Англії. Чотирициліндровий 2.9 л мотор був розроблений унаслідок співпраці двох європейців: Фекета і його помічника швейцарця Еміля Юбера. Цей двигун мав верхнє розташування впускних клапанів і встановлені в блоці випускні, при цьому невеликий мотор видавав відмінні характеристики — цілих 55 к.с.. Так мотор моделі Форд-А, що з'явилася через 10 років, при тому ж об'ємі видавав всього 40 к.с.. Через три місяці після дебюту відкритої версії з'являється кузов типу седан, який стає одним з найдоступніших закритих автомобілів на ринку, ще через три місяці клієнти могли замовити і дводверний двомісний родстер з додатковим місцем ззаду. Машина що коштувала на 70 % дешевше шестициліндрового Hudson і показувала відмінні динамічні якості.
Через рік після виробництва автомобіля було підраховано, що новинка розійшлася більшим тиражем, ніж перевірений часом Hudson Super Six O-Series, чий мотор тепер видавав 76 к.с.. Продажам допомагав і рекорд, встановлений в грудні 1919 року на трасі в Цинциннаті, коли Essex A-Series намотав 3889 кілометрів за 50 годин, тобто середня швидкість цієї машини дорівнювала 97 км на годину. Це була не спеціальна гоночна модель, а цілком собі масова і доступна машина. У серпні 1920 року компанія вирішує прорекламувати автомобілі за допомогою доставки поштової кореспонденції, відправивши одночасно дві машини з поштою з Нью-Йорка в Сан-Франциско (11 700 км), і дві з Сан-Франциско в Нью-Йорк, що стало першою спробою доставити пошту від одного узбережжя США до іншого за допомогою автомобілів, на все у автомобілів Essex пішло 4 дня і 20 годин. Після такого промоушена у US Mail (пошти США) не залишалося нічого іншого, як замовити велику партію Essex A-Series з кузовом фаетон для своїх сільських відділень, де машина себе показала надійною і невибагливою.

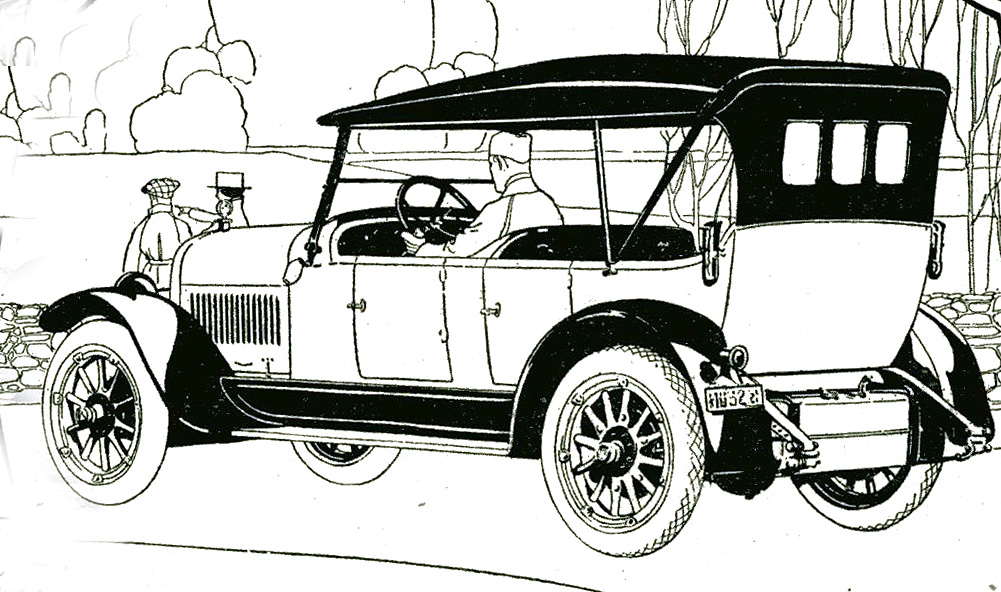
Hudson Super Six O-Series

Керівництво фірми Hudson вирішує займатися виробництвом однієї моделі — Super Six O-Series, яка пропонувалася у величезному спектрі кузовів, починаючи від спідстера і закінчуючи шикарним брогемом, які дуже непогано оброблялися для машини цього цінового класу, а версія з кузовом лімузин мала навіть обігрівач задньої частині салону. Один з Hudson Super Six O-Series з кузовом ландоле в 1921 році подарували тодішньому президенту США Говарду Гуверу. Роком раніше Essex з кузовом фаетон подарували Принцу Уельському — Едварду, який він з радістю прийняв, не дивлячись на бюджетність марки. У цей період автомобілі Hudson за аналогією з Ford T фарбувалися в один колір, але колір, обраний фірмою Hudson, не був чорним, а синім. Синій пропонувався аж у двох тонах: угорський синій і індійський синій. 1919 року Hudson повертається у світ спорту, на Інді 500 цього року на автомобілі цієї марки виступав канадець Айра Вейл, який приходить дев'ятим у загальному заліку.

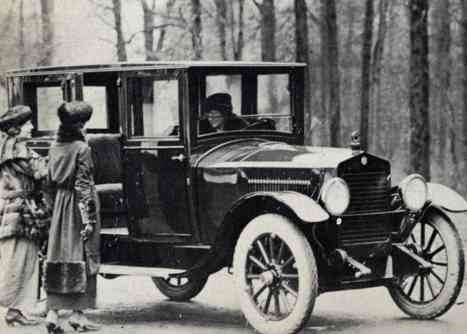
Essex Model A Coach

У 1921 році Чапін, що вже повернувся в компанію, вирішує зробити революцію в американському автомобільному світі завдяки впровадженню дешевого критого кузова. Найдоступніші демократичні кузови типу седан коштували майже вдвічі дорожче відкритих турингів, що робило їх малопривабливими. Купе ж вміщували лише дві особи, а також ще одну дитину, але Чапін пропонує дводверний п'ятимісний Coach (французький тип кузова), що поставлявся фірмою Fisher. Коштував він спочатку всього на 200 доларів дорожче відкритого туринга, але пізніше розрив вдалося довести всього до 45 доларів.

## Компанія Hudson Essex Motors

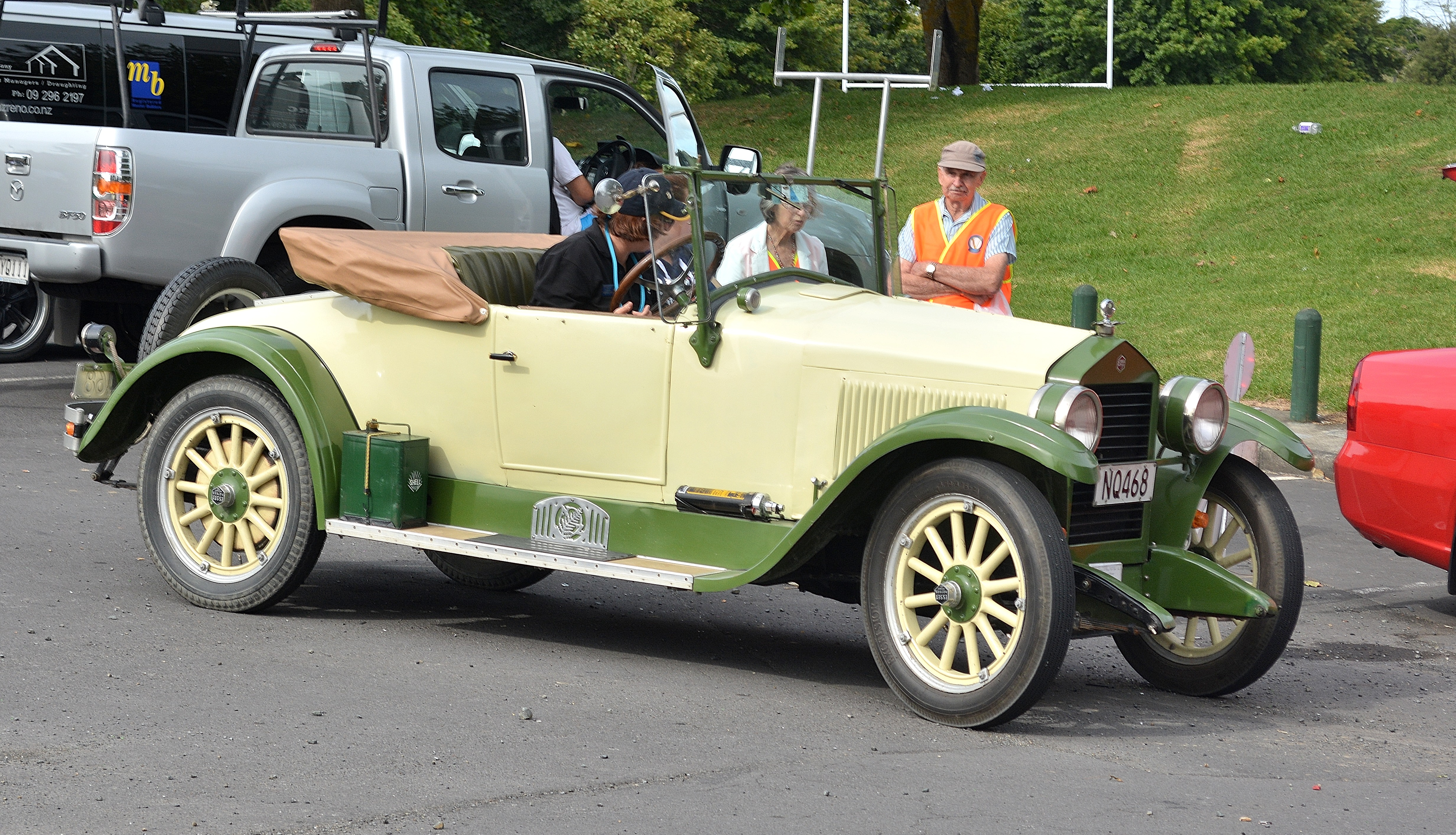
Essex Six Roadster Rubmle Seat

У вересні 1922 року Essex перестає бути самостійною одиницею і входить до складу Hudson Motor Car Company, утворивши Hudson Essex Motors. 1923 року Чапін передає пост президента компанії Роско Джексону, знову заступивши на державні посади. У грудні 1923 року Essex A-Series, який за свої швидкісні характеристики отримав прізвисько Rapid Four («Швидка четвірка»), змінюється новою моделлю — Six Series. Під капотом у неї розмістили шестициліндровий мотор, але об'єм його був всього 2.1 літра, потужністю цей агрегат також не відзначався, видаючи всього 34 к.с., але база автомобіля виросла на п'ять сантиметрів. На тлі загальних оновлень ціна базової моделі падає аж на 500 доларів, до позначки в 850 доларів. Через рік, усвідомивши брак потужності, мотор розточують до 2.4 л, що дозволяє знайти додаткові шість к.с.. 1925 року Hudson-Essex продає майже 270000 автомобілів, що зробило компанію третім за величиною виробником автомобілів, поступаючись тільки Ford (1.643.000) і Chevrolet (444700), але при цьому Hudson був найбільшим виробником шестициліндрових автомобілів у світі, завдяки цьому успіху Форд поклав око на фірму Hudson, проте Рой Чапін і Роско Джексон не збиралися нікому підкорятися і віддавати своє вистраждане дітище.

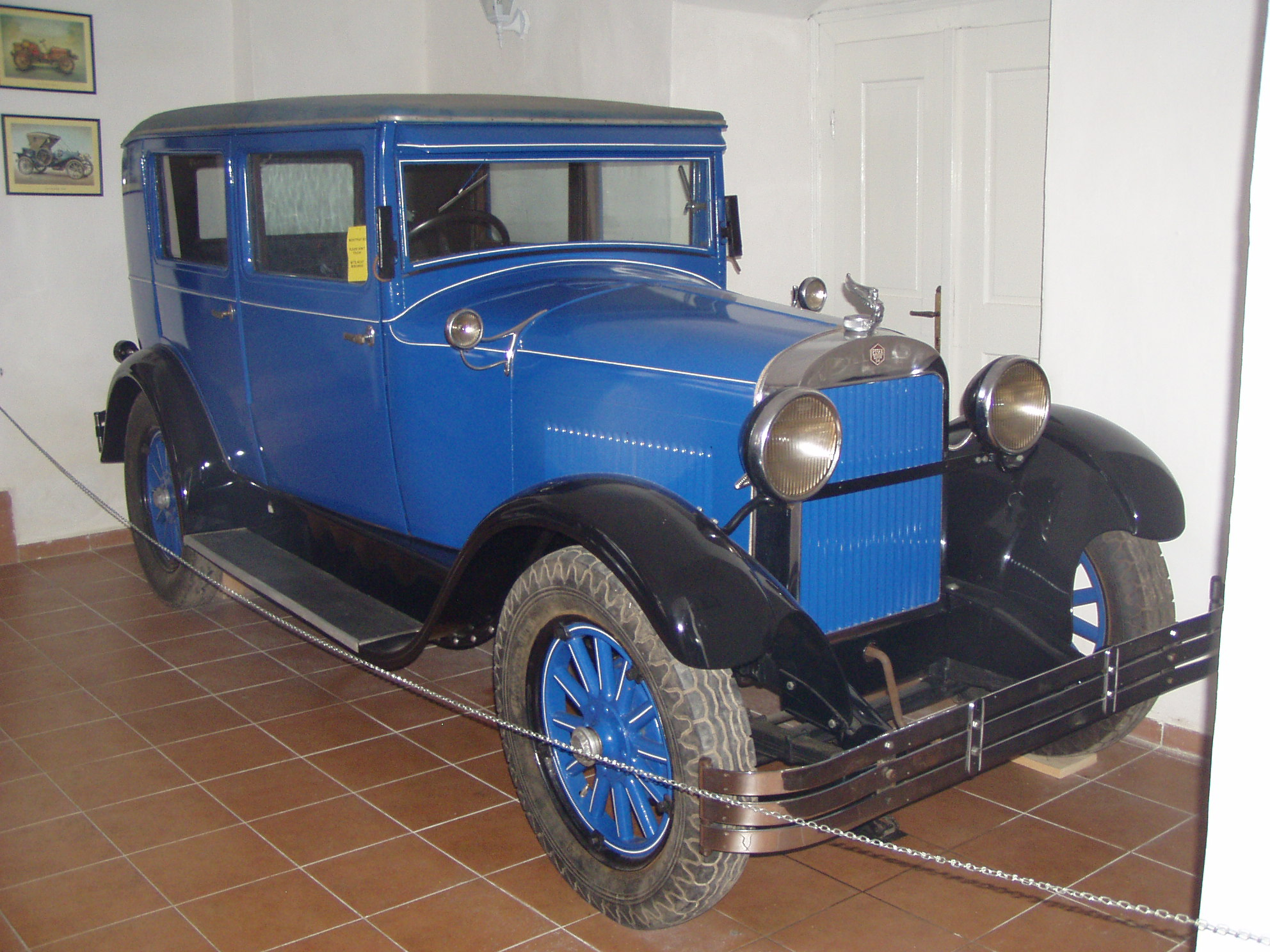
Hudson Super Six Series O

У середині 1926 року фірма, що стабільно займала бронзу за кількістю проданих машин, вирішує побудувати власний кузовний завод, потужності якого тепер повністю задовольняли б потреби і Hudson, і Essex в закритих кузовах. Але не були забуті і незалежні постачальники, так відкриті кузови для Essex продовжила поставляти компанія Briggs, а для Hudson кузови типу турінг і лімузин виготовляла компанія з Массачусетсу Biddle & Smart, причому остання виготовляла суто алюмінієві кузови. Hudson і Biddle & Smart почали співпрацювати ще в 1914 році, коли фірма, існуюча з 1869 року, стала поставляти закриті седани і лімузини, а також розкішні спідстери і «дабл-коул-фаетони» для Hudson. 1923 року компанія B&S стала ексклюзивним постачальником кузовів для автомобілів марки Hudson, причому серед інших клієнтів фірми, у якої було аж дев'ять заводів по місту, значилися такі гранди, як Rolls-Royce, Lincoln, Peerless, Marmon, Mercer та інші виробники розкішних автомобілів. Більшість шикарних кузовів для великих Hudson були спроєктовані не на самому Biddle & Smart, а фірмою Walter M. Murphy Coachbuilders з Пасадени. Волтер Мерфі був одним з найбагатших бізнесменів США, у 1920 році він зацікавився автомобільним бізнесом, і незабаром став монопольним дилером фірми Lincoln в штаті Каліфорнія, а щоб задовольняти вишукані смаки багатих клієнтів, Мерфі вирішує створити в Пасадені кузовну компанію, яка стала будувати одні з найкращих кузовів США. 1926 року дилер фірми Hudson в Каліфорнії передає свою франшизу магнату Мерфі, який поряд з Lincoln починає просувати і Hudson, з цього моменту компанія з Детройта стала прямо користуватися послугами одного з найкращих кузовщиків країни. Фірма з Пасадени створює одні з найкрасивіших кузовів, якими красувалися топові Hudson, але будувала їх компанія Biddle & Smart, яка прикручувала табличку з написом «Designed by Walter M. Murphy Coachbuilders, Pasadena».

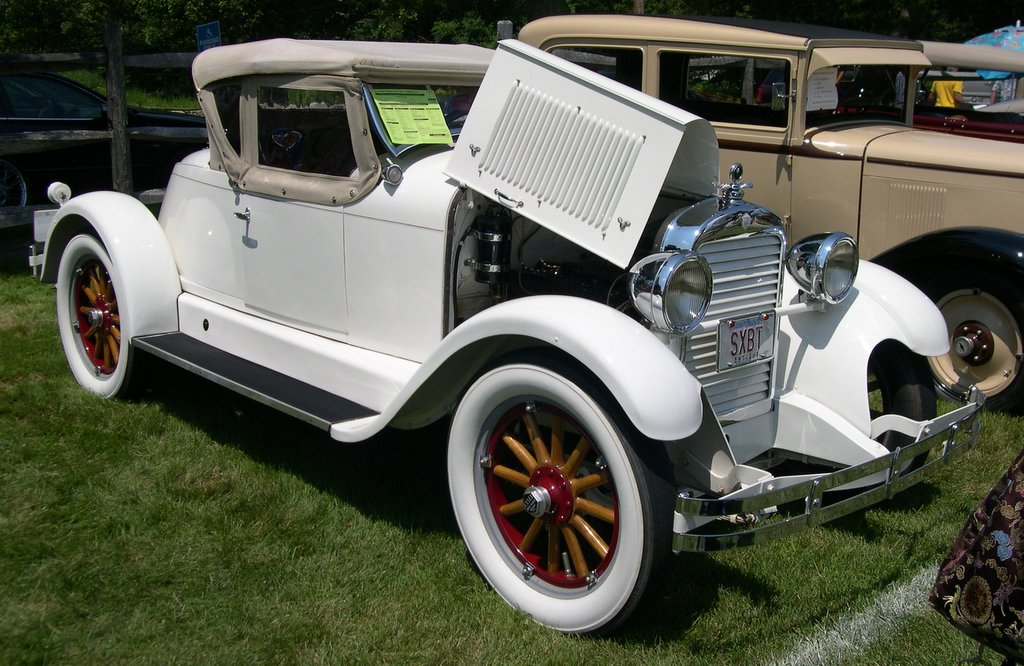
Essex Super Six з кузовом «Боат-тейл»

Також у липні 1926 року оновлюється Essex Six, який змінює фарбований в колір кузова радіатор на нікельований, а в салоні зміни зводилися до переносу кнопки клаксона з панелі приладів на зручнішу для натискання маточину керма. 1927 року Essex Six перейменовується в Super Six, мотор піддається ревізії, йому замінюють підшипники валів, змінюють систему змащення і підвищують хід поршня. Тепер двигун міг крутитися до 4000 об/хв, що дозволяє зняти додаткові сили, багатодискове зчеплення замінюється на однодискове, працююче в масляній ванні.

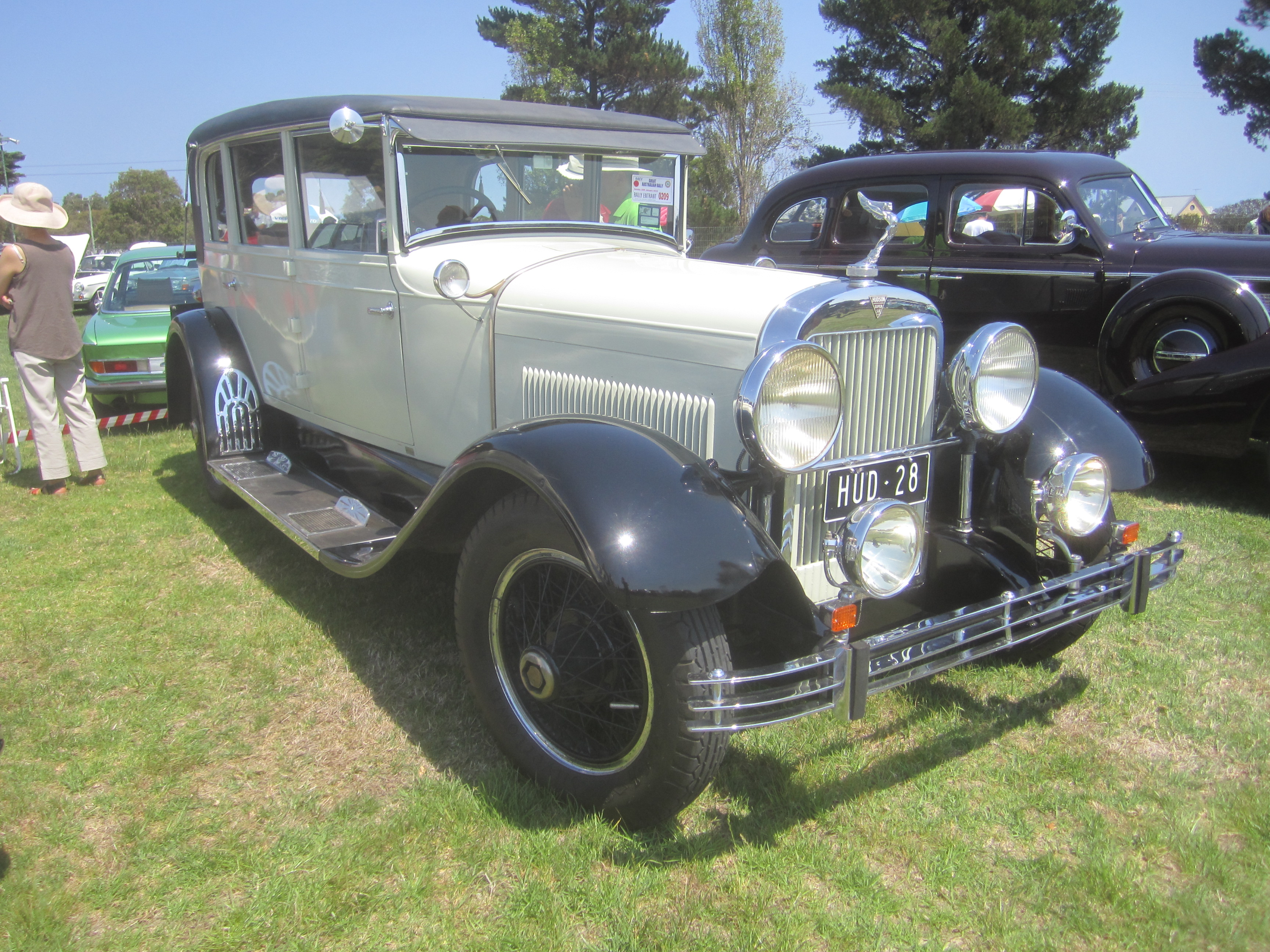
Hudson Super Six O-Series Sedan by Murphy

Hudson Super Six O-Series також оновлюється, мотор зберіг свій об'єм в 4.7 літра, але замість бічного розташування клапанів вирішили встановити верхні впускні клапани і нижні випускні, тобто конструкція нового мотора нагадувала конструкцію, що вперше застосовувалася на 4-циліндрових двигунах бренду Essex. При цьому новий мотор підвищив віддачу з 76 к.с. до 92, що позитивно позначилося на динамічних характеристиках автомобіля, який міг тепер розганятися до 130 км на годину. потужніша машина потребувала і нової гальмівної системи, яка штатно отримала барабанні гальмівні механізми на всі колеса. Поряд з цим з'являється укорочена версія Hudson — Super Six S-Series, різниця колісної бази цієї машини в порівнянні з O-Series становила аж 23 см. Коротка версія пропонувалася тільки з трьома варіантами кузова: купе, коач і седан, в той час як O-Series можна було купити в п'яти різних варіантах. 1928 року крім американських заводів компанія мала промислові потужності в Англії, куди вона стала поставляти автомобілі ще в 1911 році, і в Німеччині, а також були відбудовані заводи в Брюсселі (Бельгія), в яких випускалися як Hudson, так і Essex. Європейські заводи виробили в цьому році близько 40 000 автомобілів, що говорить про популярність марок Hudson-Essex в Європі. В Японії в той час Essex за чисельністю посідав друге місце після Ford T.

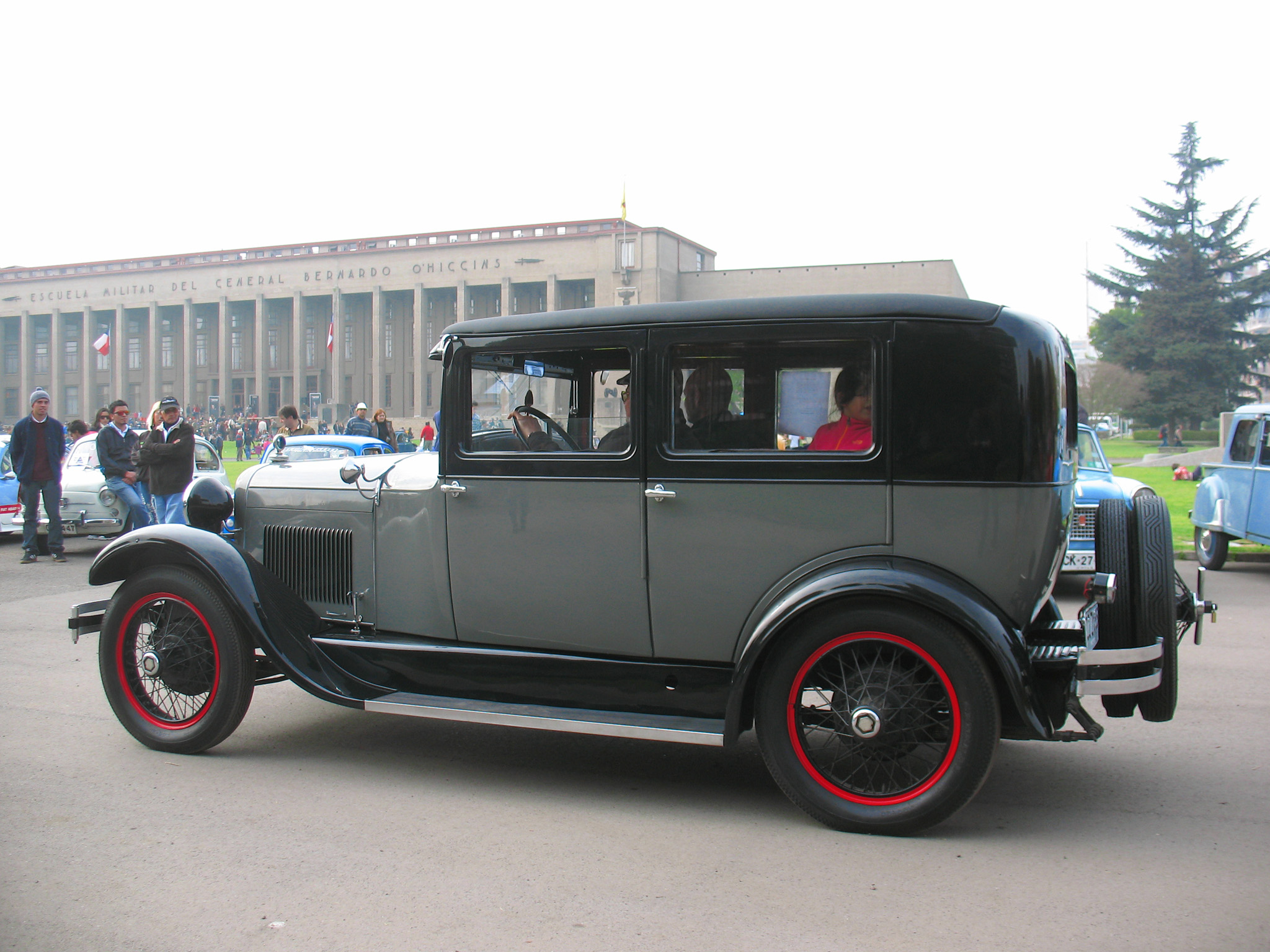
Essex Super Six Sedan

У березні 1929 року у віці 50 років помирає співзасновник компанії Роско Джексон, який займав пост президента, у результаті з усіх, хто стояв біля витоків фірми, залишається тільки Рой Чапін. Після термінових виборів ради директорів новим президентом вибирається Вільям МакАніні, оскільки Чапін займав пост міністра торгівлі в уряді США. Влітку Hudson виводить на ринок комерційного транспорту свій перший пікап. Щоб не домішувати вантажівки ні до марки Hudson, ні до Essex, було вирішено продавати їх під маркою Dover. Dover, вантажністю 750 кг, побудували на базі Essex Super Six і він мав той же мотор, потужністю в 58 к.с.. Пропонували його в чотирьох варіантах: шасі з кабіною, пікап з тентовим навісом, жорстким дахом і суцільнометалевий фургон, всі вони (у тому числі тільки кабіна) поставлялися з Еймсбері фірмою-компаньйоном Biddle & Smart.

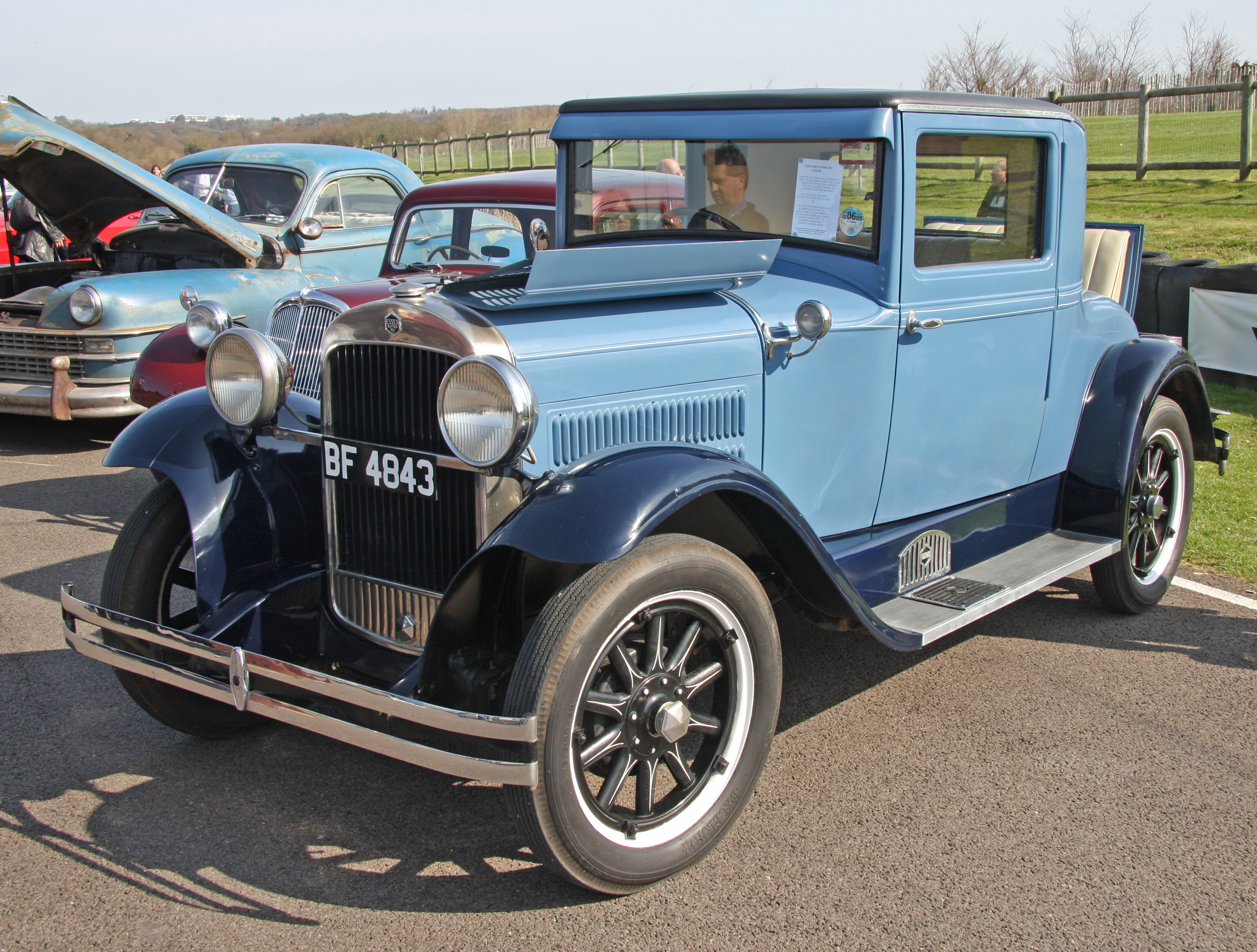
Essex Challenger Six Coupe

Сам Essex Super Six, що послужив донором вантажівці компанії, пішов на пенсію. Бувши довгий час наймасовішим шестициліндровим автомобілем, ця модель поступилася місцем лідера компанії Chevrolet. Тому його змінила нова модель Challenger, потужність модернізованого 2.6-літрового мотора дорівнювала 55 к.с., цей двигун відрізнявся від попередника новою головкою з підвищеною компресією, новою системою впуску і масляною ванною, що складалася з двох частин, також двигун до рами був прикріплений через гумові подушки. Як і старші побратими від фірми Hudson, ця машина обзаводиться механічним приводом гальм всіх коліс системи Bendix. Американські машини в цьому питанні відставали від європейців. Кузови автомобіля стали більшими, а нікельований радіатор поступився місцем хромованому.

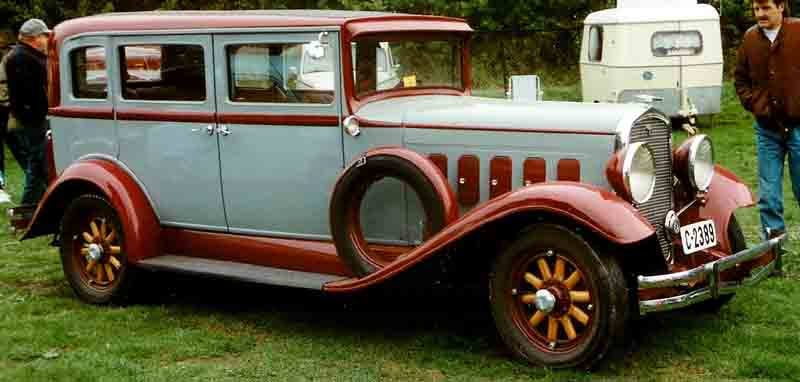
Hudson Great Eight T-Series

Наприкінці 1929 року Hudson переходить на восьмициліндрову тягу, під капотом нової моделі Great Eight розташовувався 3.5 л 80-сильний рядний мотор з боковим розташуванням клапанів, цей двигун побудували на базі 6-циліндрового двигуна, який стояв під капотом Essex, хід і діаметр поршня були у обох моторів ідентичними, що дозволяло заощадити на виробництві. Але все ж одна відмінність у двигунів була — у восьмициліндрового мотора був гаситель вібрацій колінвала, використовуваний за ліцензією, купленою у британської фірми Lanchester. Great Eight пропонувалася в двох варіантах колісної бази: 3.1 м на R-Series і 3.53 м у L-Series, а в 1930 році база у обох варіантів укоротилася — у T-Seriesна 8 см і y U-Series аж на 33 см. Також влітку 1930 року після 18 місяців виробництва керівництво компанії вирішує скасувати вантажний бренд Dover, тепер всі пікапи та інші «розвізники» випускалися і вироблялися під маркою Essex. При цьому виробництво кузовів для комерційних варіантів виконувалося власними зусиллями, оскільки через дорожнечу доставки кузовів з фірмою Biddle & Smart взагалі не продовжується контракт. Стара кузовобудівна компанія залишається без єдиного клієнта, керівництво було вирішило налагодити виготовлення алюмінієвих човнів, але вже через місяць змушене було закрити ворота своїх фабрик назавжди. Якщо Hudson злегка зменшилися в габаритах, то у марки Essex все було навпаки, модель Challenger мутує в Super Challenger Series E, під капотом нової машини з'являється 2.9-літровий 60-сильний мотор, а шасі збільшуються на 7.5 см.
У 1931 році у восьмициліндрової моделі Hudson, яка отримала назву Greater Eight, мотор збільшується до 3.8 л, а потужність — до 87 к.с.. Топова модель отримує ряд нововведень, так жорсткість амортизаторів можна було регулювати з салону, а у семимісних автомобілів сидіння як спереду, так і ззаду регулювалися не тільки по вильоту (вперед-назад), але і по куту нахилу спинки сидіння. При цьому падає ціна на машину, але поліпшення характеристик і зниження ціни не допомогло утримати продажі на рівні, які продовжували падати, «завдяки» наслідкам «чорної п'ятниці» жовтня 1929 року. У вересні того ж року у фірми з'являється свій перший дизайнер Френк Спрінг. Спрінг до цього ніколи не працював на цій посаді, бувши інженером в кузовобудівній компанії Walter M. Murphy Company, при цьому він закінчив освіту в паризькому політехнікумі якраз перед початком Першої світової війни.

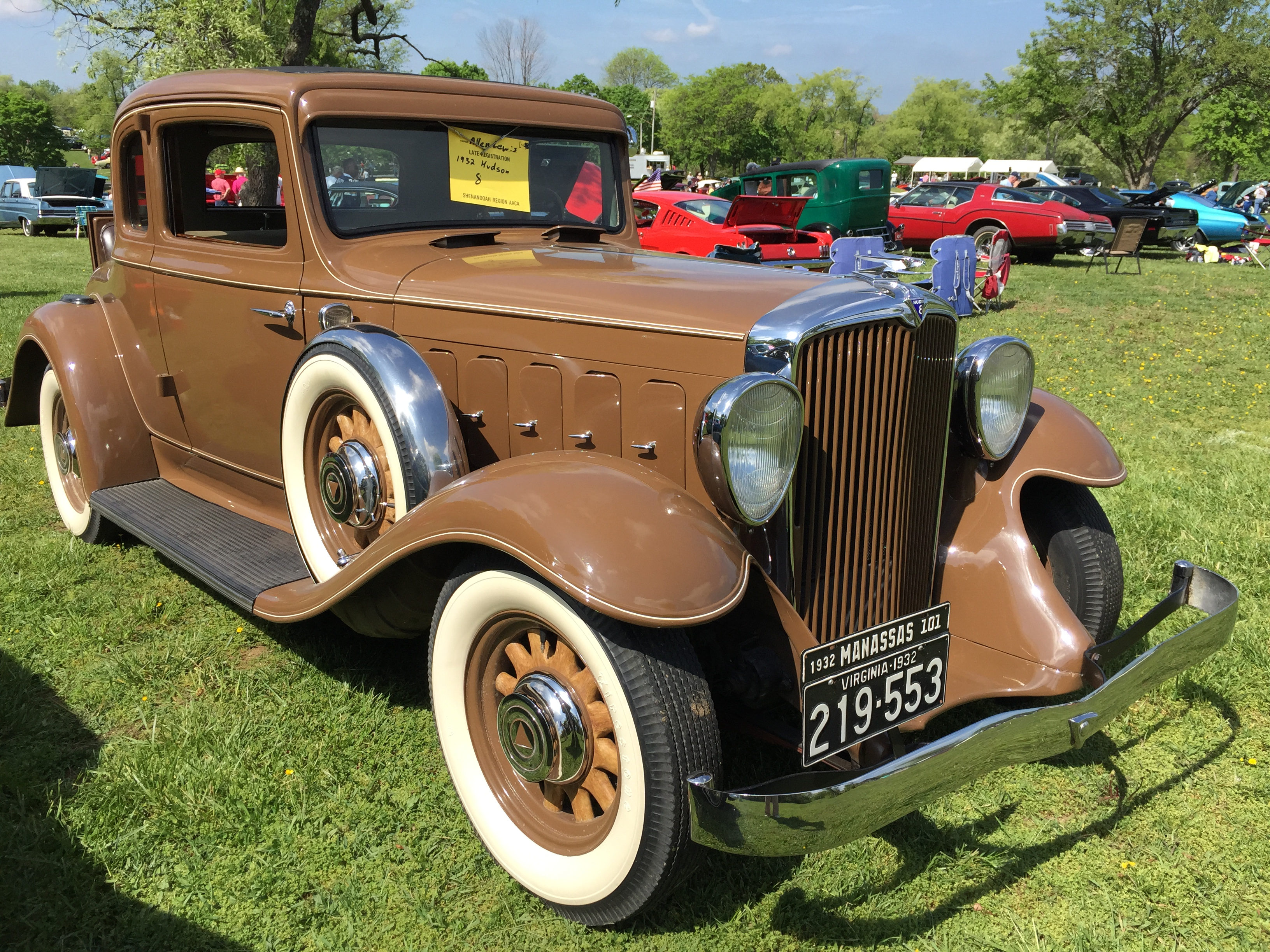
Hudson Great Eight Coupe

У 1932 році зростання об'єму восьмициліндрового мотора продовжилося, тепер об'єм дорівнював 4.2 літрам, а потужність переступила 100-сильний рубіж, і дорівнювала 101 к.с., оновлена версія пропонувалася тепер в трьох варіантах колісної бази: Greater Eight Series T зберіг свою 3.02 м базу, слідом йшла Sterling Series U з 3.2 м базою, а замикав лінійку Major Series L з 3.35 м базою. Автомобілі цього модельного ряду обзавелися кнопкою запуску стартера, яка отримала Startix. Цього року від уряду Японії надходить незвичайне замовлення, за бажанням військових країни Висхідного Сонця будується шість штабних автомобілів, які мали три осі, але з шести коліс тільки два були ведучими, в добавок дві запаски, що знаходилися за передніми колесами, були заодно допоміжними при подоланні перешкод у степах Маньчжурії. Essex теж стає «великим», його Greater Super Six Series EC обзаводиться 3.2 л рядною шісткою, потужністю в 70 к.с., при цьому габарити автомобіля залишалися незмінними.

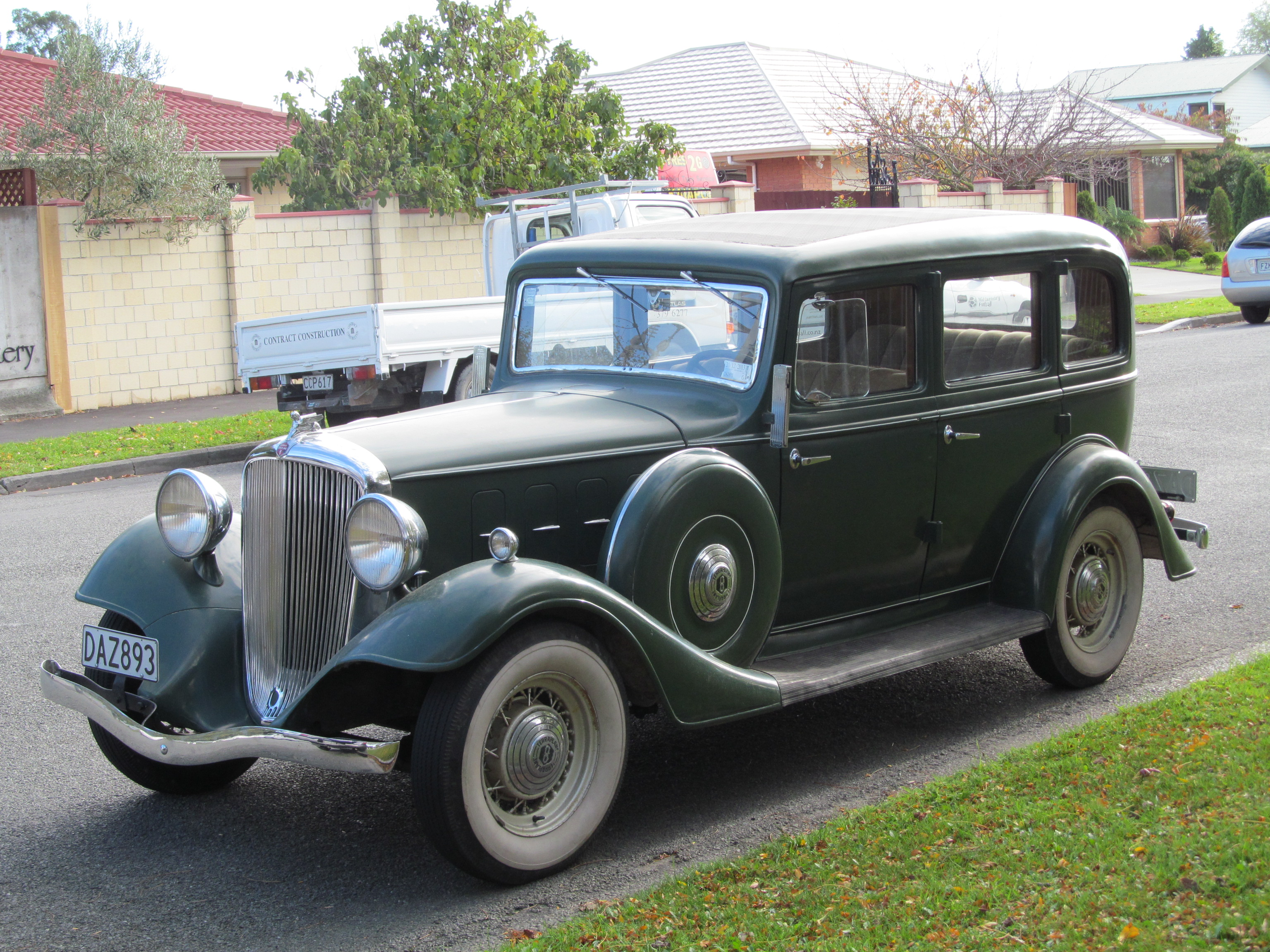
Essex-Terraplane Series K Sedan

Цього року продажі продовжили падати, і найстрашніше для компанії було те, що найсильніше просіли продажі дешевшого бренду Essex, продукція якого ставала все більшою і дорожчою. Щоб врятувати становище, МакАніні 21 липня 1932 року виводить новий бренд — Essex-Terraplane, який повинен був стати ще дешевшим, як у виробництві, так і на ринку. Друге слово в назві марки натякало на те, що цей автомобіль був якоюсь подобою наземного літака, тобто він ширяв по дорозі, на що вказував і рекламний слоган: "На морі — аквапланування, в повітрі — аеропланування, а на землі і в дорожньому русі — террапланування (на латині «терра» означає «земля»). Новий, доступніший, автомобіль повинен був поєднувати в собі стиль, комфорт, потужність, міцність і надійність, так що головному інженеру компанії Стюарту Бейсу довелося конструювати нове, легше, шасі, яке стало на 18 см коротшим, ніж у попередника Essex. У результаті вже одягнений в кузов Essex-Terraplane Six Series K став легшим попереднього Essex Super Six Series E в середньому аж на 225 кг, при цьому об'єм мотора і потужність залишалися на колишньому рівні, тобто 3.2 л і 70 к.с., однак полегшена вага позитивно позначилася на динамічних властивостях нового, дешевого автомобіля. Кузов автомобіля отримав V-подібну решітку радіатора, повністю декоровану хромом, закриті кузови з пологою задньою стінкою можна було обладнати опційним багажником-кофром, який в рекламних проспектах Hudson-Essex-Terraplane мав назву Belvedere, ця назва пізніше стала назвою моделі зовсім іншої марки. Представляти нову машину покликали «Королеву повітря» — льотчицю Амелію Ерхарт, яка здійснила першою з жінок одиночний трансатлантичний переліт. Того дня в Детройт покликали рівно дві тисячі дилерів марки з усіх кінців країни, Ерхарт зачитала промову про інноваційність автомобіля і «охрестила» автомобіль, як це робили споконвіку з кораблями, тобто розбила об ніс пляшку, тільки наповнену не шампанським, а бензином. Після цього дилери отримали по одному автомобілю, всі були пофарбовані в бронзовий колір. Найперший з виготовлених автомобілів з кузовом купе подарували піонеру американської авіації — Орвіллу Райту. Льотчиця теж отримала в подарунок новенький Essex-Terraplane з кузовом седан, але міс Ерхарт недовго їздила на подарунку, оскільки пропала безвісти під час одного зі своїх польотів.

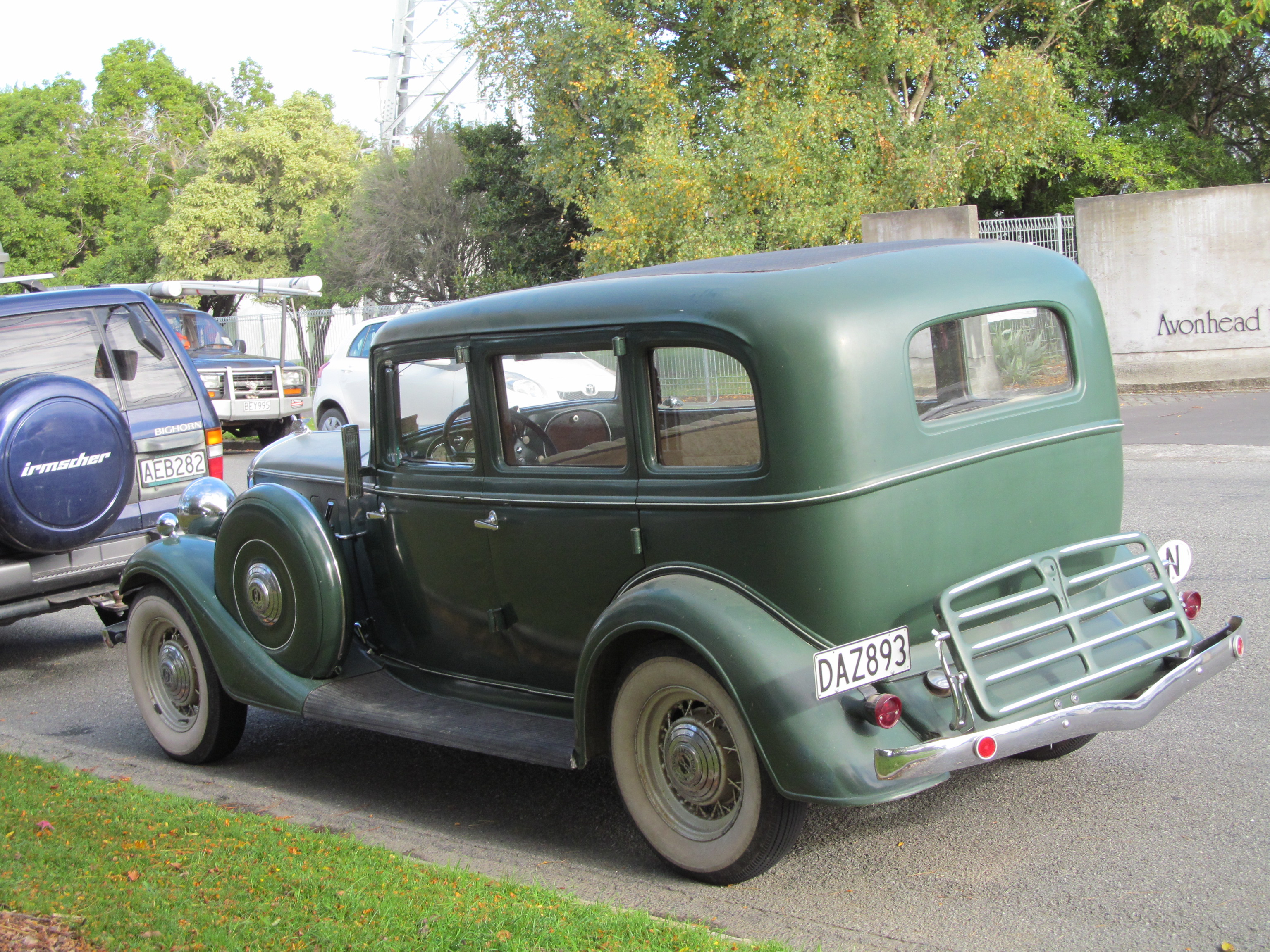
Essex-Terraplane Series K Sedan

У 1933 році Hudson знову береться за виробництво шестициліндрової моделі Super Six, яка отримує власну назву Pacemaker, як ходову частину для неї взяли укорочену до 2.87 м в базі шасі від Hudson Greater Eight, а під капотом розмістили рядну шестірку, об'ємом 3.2 л, що розвивала 73 к.с., від Essex-Terraplane, але випускався Pacemaker всього один модельний рік, після чого знову пішов зі сцени, оскільки саме цей рік стає провальним для фірми, за рік зуміли реалізувати менше 41000 автомобілів обох марок, при тому, що в 1929 році було продано 301 000 автомобілів. У бюджетнішої марки Essex-Terraplane з'являється своя восьмициліндрова модель, новий динамічний дизайн якої був розроблений Спрінгом, під капотом машини був знайомий по Hudson Eight 4.2-літровий мотор, який у бюджетній версії розвивав всього 95 к.с.. Цей автомобіль володів неабиякими для сімейного седана динамічними здібностями завдяки рекордному співвідношенню к.с. на кг, машина витрачала 15 секунд на досягнення швидкості за 100 км на годину, проте оцінили швидкохідність автомобіля не батьки сімейств або гарячі юнаки, а гангстери. В 30-ті роки, якщо біля банку стояв Essex-Terraplane Eight Series KT, значить там відбувається пограбування. Через 30 років те ж саме будуть говорити про Jaguar MkII з 3.4-літровим мотором і ручною коробкою передач, оскільки обидві ці машини легко втікали від переслідуючих їх поліцейських патрулів. Хоча, крім найвідоміших у США гангстерів типу Джона Діллінджера (який був великим шанувальником продукції компанії і володів кількома Essex-Terraplane і Hudson) або Лестера Джозефа Гілліса (більш знаний як «Малюк Нельсон»), оцінили динаміку машини і гонщики, які поставили не один рекорд як швидкості, так і часу з подолання відстаней, багато з яких протрималися більше півтора десятка років (якщо не рахувати воєнні роки, коли ніяких змагань не проводилося).

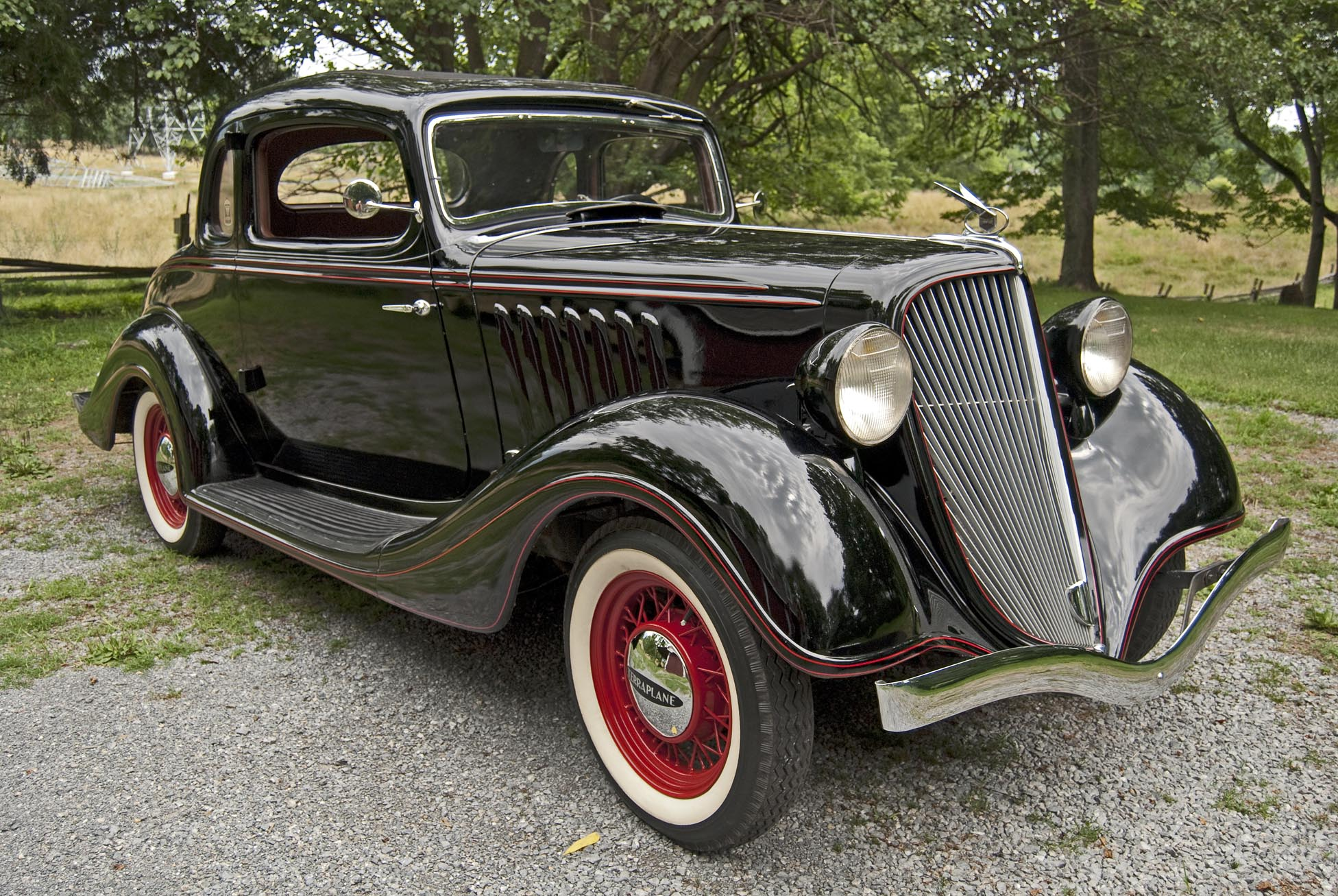
Terraplane K-Series Coupe

Крім вісімки під капотом Essex-Terraplane можна було побачити і рядну шістку, об'ємом в 3.5 літра, яка ставилася на довшу базу, називалася така модель Six Series KU, і пропонувалася в двох варіантах комплектації: Special і DeLuxe. Погані продажі змушують взяти Роя Чапіна правління компанією в свої руки у травні 1933 року, йому вдається домовиться з кредиторами про продовження термінів виплати боргів, більше того, він знаходить додаткові кошти для інвестиції в свою компанію. Вся його активність оплачується зростанням продажів, фіскальний 1934 рік закінчується майже з 86000 проданими автомобілями, вдвічі більше, ніж роком раніше. Наприкінці 1933 року в США марка Essex йде на спочинок, тепер бюджетна лінія має назву Terraplane, однак у Великій Британії ще рік машина пропонувалася під подвійною, звичнішим для консервативних британців, назвою Essex-Terraplane. Шести- і восьмициліндрові двигуни виявилися досить потужними, еластичними, оскільки тягнули вже з низьких обертів, і головне надійними, а шасі автомобілів Hudson і Terraplane вийшли дуже легкими, до того ж з низьким центром ваги, що привернуло ряд британських компаній, які стали будувати свої спортивні машини з використанням агрегатів американської фірми (Railton, Brough тощо). Автомобілі 1934 модельного ряду отримують новий, динамічніший, дизайн з V-подібною решіткою радіатора, лівреї капота Terraplane Series K, Series KU і Series KS мали вертикальні смуги і нагадували зябра акули. Новим дизайном обзаводяться і великі Hudson з 4.2 л мотором: Special Eight Series LT, De Luxe Eight Series LU і Challenger Series LTS, але у них лівреї повітроводів капота мали горизонтальне розташування, загальні продажі обох марок виростають до позначки в 101 000 автомобілів, вперше за п'ять років фірмі вдається закінчити рік з прибутком.

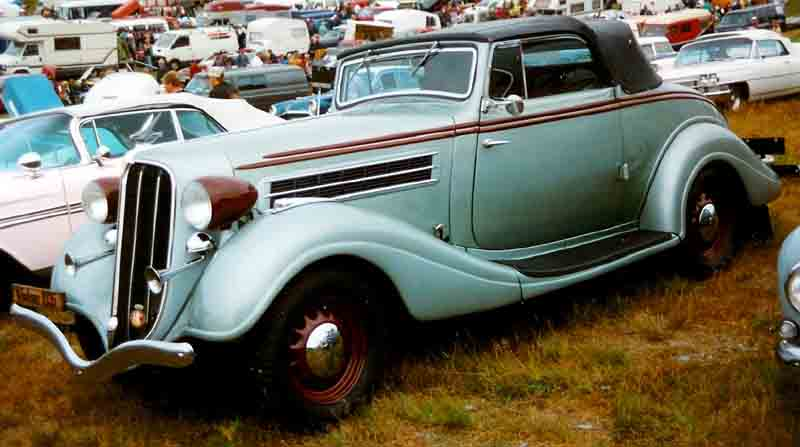
Hudson Special Eight Series 55 HU Convertible

У 1935 році вчергове починається виготовлення шестициліндрового Hudson, на шасі торішніх 8-циліндрових моделей розмістили 3.5-літровий мотор, потужністю 93 к.с., ця модель отримала назву Big Six Series 53 GH, а восьмициліндрові моделі Special Eight Series 54 HT і De Luxe Eight Series 55 HU отримують нові, збільшені в базі на 2.5 см, шасі. Крім них в програмі було ще три подовжених шасі з базою коліс в 3.15 м: Custom Eight Series 56 HHU, Special Country Club Eight Series 57 HTL і DeLuxe Country Club Eight Series 58 HUL. Лінійка автомобілів Terraplane складалася всього з моделей Special Six Series G і DeLuxe Six Series GU, обидві вони оснащувалися 3.5 л мотором, потужністю 88 к.с., що дозволяло автомобілю розганятися майже до 130 км на годину, а сотню розвивати за 23.2 секунди. Відрізнялися ці комплектації тільки рівнем обробки та різницею в 100 доларів (досить велика сума, купе серії G коштувало 585 доларів).

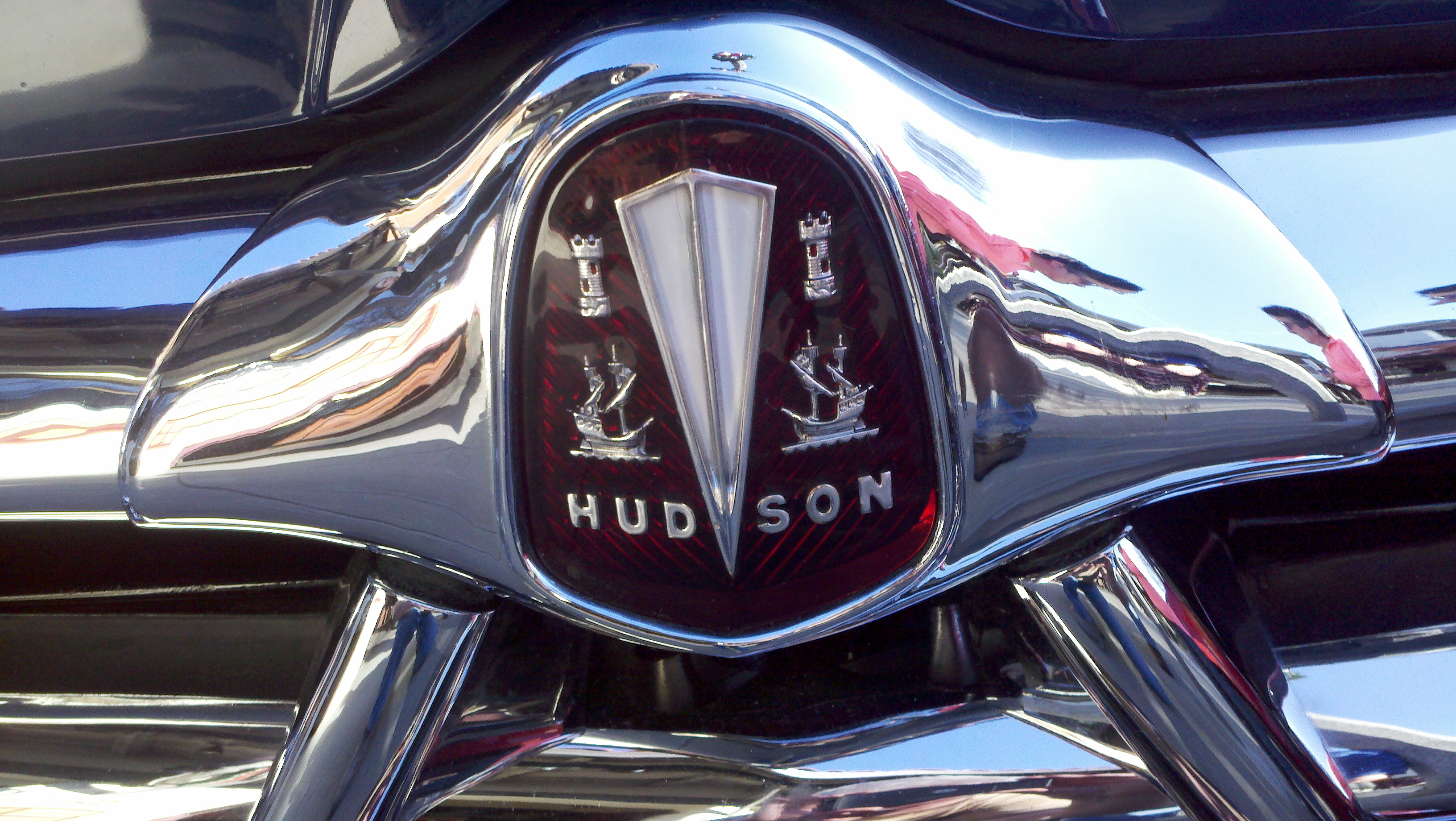
Логотип Hudson

У лютому 1936 року Чапін застуджується, він лягає в госпіталь, де йому діагностують пневмонію, а через два тижні його не стало. На похорон дружелюбної, привітної та відкритої людини прийшли сотні бізнесменів і політиків, серед яких був його хороший друг Едсел Форд і колишній роботодавець Герберт Гувер — екс-президент США. Незабаром місце Роя Чапіна займає його наступник Едвард Беріт, який починав свою кар'єру на посаді агента по закупівлях, а потім був скарбником в Essex Motors. Під керівництвом Беріта відбувається оновлення модельного ряду, автомобілі марки Hudson нарешті обзаводяться гідравлічним приводом гальм фірми Bendix, яка мала аварійну систему, при відмові гідравліки в разі екстреного гальмування механічний привід задіював ручне гальмо задніх коліс, що повинно було запобігти від небезпечних наслідків. Цю систему, названу «duo-automatic brakes», придумав Стюарт Бейтс під час випробування автомобіля, коли під час гальмування у нього лопнула трубка і вся гідравліка витекла, врятував тоді положення ручник. Також машини отримують інноваційну підвіску «Radial Safety Control», в підвісці використовувався поздовжній важіль з двома листовими ресорами, який дозволяв робити великий хід вгору-вниз, проте вільного ходу з сторони в сторону не було, що дозволяло гальмувати без нишпорення по дорозі. Крім цього можна було замовити пакет «Rhythmic ride», який включав в себе масляні амортизатори і подовжені, ще більш м'які, ресори. Рульове управління взагалі було унікальним для американського автомобіля, так кермо поверталося саме в нульову позицію незалежно від дорожнього покриття, також за замовленням всі машини можна було оснастити триступінчастою коробкою передач Electric Hand фірми Bendix з електровакуумним зчепленням. Маніпулятор її, схожий за формою на дирижабль, знаходився на рульовій колонці праворуч і міг управлятися рухом одного пальця, не відриваючи руки від керма, восьмициліндрові моделі оснащувалися цією трансмісією штатно.

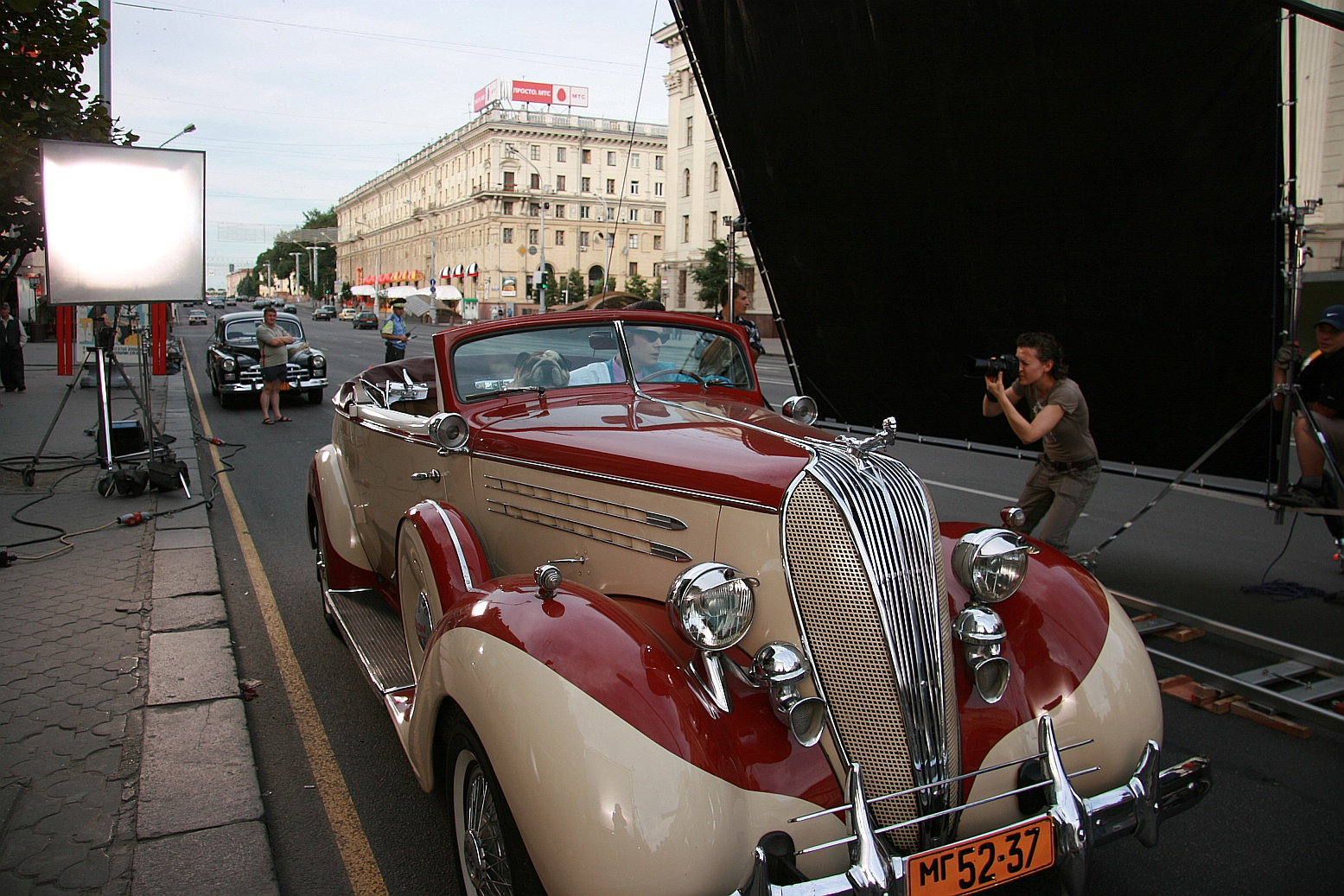
Hudson Custom Eight Series 65 Convertible

Оскільки селектор коробки Electric Hand розташовувався не на підлозі, то на передньому, досить широкому, сидінні знайшлося місце і для третього пасажира. Водійське сидіння можна було відрегулювати, так само, як і рульову колонку, така опція була недоступна багатьом автомобілям ще довгий час. Моделі 1936 року обзаводяться примітивною подобою мікроклімату салону, в носовій частині був проріз, що відкривався, через який в салон проходило свіже повітря з вулиці. Щоб в салон не потрапляли пил і сміття, за заборником встановили фільтр, який на ділі був нічим іншим, як мішком, що використовується в пилососах. В задній частині салону під ногами задніх пасажирів знаходився другий отвір, через який повітря повинно було виходити, тобто створювалася природна циркуляція повітря. Криті кузови, першими в США, повністю виготовлялися із сталі, їх можна було замовити, як і в інших марок, з об'ємним багажником. Такі машини можна було впізнати за наявністю горбатої кришки ззаду замість похилої задньої частини кузова, спереду оновлені машини можна було впізнати за радіатором в стилі «водоспаду», який в США першими застосували на Plymouth. Big Six Series 53 GH був замінений моделлю Custom Six Series 63, під капотом у неї був колишній 3.5 л мотор, потужністю 93 к.с., але шасі збільшилися в базі на 10 см і переступили триметрову позначку. Такі ж шасі з базою в 3.05 м отримали і восьмициліндрові моделі Hudson DeLuxe Eight Series 64 і Custom Eight Series 65, а у моделей DeLuxe Eight Series 66 і Custom Eight Series 65 база коліс була розтягнута до 3,225 м. Автомобілі марки Terraplane також оновлюються і виростають в габаритах (плюс 7.5 см в базі), тепер найдоступніший автомобіль цієї марки звався DeLuxe Series 61, а топовою була Custom Six Series 6. Вперше в каталогах фірми з'являються «універсали-вуді», які будувалися на базі пікапів фірмою Baker-Raulang. Всього компанії цього року вдається реалізувати 123000 автомобілів обох марок, поставивши рекорд за весь кризовий час, починаючи з 1930 року, насамперед завдяки не тільки іноваційним опціям, скільки відпускній ціні на продукцію, яка стала трохи доступнішою.

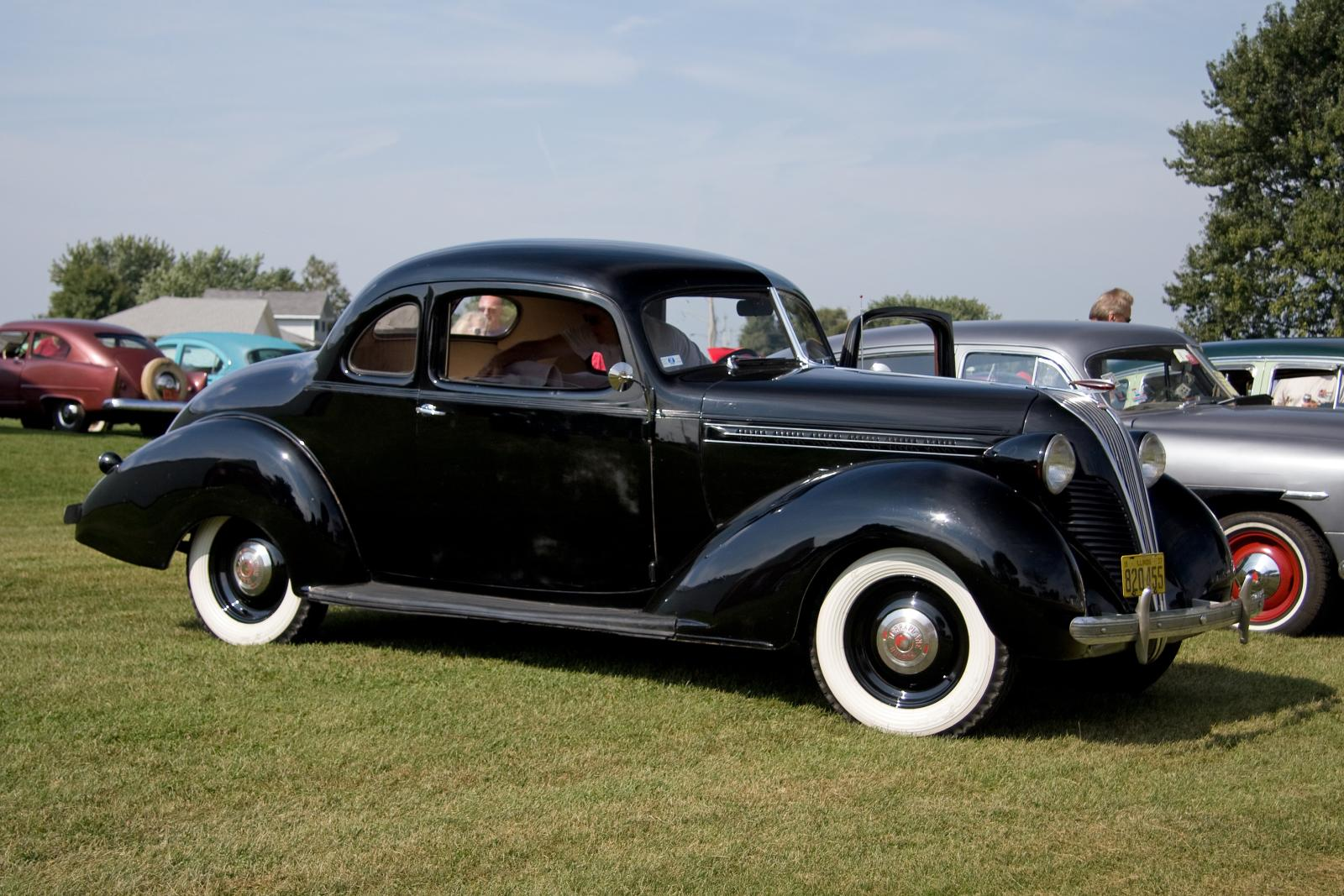
Terraplane DeLuxe Six Series 71 Business Coupe

У 1937 році Hudson першим з американських автомобілів обзаводиться підкапотним розташуванням акумулятора, до цього їх встановлювали під переднім сидінням, що у разі перевертання приносило додаткові каліцтва потерпілим через витікання кислоти, ще одним кроком до безпеки була відмова від так званих «тещиних місць», якими ще рік тому можна було оснастити версії з кузовом купе. Модель Custom Six Series 73 збільшується в базі на 5 см, а потужність мотора зростає до 101 к.с., також виростають на цей розмір і восьмициліндрові моделі серій 74, 75, 76 і 77, а потужність їх двигуна зростає до 122 к.с.. Автомобілі серії Eight з колісною базою в 3.27 см стають найдешевшими автомобілями таких габаритів в США. Бренд Terraplane все менше дистанціювався від материнської, модель DeLuxe Six Series 71 знову виростає в габаритах, під капотом у неї був 3.5 л мотор, що розвивав 96 к.с., у більш багато обробленої моделі Super Six Series 71 при тому ж об'ємі була 101 к.с.. Крім неї лінійку «бюджетного» бренду доповнювала модель Custom Six Series 72 зі збільшеною на 13 см базою і 96-сильним мотором. У комерційних моделей змінюється постачальник кузовів «вуді», які тепер виготовлялися фірмою US Body & Forging з Індіани.

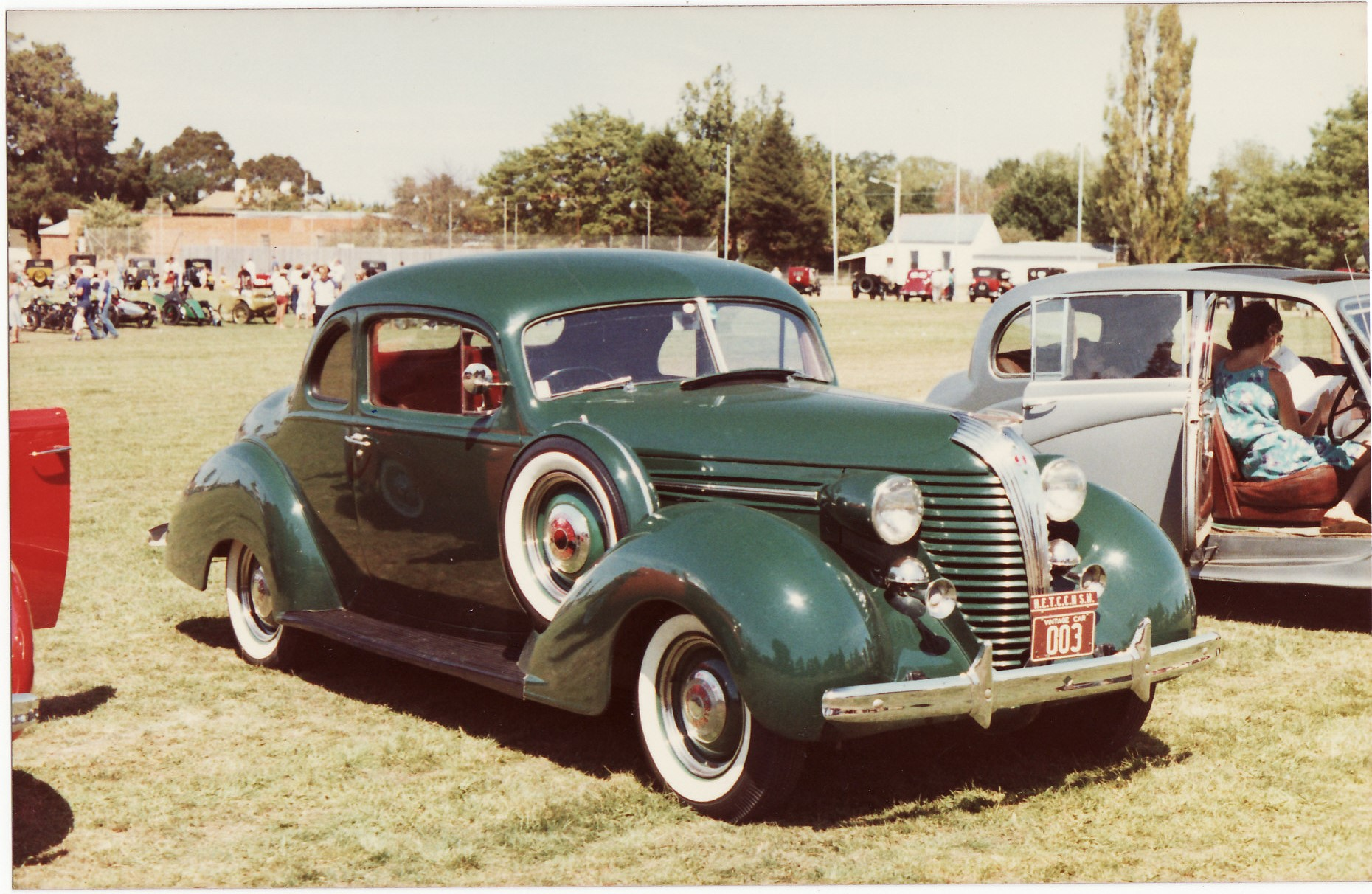
Hudson Terraplane DeLuxe Series 6-81 Coupe

У 1938 році Terraplane як марка припиняє своє існування, оскільки розрив між брендами Hudson і Terraplane був зведений до мінімуму, однак ця назва не зникає з каталогів компанії, тепер назву Terraplane було дано початковій моделі марки Hudson. База коліс у неї дорівнювала 2.97 м, під капотом була знайома вже 3.5 л шістка, потужністю 96 к.с.. Крім Terraplane DeLuxe Series 6-81 пропонувалася схожа модель з головкою двигуна з вищим ступенем стиснення, а потужність дорівнювала вже 101 к.с., це був Terraplane Super Series 6-82. Ці дві моделі зберегли «водоспадну» решітку радіатора, але «струмінь» звузилася до мінімальної ширини.

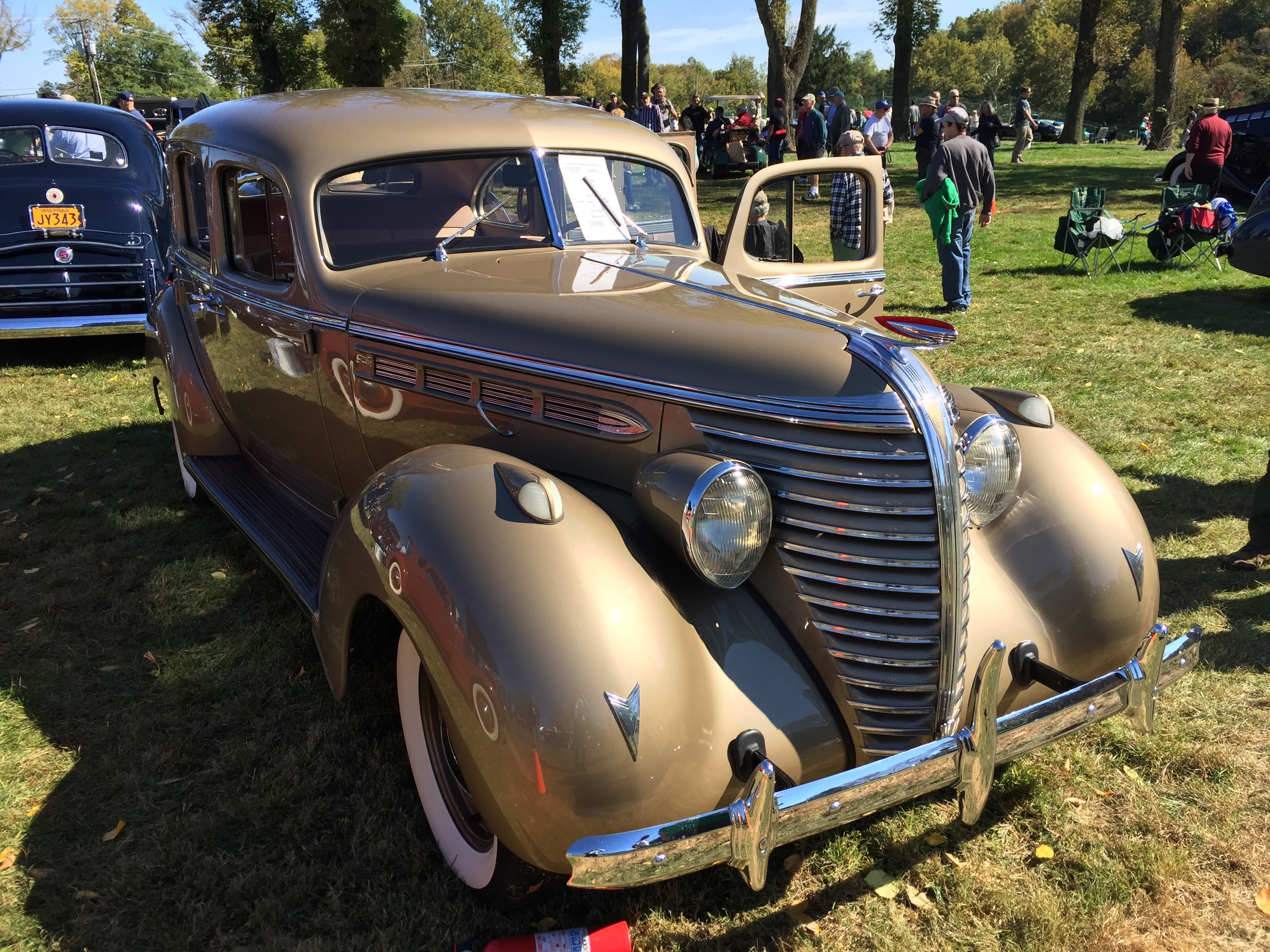
Hudson Country Club Eight Series 87 Sedan

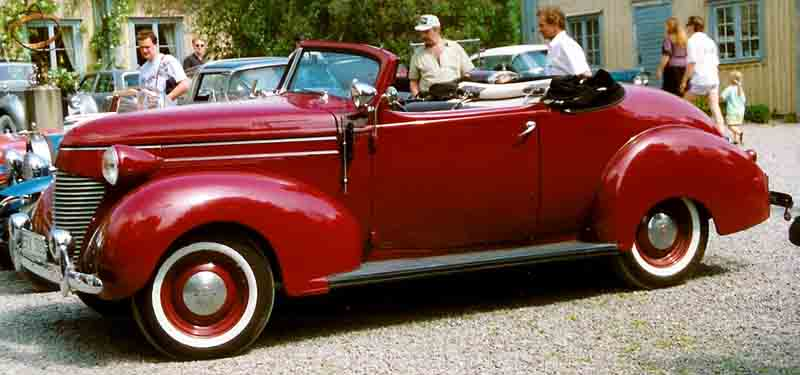
Hudson 112 Series 90 Convertible Brougham

Крім Terraplane пропонувалися Custom Six Series 83, DeLuxe Eight Series 84, Custom Eight Series 85, що технічно не змінилися, а з подовжених цьогоріч залишається тільки Country Club Eight Series 87. Дизайн автомобілів змінився, особливо разюче відрізнялася носова частина від дизайну дешевшого Terraplane. Але головною новинкою цього року стає Hudson 112 Series 89, назву машині дала база коліс в дюймах (2.85 м), яка була на 15 см коротшою бази попередника. Підвіска машини була зроблена за типом старших «Гадсонів», капот алігаторного типу був запозичений у старших моделей, однак при цьому машина мала досить багато кузовних панелей, запозичених у моделі Terraplane. Двигун, об'ємом 2.9 л, розвивав 83 к.с., що було менше, ніж у слабкого Terraplane, так що розгін і максимальна швидкість були козирями нової моделі. Хоча це не завадило встановити рекорд середньої швидкості для автомобіля цього класу у Бонневілі, показавши результат в 129 км на годину, в достоїнствах 112 була її вартість і економічність, а також низькі експлуатаційні витрати. 112 Series 89 так само, як і старші моделі, оснащувався гідравлічним приводом гальм, і за замовленням на нього можна було встановити «Електричну руку». Новинка удостоїлася честі бути пейс-каром Інді 500 1938 року, а роль водія довірили головному конструктору компанії Стюарту Бейтсу. Нові автомобілі починають також виготовляти і в Канаді, де будується новий завод, що покривав потреби цієї північноамериканської держави. Однак, не дивлячись на всі оновлення та розширення виробничих потужностей, попит на продукцію цієї компанії упав майже вдвічі, до 51 000 автомобілів, але то була провина не невиробничої лінійки, а чергова рецесія ринку США.

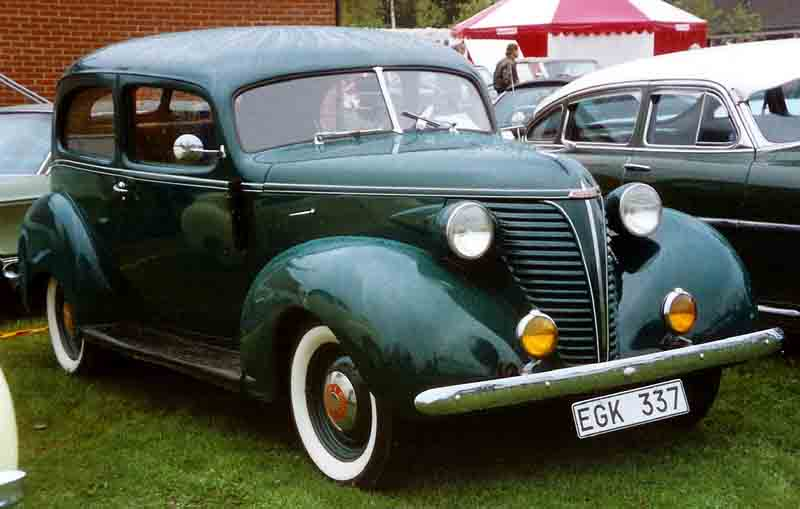
Hudson 112 Series 89 Sedan

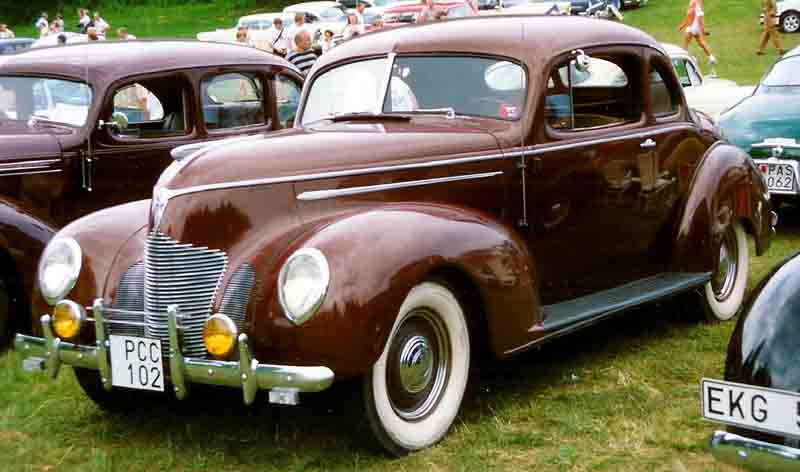
Hudson Pacemaker Series 91 Coupe

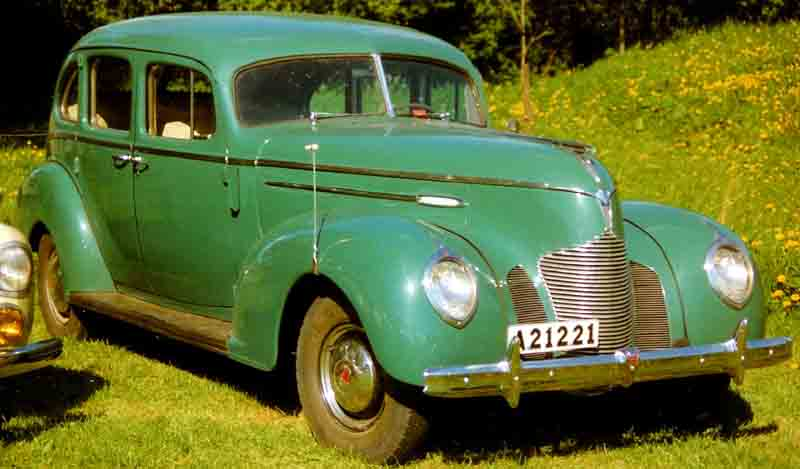
Hudson Country Club Custom Series 97 Touring Sedan

У 1939 році у старших моделей передню світлотехніку розмістили в передніх крилах, решітка радіатора також пережила зміни — «водоспад» зник, але вертикальний молдинг, що розділяв фальш-радіатор на дві частини, зберігся, в салоні також відбувалися незначні нововведення. Так на рульову колонку переїжджає і важіль перемикання передач ручної трансмісії, з цього моменту тримісні сидіння спереду встановлювалися на всі версії. Фірма першою в США стала використовувати як набивання синтетичний матеріал, знаний як поролон. У цьому році з'являються моделі Pacemaker Series 91 і Country Club Six Series 93 (що змінила Custom Six), обидві були оснащені однаковими 3.5 л 101-сильними моторами, але мали різну колісну базу, остання мала базу в 3.1 м. Модель Custom Eight перейменовується в Country Club Eight Series 95, але ні шасі, ні мотор не зазнали змін, самою топовою стає Country Club Custom Series 97. Модель Terraplane йде у небуття, її перейменовують на Standard Six Series 92, технічно також ніяких змін не відбувається, навіть фари у неї були виносними, а не інтегрованими в крила. Новий Hudson 112 Series 90 послужив основою для комерційної моделі, яка отримує назву Commercial Series 90, причому спектр пропонованих варіантів був настільки широкий, що охоплював починаючи від кабіни на шасі і закінчуючи фургоном з металевими боковинами. При цьому покупцям пропонувалися ще дводверні тримісні седани і купе, у яких в багажнику був вбудований ящик, що рухався на полозах, що дозволяло зручніше діставати вантаж з нього. Також в комерційну лінійку входив чотиридверний седан в комплектації таксі. Крім цієї лінійки пропонувалася ще більша серія комерційних автомобілів — Business Six Series 98, які будувалися на шасі Standard Six, але двигун був на них встановлений від моделі 112 Seiries 90, тобто 2.9 л 86-сильний.

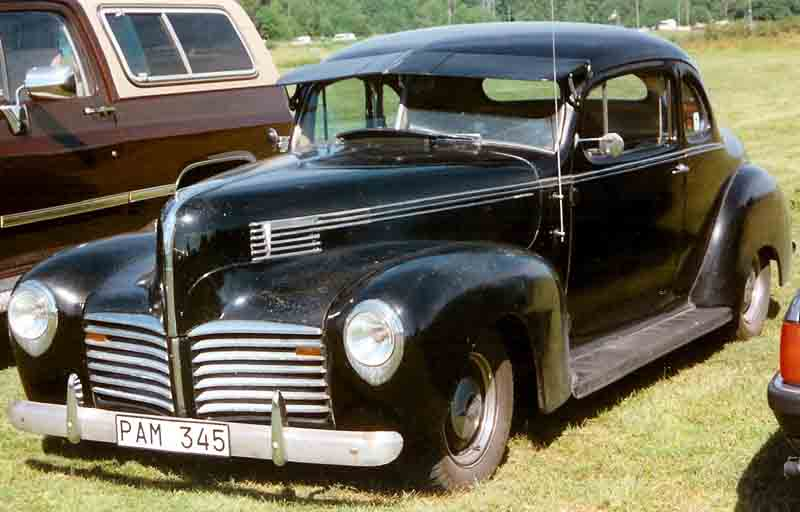
Hudson Traveler Six Series 40T Business Coupe

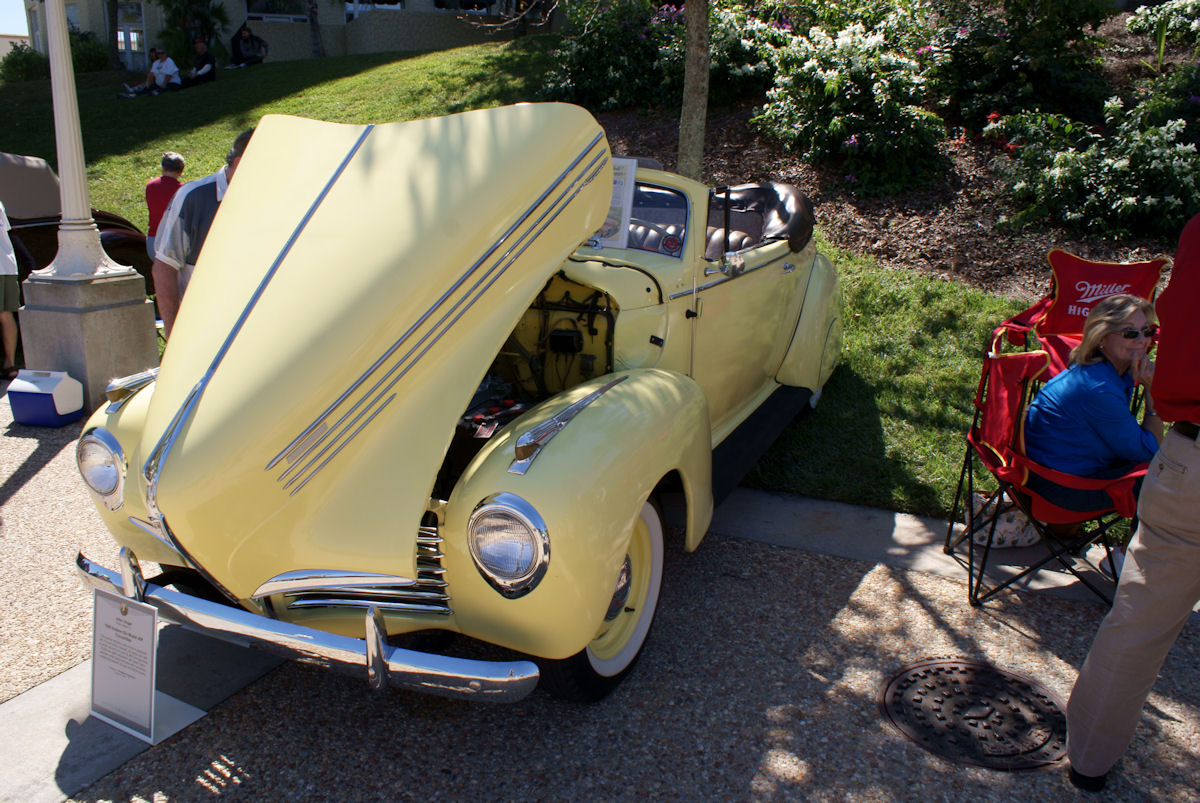
Hudson Country Club Eight Series 40 Convertible

У 1940 році фірма замінює передню напівзалежну підвіску «Radial Safety Control» на незалежну підвіску, амортизатори і пружини кріпилися у неї до трикутних важелів, ззаду з'являється стабілізатор поперечної стійкості, який кількома роками раніше з'явився в передній підвісці. Дизайн автомобіля також повністю зазнає змін, отримавши нове оформлення лицьової частини з горизонтальною решіткою радіатора, що мала сім горизонтальних молдингів, капот автомобіля в цілях безпеки відкидався вперед. Автомобілі цієї лінійки відкривалися зсередини не як у всіх. Якщо зазвичай для того, щоб відкрити двері, треба було натиснути ручку вниз, то у Hudson навпаки треба було її підіймати вгору, а зроблено це було для того, щоб було складніше розблокувати двері зсередини при зломі (натиснути палицею на ручку простіше, ніж її зачепити і тягнути наверх). Модельний ряд складався з Traveler Six Series 40T і DeLuxe Six Series 40P. Оснащені 2.9 л 92-сильним мотором, це були спадкоємці моделі 112 Series 90, які отримали довшу колісну базу (надбавка у 2.5 см), серед технічних новинок була наявність опційного овердрайву, модель DeLuxe Six крім кузовів типу седан пропонувалася і у версії кабріолет. Також були Super Six Series 41 і Country Club Six Series 43 з 3.5 л 102-сильним мотором, які відрізнялися один від одного тільки базою коліс, восьмициліндрові моделі отримали 4.2 л мотор, потужність виросла до 128 к.с.. Представляли цю серію моделі Eight Series 44, Eight DeLuxe Series 45 і Country Club Eight Series 47. Модель Eight Series 44 з кузовом седан бере участь в рекордних заїздах на висохлому озері Бонневіль, де, виступаючи в класі С, Джон Кобб ставить рекорд швидкості для автомобіля цього класу, розігнавшись до 151 км в годину. Незабаром рекорд цей був перевершений на 12 км на годину такою самою машиною, тільки вже під управлінням заводського випробувача Ела Міллера. Крім рекордних заїздів засвітилася восьмициліндрова машина і в ралі на економічність. Подолавши 1600 кілометрів, машина показала середню витрату в 8.65 л на 100 км, це був 8-циліндровий 4.2 л автомобіль. Не відставали від старших братів і шестициліндрові автомобілі, так 102-сильний шестициліндровий автомобіль розігнався до 114 км/год, але витрата палива не була вражаючою — 7.2 л на сотню кілометрів.
Комерційна серія була представлена двома моделями: Business Series 40C і Big Boy Series 48C, перший мав 2.9 л мотор, другий — 3.5-літровий, потужністю 102 к.с., вантажопідйомність їх була від 500 до 750 кг. У вересні 1940 року починаються продажі найрідкіснішого комерційного Hudson, який називався All-Purpose Delivery Van, це був розвізний фургон, який мав попит у молочників та пекарів, кузов цей виготовлявся не власними силами, а за допомогою компанії Checker Cab Manufacturing Company, відомішої своїми таксікебами. All-Purpose Delivery Van був запропонований в двох серіях: короткою 40C і довгою 48С, обидві, до того ж, відрізнялися ще й об'ємом двигуна, за аналогією з пікапами. Також клієнтам пропонували універсали-вуді, тільки тепер їх виготовляла не компанія U.S. Body & Forging Co, яка займалася цим попередні три роки, а компанія з Ватерлоо, штат Нью-Йорк — Mid-State Body Co. Офіційно про цю співпрацю немає ніякої інформації, але всі ті рідкісні екземпляри «Гадсонів», що дожили до наших днів, мають іменні таблички цього кузовного виробника, який поставляв їх також компаніям Chevrolet і Plymouth. Попри те, що цього року знову вдається підняти продажі, але всього до 80000 проданих автомобілів (виною незначного зростання було підвищення відпускних цін на автомобілі), фірма закінчує фінансовий рік в збитку.

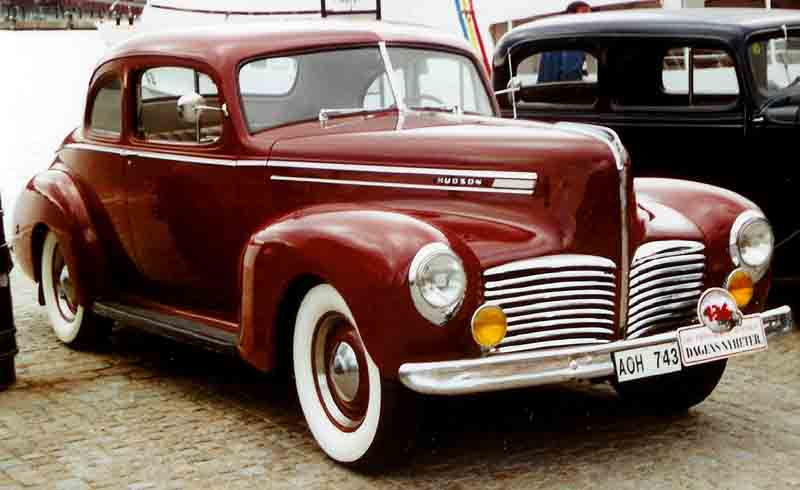
Hudson Commodore Six Coupé

У 1941 році дизайн візуально залишився колишнім (тільки передні крила були ідентичні торішній моделі), не рахуючи декоративних елементів (решітка радіатора отримала два додаткових хромованих молдинга), але габарити автомобілів підросли в довжину на 14 см, при тому, що база всіх моделей збільшилася всього 7.5 см, що дозволило збільшити простір для ніг пасажирів. Ще одним нововведенням стала поява приводу складного даху у відкритих варіантів. Дизайн автомобілів 1940 і 1941 років був розроблений жінкою — Елізебет Енн Тетчер, в її компетенції був не тільки екстер'єр, а й інтер'єр. 1941 року їй довелося покинути компанію, щоб уникнути конфлікту інтересів, оскільки вона вийшла заміж за Джозефа Ороса, який працював дизайнером у фірмі Cadillac. Орос стане пізніше автором дизайну Ford Thunderbird 1958 року, а також керуватиме дизайнерським колективом, який створить легендарний Mustang. 1941 року модельний ряд, що складався з Traveller Six Series 10T, DeLuxe Six Series 10P і Super Six Series 11, поповнився новими моделями Commodore Six Series 12 і Commodore Eight Series 14. Обидві машини отримують такі ж шасі, що і Super Six, тільки оброблені вони були куди багатше. Топова модель пропонувалася і у версії Commodore Custom Eight Series 17, яка на 18 сантиметрів була довшою базового варіанту. Всі моделі поставлялися з кузовами купе, седан і фаетон, а для моделей Super Six і Commodore Six стали пропонувати кузов типу універсал (Station Wagon), вперше для фірми їх будували на шасі сімейних автомобілів, а не на базі пікапа з довгою базою. Але ні ті, ні інші не користувалися особливим попитом, всього було продано не більше 100 екземплярів універсалів.

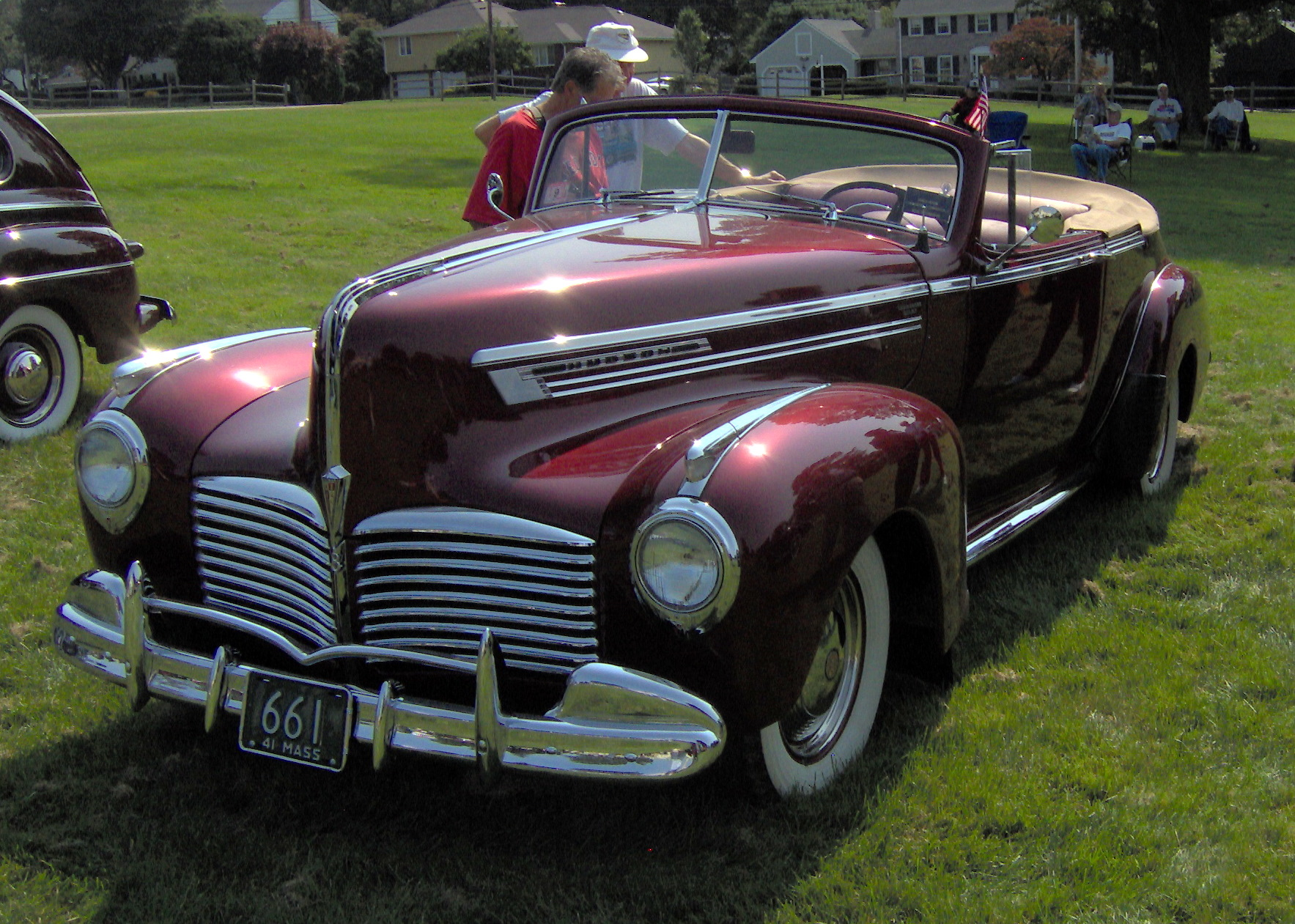
Hudson Сommodore Custom Eight Series 17 Convertible Sedan

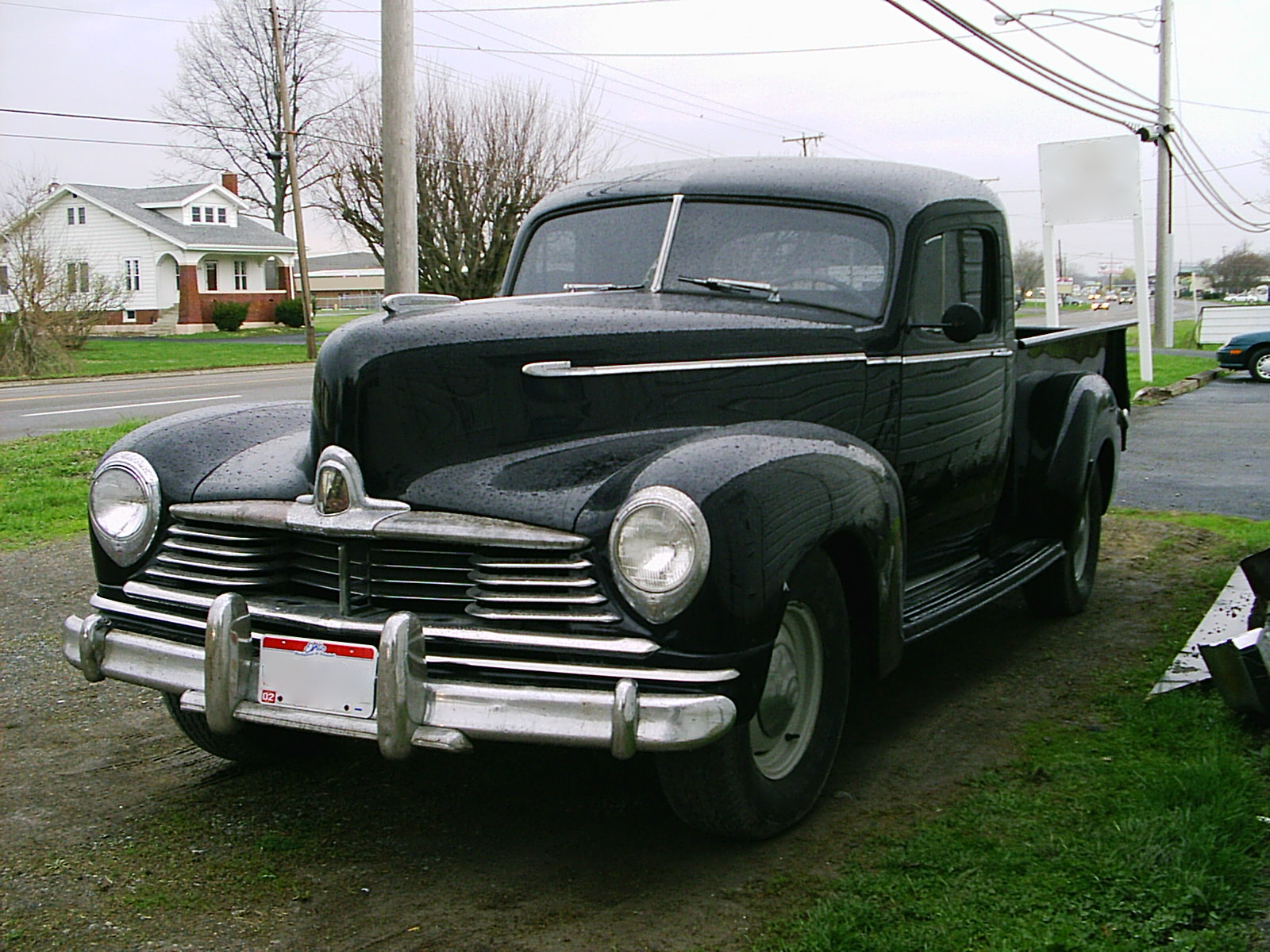
Hudson Big Boy Six

З технічних новинок можна відзначити автоматичне зчеплення, працююче за допомогою вакууму, яке прозвали Vacumotive Drive. Всі автомобілі з новою 3-ступінчастою синхронізованою коробкою передач могли оснащуватися цією опцією за доплату, а розвізний фургон All-Purpose комплектувався цим зчепленням за замовчуванням. Всі автомобілі можна було оснастити за замовленням радіоприймачами, найдешевший «Junior» мав механічну настройку станції, наступний за ним «DeLuxe» мав автоматичний пошук станцій, пошук задіювався натисканням кнопки. А топовий радіоприймач «Custom» мав вісім каналів пам'яті, будь-який з них можна було оснастити висувною телескопічною антеною, тільки висувалася-складалася вона не за допомогою електрики, а вакууму. На щастя для компанії, їй вдається підняти рівень продажів до 92000 автомобілів, закінчивши рік з непоганим прибутком.

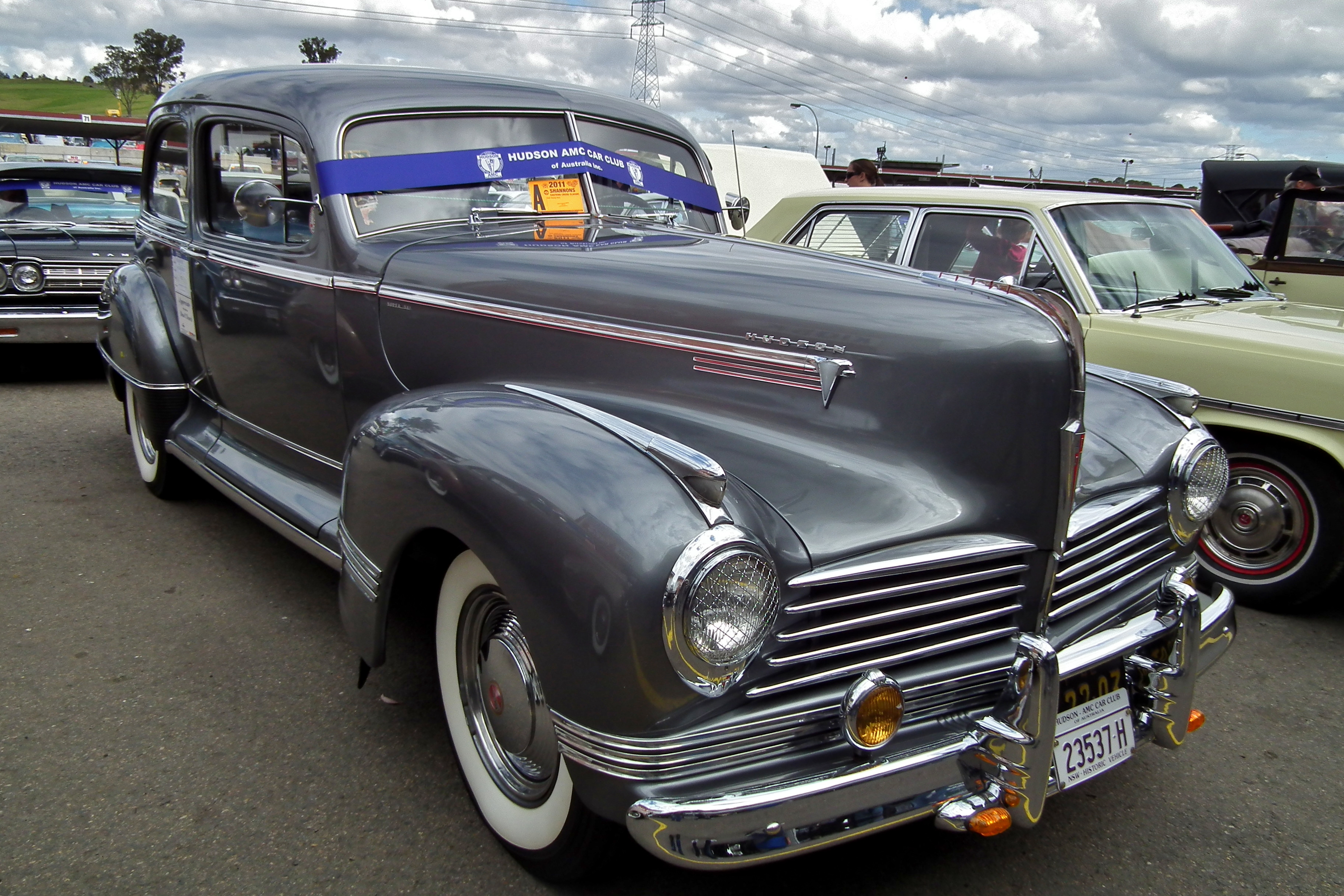
Hudson Commodore Eight Series 24 Touring Sedan

У вересні 1941 року починається виробництво автомобілів 1942 модельного ряду: Traveller Six Series 20T, DeLuxe Six Series 20P, Super Six Series 21, Commodore Six Series 22, Commodore Eight Series 24 і Commodore Custom 8 Series 25 (ця ж модель в подовженому варіанті носила цифровий індекс 27). Всі моделі, крім Traveller, пропонувалися у всіх варіантах кузовів, зате наймолодша модель, не дивлячись на відсутність у виробничій програмі відкритої версії Convertible Coupe, могла запропонувати своїм клієнтам вантажопасажирський варіант Station Wagon. Комерційна серія пропонувалася у двох моделях: Business Six Series 20C з 2.9 л мотором і 2.95 м базою коліс, ця модель пропонувалася в широкому спектрі кузовів (починаючи від пікапа і закінчуючи кабріолетом); Big Boy Six Series 28, що мав 3.5 л мотор і 3.25 м базу, пропонувався тільки у варіанті пікап. До цього моменту багато виробників автомобілів США стали пропонувати автоматичні коробки передач своїм покупцям, піонером був General Motors, що встановив свій Hydra-Matic спочатку на Oldsmobile, а через рік і на Cadillac, за ними підтягнувся Chrysler зі своїм Fluid Drive та відділення фірми Ford — Lincoln і Mercury, для яких була сконструйована коробка Liquamatic. Hudson теж вирішує пропонувати своїм клієнтам «коробку передач для ледачих», яку обізвали Drive-Master, коробка ця була досить передовою навіть за нинішніми мірками, вона мала три режими роботи: ручне перемикання передач із задіянням педалі зчеплення, ручне перемикання передач при автоматичному оперуванні зчепленням і повністю автоматичний режим з вакуумним включенням передач і зчеплення, педаль зчеплення задіювалася тільки при першому рушанні з місця і потім, навіть зупиняючись на світлофорі або біля узбіччя, треба було просто відпустити педаль гальма і натиснути на газ, щоб продовжити рух. Такого набору можливостей коробки не було у жодного з конкурентів. Зовнішній вигляд машин змінився, ґрати радіатора розмістили ще нижче, а декор її став ще простішим (всього п'ять горизонтальних молдингів), дизайн кузова став пухкішим, а підніжки приховали. Цього року вибір радіоли урізали до одного варіанта, причому це був топовий радіоприймач, який оснастили автоматичним регулюванням гучності (залежно від швидкості), більш того, у приймача можна було дистанційно шукати частоти, для цього на підлозі встановили кнопку, на яку водій натискав ногою, тим самим не відволікаючись від керування автомобілем.

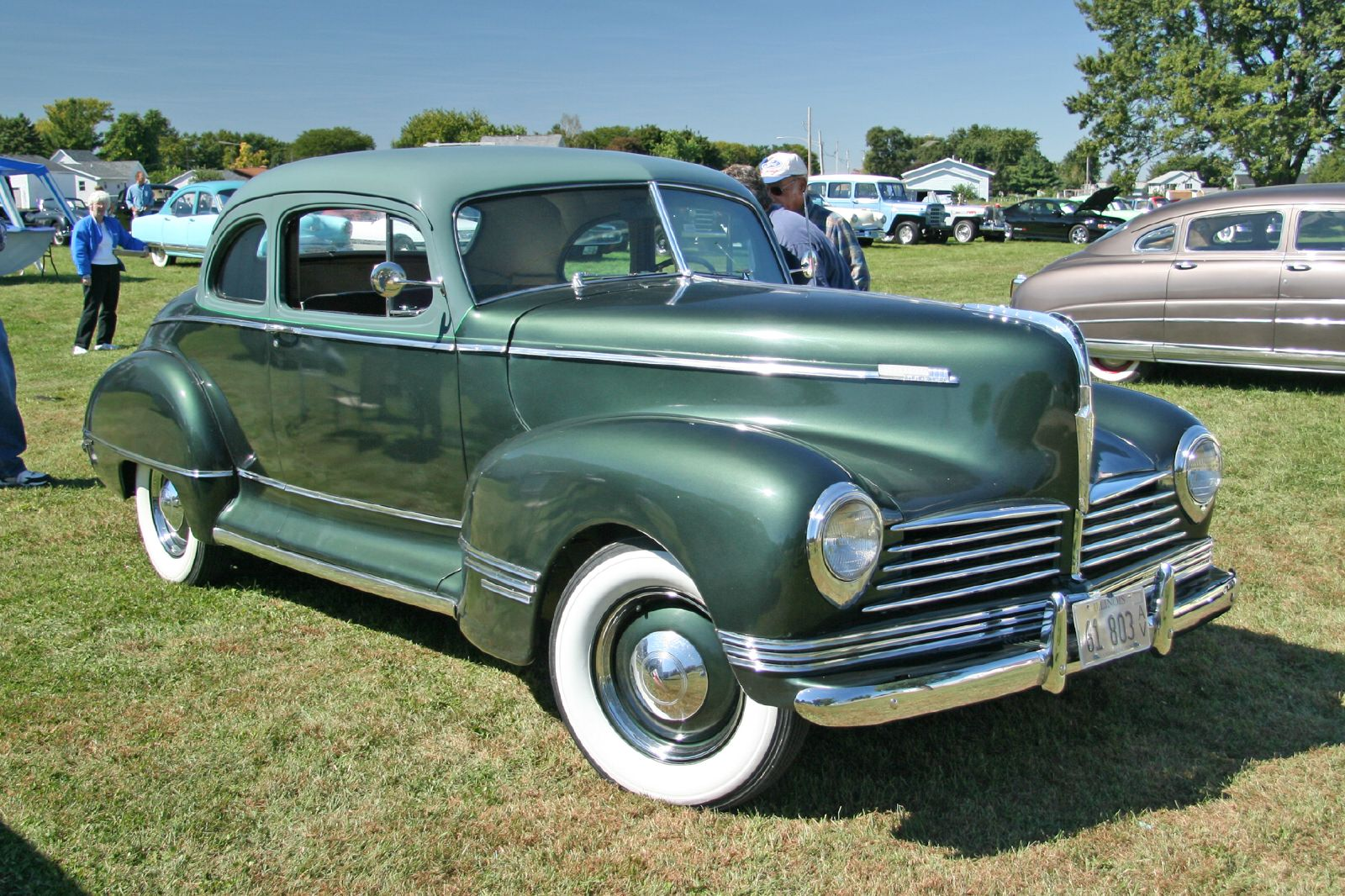
Hudson Super Six Series 21 Business Coupe

Але вже в лютому 1942 року компанія припиняє виробництво легкових автомобілів, отримавши контракт на постачання авіаційних агрегатів, а також на виробництво гармат для суден, адже ще на початку 1941 року Hudson завчасно відкрив авіаційне відділення, куди найняв провідних фахівців, тому автомобілі 1942 року вважаються у колекціонерів самими рідкісними, оскільки встигли їх випустити трохи менше 5500 примірників, і це включаючи комерційні версії. 1942 року фірма стала наймати на заводи як робітників афроамериканців, після чого починаються страйки білих робітників, керівництвом їм пропонувалися інші робочі місця, але расисти не погоджувалися, тоді керівники компанії просто звільняють призвідників заворушень, наймаючи замість них чорношкірих американців. Ці дії керівників детройтської компанії викликали негативну реакцію з боку Ку-клукс-клану, який починає розсилати їм загрози, які так і не були здійснені. Крім авіаційних фюзеляжів, фірма виготовляла і потужні двигуни Hudson Invader для десантних катерів, тим самим продукцію Hudson можна було зустріти на морі, в повітрі і на землі.

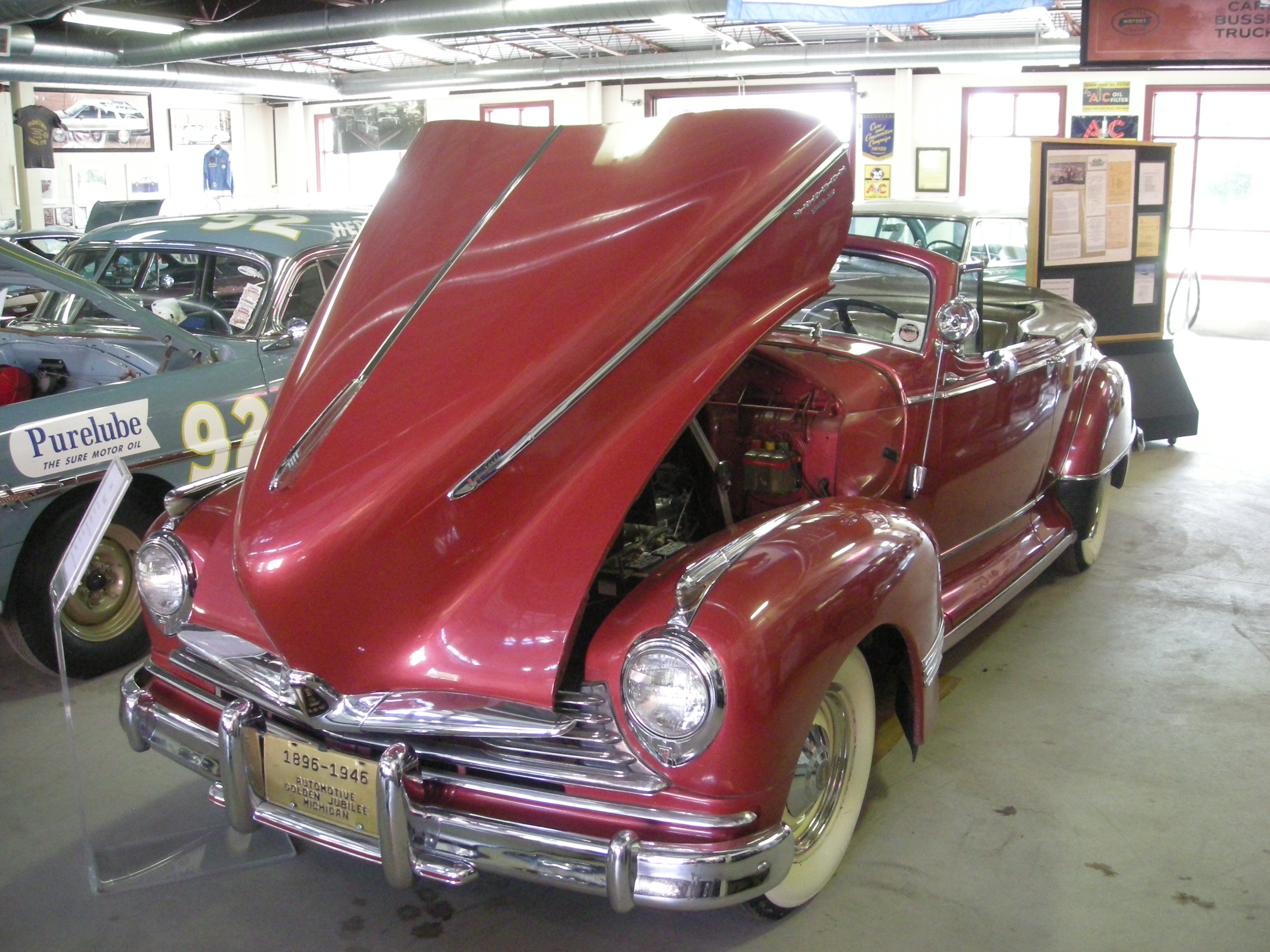
Hudson Super Six Series 51 Convertible Brougham

30 серпня 1945 року фірма відновлює виробництво легковиків, які йдуть як автомобілі 1946 модельного ряду, почали вони з моделей Super Six Series 51 і Super Eight Series 53, за якими незабаром пішли дорожчі Commodore Six Series 52 і Commodore Eight Series 54. Ці автомобілі не встигли ще морально застаріти за той час, що йшла війна, але незначної підтяжки обличчя, яку провів асистент Спрінга Артур Кібіджер, вони все-таки зазнали. Автомобілі стали пропонуватися в двокольоровій комбінації: кузов забарвлювався в темні тони зверху, а нижня частина фарбувалася в світлі тони, поділяли їх на боковині масивні хромовані молдинги, дах і кришки багажника також забарвлювалися при цьому в світлі тони. Обидві лінійки пропонувалися з однією базою коліс, подовжена версія канула в небуття, Super Six пропонувався на вибір в чотирьох кузовах: чотиридверний седан, дводверний седан Brougham (до війни Hudson цим ім'ям називав топові чотиридверні кузови), дводверне тримісне купе Club-Coupe і кабріолет з такою ж кількістю дверей, який значився в каталогах як Convertible Brougham. Дорожчі Commodore Six і Super Eight пропонувалися всього в двох варіантах: 4-дверний седан і клаб-купе, а топовий Commodore Eight отримав в добавок до цих двох кузовів і відкриту версію. Двигуни у них не зазнали змін, під капотом цих автомобілів по-колишньому встановлювався 3.5 л 102-сильний агрегат, або 4.2-кубовий 128-сильний.

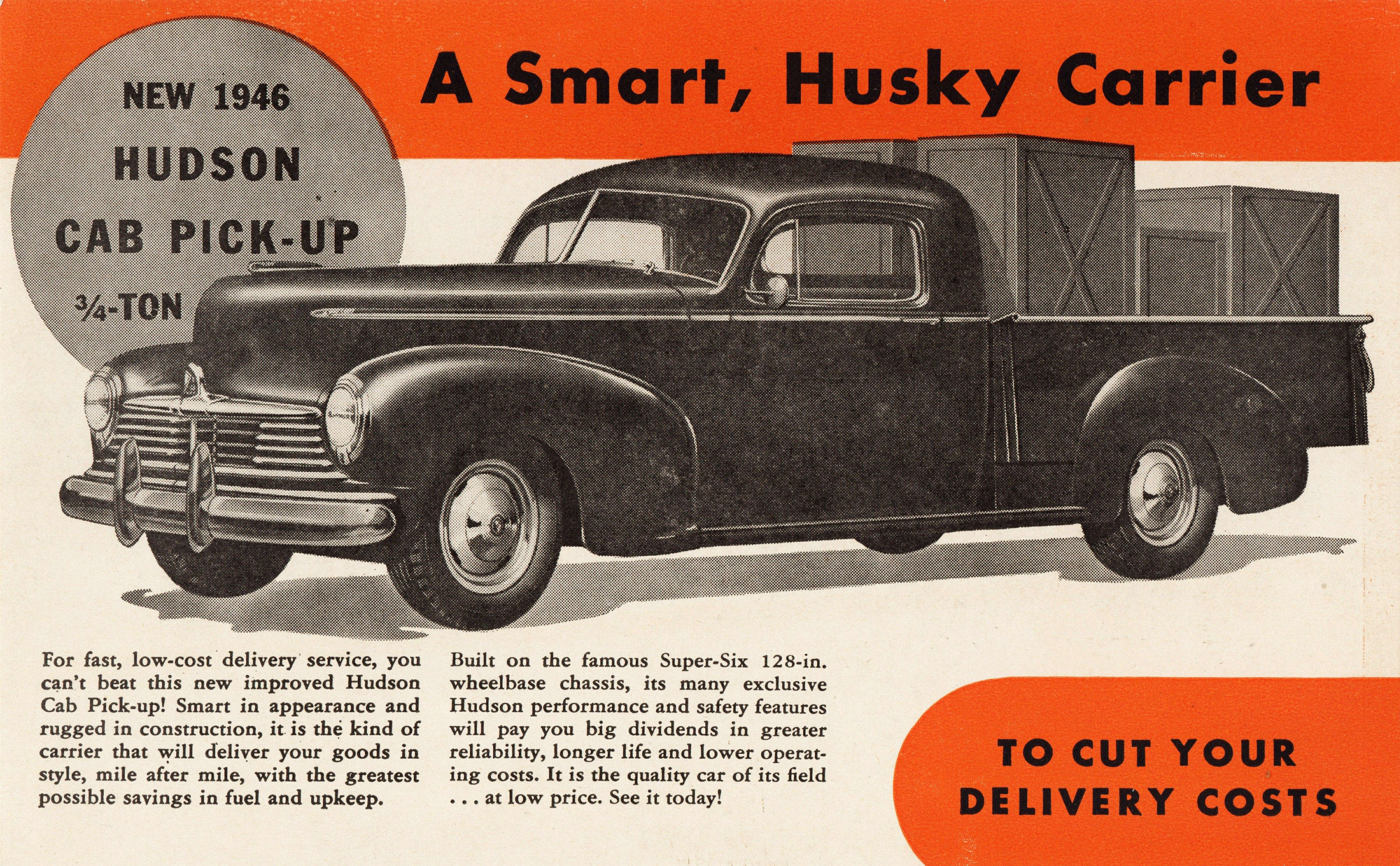
Hudson Carrier Six Series 58 Pick-up 3/4 ton

У 1946 році куций модельний ряд доповнювався комерційними автомобілями моделі Carrier Six Series 58, пікапи, як раніше, будувалися на довгій базі, запозиченій від довоєнної моделі Commodore Custom Eight, яка так і не була більше відроджена, до війни ця версія називалася «Big Boy». Під капотом у цієї моделі був розміщений 3.5-літровий 102-сильний агрегат, запозичений від Super Six, від якої пікапу за традицією дісталося і лицьове оформлення кабіни.

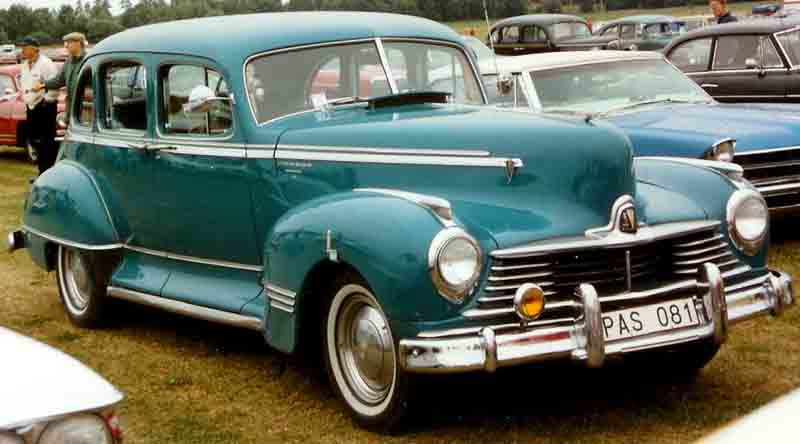
Hudson Commodore Eight Series 174 Sedan

Автомобілі 1947 року (Series 171, 172, 173 і 174) важко було відрізнити від автомобілів 1946 року: передня накапотна емблема отримала ілюмінацію, бампер отримав трохи ширше розставлені ікла, а ззаду з'явилися нові емблеми. Але, тим не менш, не дивлячись на те, що ніяких інновацій не було, відпускні ціни на автомобілі Hudson поповзли вгору, що не завадило компанії продати більше, ніж роком раніше. Американці у воєнні роки не могли придбати нові автомобілі, тепер, коли їх виробництво було перезапущене, клієнти кинулись скуповувати все підряд.
У вересні 1947 року починається виробництво нових моделей Super Six Series 481, Super Eight Series 483, Commodore Six Series 482 і Commodore Eight Series 484 1948 модельного року, що з'явилися у продажу на початку грудня 1947 року і які стали революційними для США.

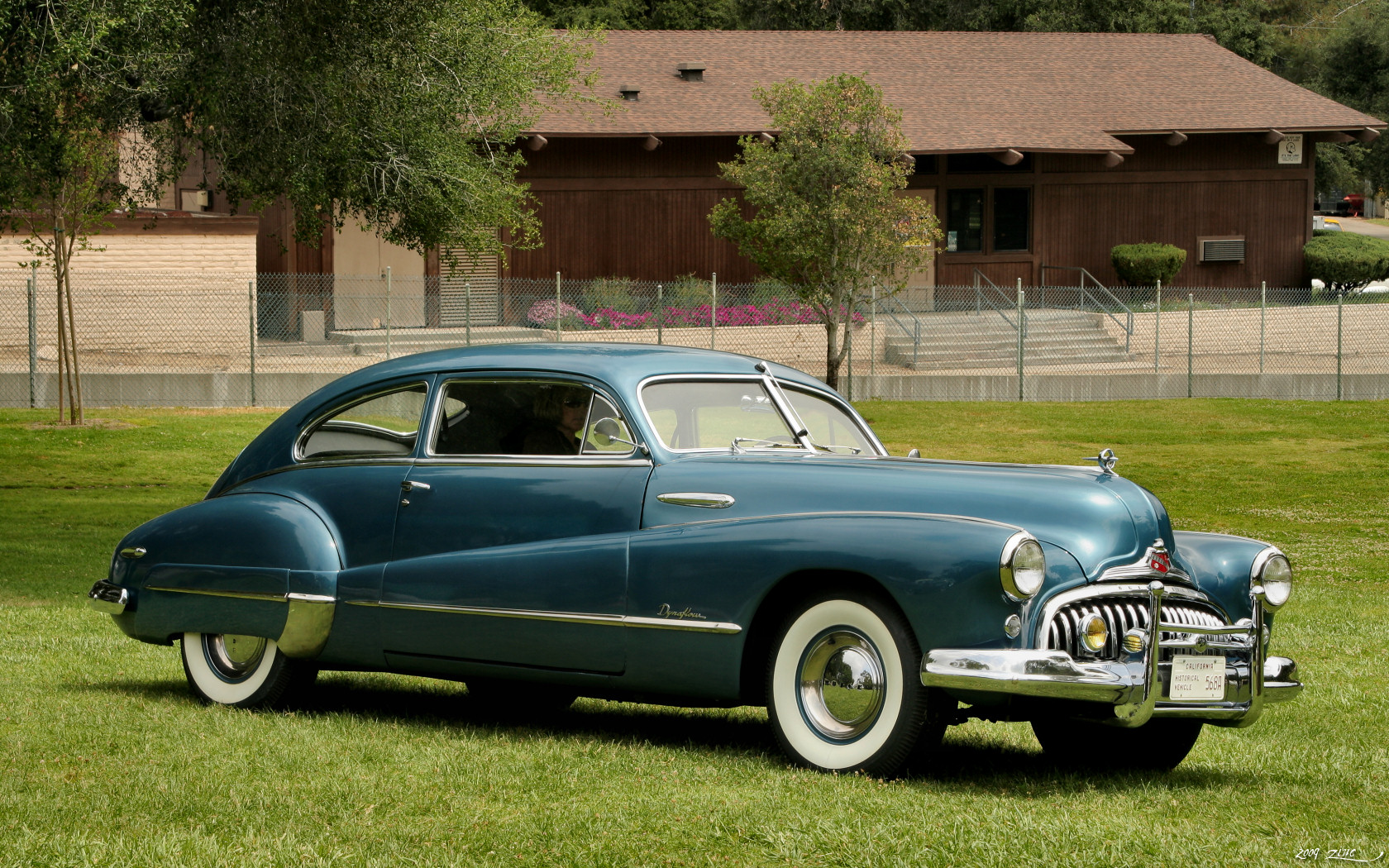
Buick Roadmaster Series 70 Sedanet 1948 модельного року

Ще в 1943 році Френк Спрінг, Роберт Ендрюс, Арнольд Йонкерс, Білл Кірбі, Мішель Артур і Артур Кібіджер почали працювати над новою післявоєнною машиною, кілька разів на дизайн-студії фірми помічали і англійця Ріда Рейлтона, який будував автомобілі для рекордних заїздів. Його прізвище несли як торгову марку спортивні британські автомобілі, які в 30-ті будувалися на базі автомобілів марки Hudson. Спрінг був шанувальником Tatra T87, яка володіла рядом інноваційних рішень: несучим аеродинамічним кузовом, незалежною підвіскою коліс і заднім розташуванням двигуна, формулою V8, виготовленого із легких сплавів. На заводі Hudson під час війни випускалися фюзеляжі літаків, і команда дизайнерів змогла наочно переконатися у перевазі несучого монокока, тому Спрінгу, що мріяв про несучий кузов (Френк Спрінг в Парижі навчався якраз на авіаційного конструктора, а Париж був обраний тому, що мати його була француженкою), і його однодумцю Кібіджеру вдається схилити на свою сторону головного конструктора кузовного відділу Карла Цензера. Утрьох вони вже вмовляють головного технічного інженера Мілларда Тонкрея, тепер, зібравши кістяк ключових конструкторів і дизайнерів, вони пішли до Беріта. Керівник, піддавшись умовлянням, погоджується на створення автомобіля з несучим кузовом, який був запущений у виробництво в 1948 році. Якщо технологічно прототипом нової машини стала Tatra 87, то відправною точкою дизайну машини послужив Buick 1942 року з кузовом фастбек, який самою фірмою називався Sedanet. Дизайнери Ендрюс і Кірбі, яким Спрінг доручив проєктування зовнішнього вигляду нової машини, придумали сучасний дизайн автомобіля, який не був схожий ні на яку іншу продукцію американських виробників автомобілів. Проте Беріт, що погодився на інноваційну несучу конструкцію, був проти будь-якого революційного дизайну, оскільки боявся, що консервативна американська публіка просто не прийме машину.
Тоді Ендрюс, який боявся, що всі його праці підуть коту під хвіст, йде на хитрість. Він малює скетч автомобіля, якому домальовує емблему Buick і кладе його в кабінеті на табурет, щоб погляд Спрінгса зачепився за нього. План спрацював, і Спрінг запитав Ендрюса, що це за машина, на що той сказав, що це зображення нового Buick, яким поділився його товариш, що працював на GM. Спрінг бере зображення і йде до Беріта, який збирає екстрені збори директорів, в підсумку рада директорів дає добро на створення автомобіля, який б не відставав по дизайну від нового Buick.

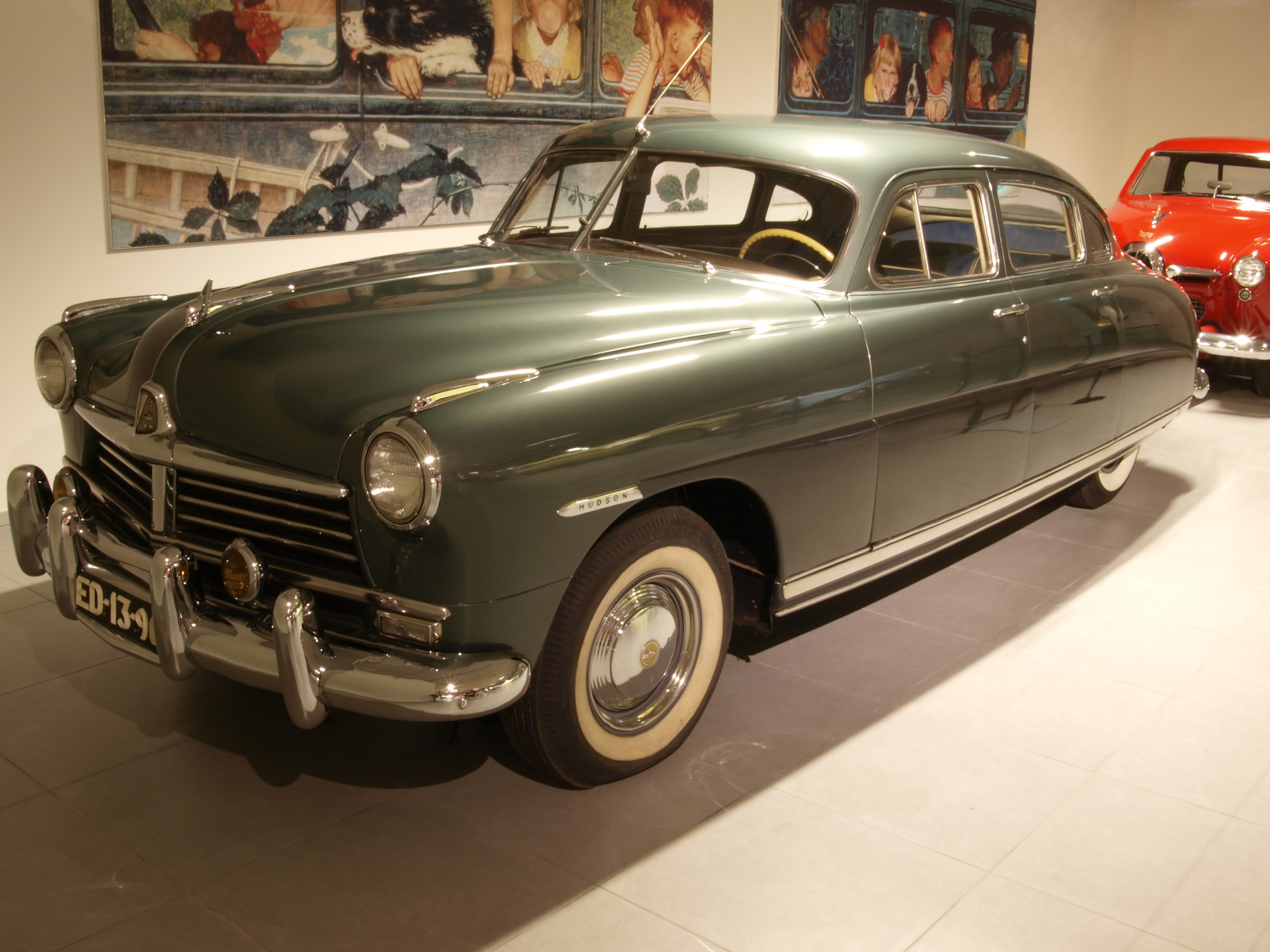
Hudson Commodore Eight Series 484 Sedan

Ендрюс створює низький (1.5 м) автомобіль з несучим аеродинамічним кузовом типу фастбек з низьким коефіцієнтом лобового опору, який виявляється навіть меншим, ніж у Nash Ambassador, який конструювався за допомогою аеродинамічної труби в тунелі власної розробки. Конструкція несучого кузова Hudson дещо відрізнялася від конструкцій, що використовуються сьогодні, тому що автомобіль мав раму, яка складалася з чотирьох поздовжніх і восьми поперечних лонжеронів, причому, досить широких, всі вони були приварені до днища кузова. Таку схему назвали «Monobilt». Але така конструкція виявилася набагато важчою проєктної, приблизно на 270 кг, але навіть вона була набагато легшою традиційної рамної схеми. Жоден американський автомобіль тієї пори не міг похвалитися кузовом зі схожими характеристиками жорсткості. Оскільки крайні поздовжні балки кузова розмістили між собою якомога ближче, то вони утворили високий поріг, днище машини ж приварили якнайнижче. В підсумку, щоб потрапити в салон, треба було переступати через поріг і ставити ногу нижче, ніж він перебував, тому автомобілі з цим типом кузова назвали «Step-Down», тобто «Крок вниз». Не дивлячись на те, що візуально кузов здавався дуже низьким (яким і був насправді) і присадкуватим, в тому числі і завдяки закритим аркам задніх коліс, при всьому цьому в салоні було дуже просторо як по висоті, так і по ширині. Останнє було досягнуто завдяки широкій колії коліс, плюс задній диван був встановлений не між арками коліс, а попереду них. Все завдяки тій же широкій колії коліс, низькому центру тяжіння, а також досить жорстким амортизаторам, автомобілі володіли надстійкістю в поворотах, за що автомобільна преса присудила компанії приз за відмінну керованість. Крім нового кузова, машина 1948 року отримала і новий силовий агрегат, так базовим для шестициліндрової моделі став новий 4.3 л мотор, потужністю 121 к.с., котрий був слабшим рядної 4.2 л вісімки всього на 7 к.с., його потенціал був вищим, але тоді стара вісімка залишалася б у програші по потужності, а на розробку нової вісімки даремно не було грошей. Новий двигун оснастили змащенням під тиском, попередні двигуни задовольнялися впорскуванням мастилом. На відміну від решти виробників, інженери фірми Hudson знімали потужність з двигуна, оснащеного всім навісним обладнанням, у той час як всі інші заміряли потужність голого ДВЗ. Фірма продовжила встановлювати ручну трансмісію зі зчепленням, працюючим в масляній ванні, а базово вісімки оснащувалися вакуумно-гідромеханічною трансмісією Drive-Master. По-колишньому автомобілі цієї марки володіли подвійною системою гальмування Duo-Automatic, де основну гідравлічну гальмівну систему підстраховував механічний привід задніх гальм.

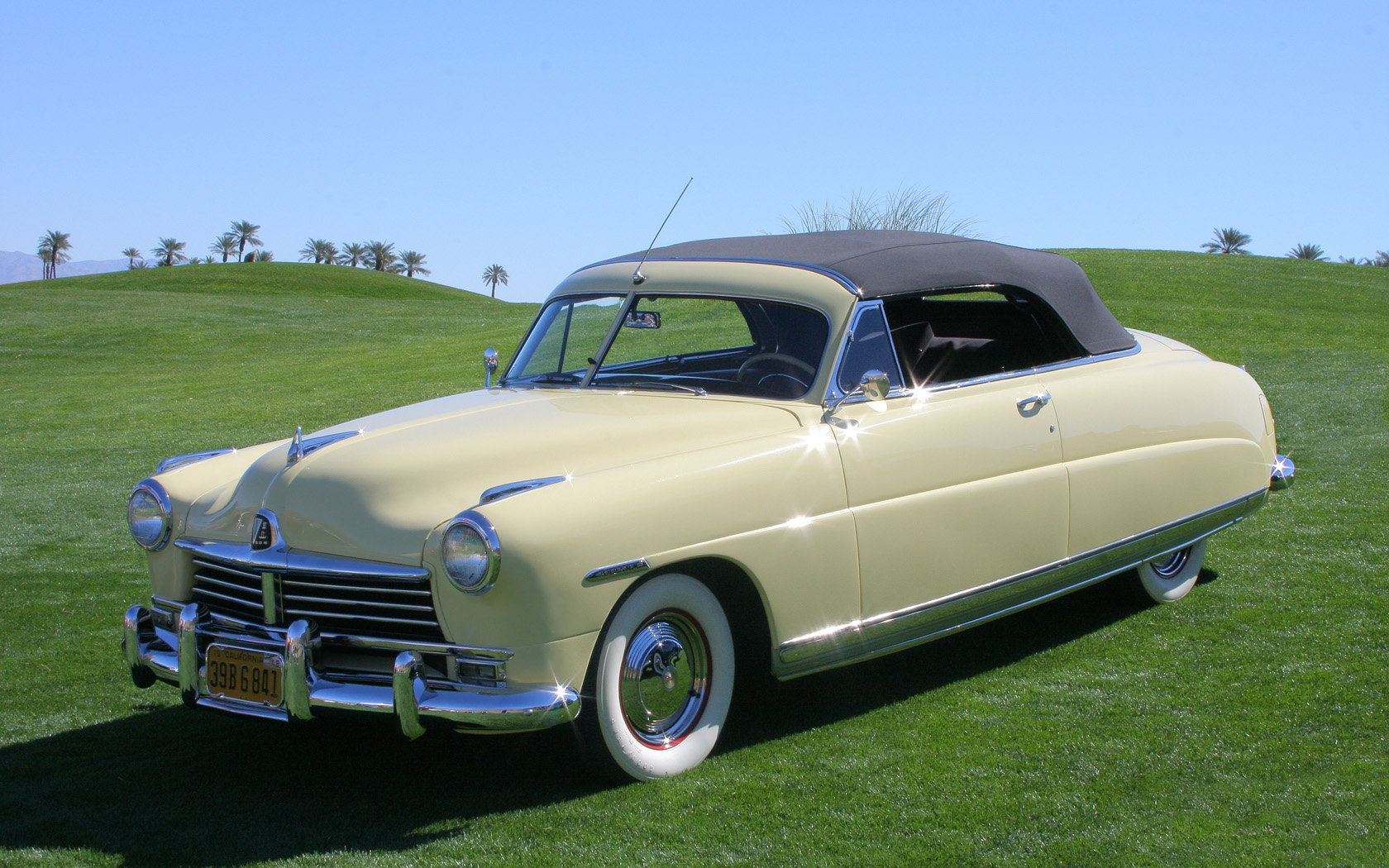
Hudson Commodore Eight Series 494 Convertible Brougham

Модельний ряд 1948 року складався з моделей Super Six Series 481, Super Eight Series 483, Commodore Six Series 482 і Commodore Eight Series 484. Всі вони мали одну і ту ж базу коліс — 3.15 м, а відрізнялися один від одного тільки оздобленням: Commodore мали в базовому оснащенні попільнички, підлокітники на картах дверей, два горни у клаксона, ворсистіше килимове покриття підлоги, бардачок, що замикався на ключ, підсвічування ніг при відкритті дверей, щоб не затнутися об високий поріг, також на панелі приладів у Commodore був встановлений золотистий шильдик з назвою моделі. Кузовів пропонувалося спочатку чотири варіанти: чотиридверний седан-фастбек; дводверний купе-фастбек, яке називалося Brougham; класичне купе — Club Coupe, яке пропонувалося в тримісному вантажному варіанті — Business Coupe; і дводверний кабріолет Convertible Brougham.

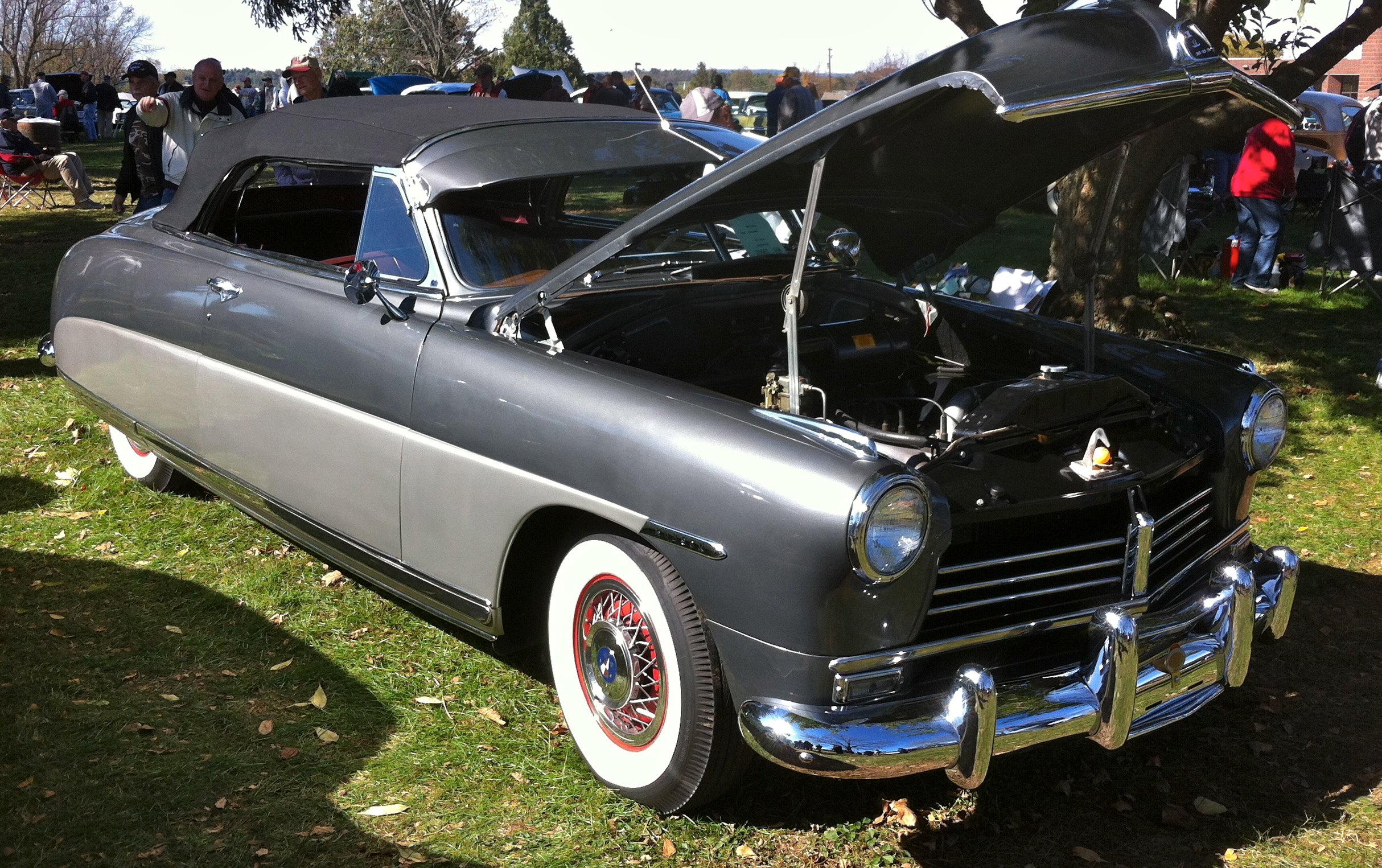
Hudson Commodore Eight Series 494 Convertible Brougham

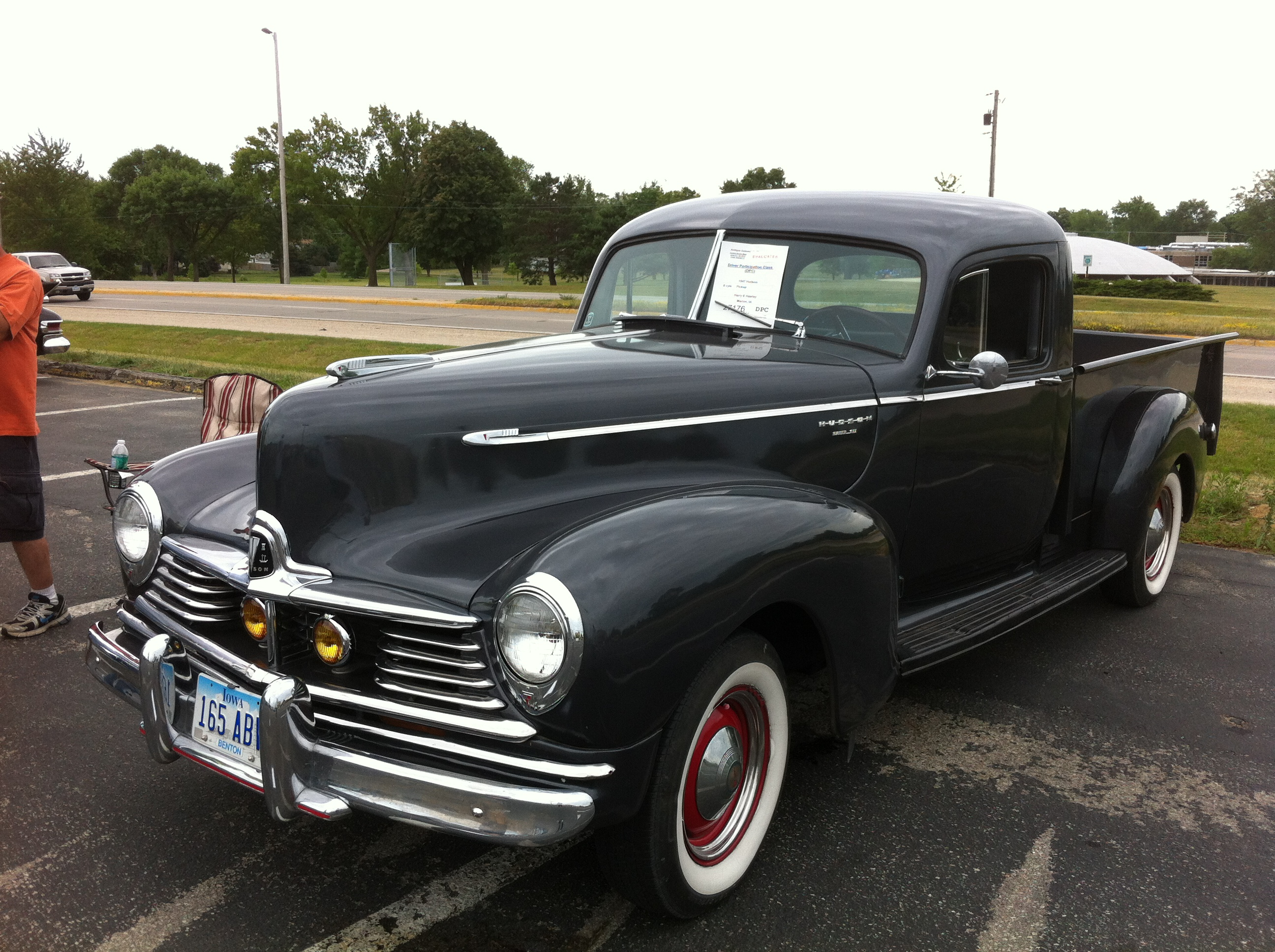
Hudson Pickup

Крім них на скетчах існували і універсал, універсал-вуді, пікап, а також автомобіль з кузовом типу «Таун кар». Всі вони були намальовані ветераном-льотчиком Доном Батлером, якого в 1946 році малювальником найняв Кібіджер, з них в життя втілили тільки два прототипи з кузовом пікап, які так і не пішли в серію, на їх виробництво, як і інших версій, які залишилися на папері, просто не було грошей. Про проєкти було забуто, і тільки в 1982 році один з ентузіастів побачив універсал-вуді в книзі «The History of Hudson» і загорівся ідеєю побудувати такий же. В підсумку з двох Commodore Eight 1948 року побудували один «вуді» через шістдесят років (в 2007 році) після того, як його намалювали.

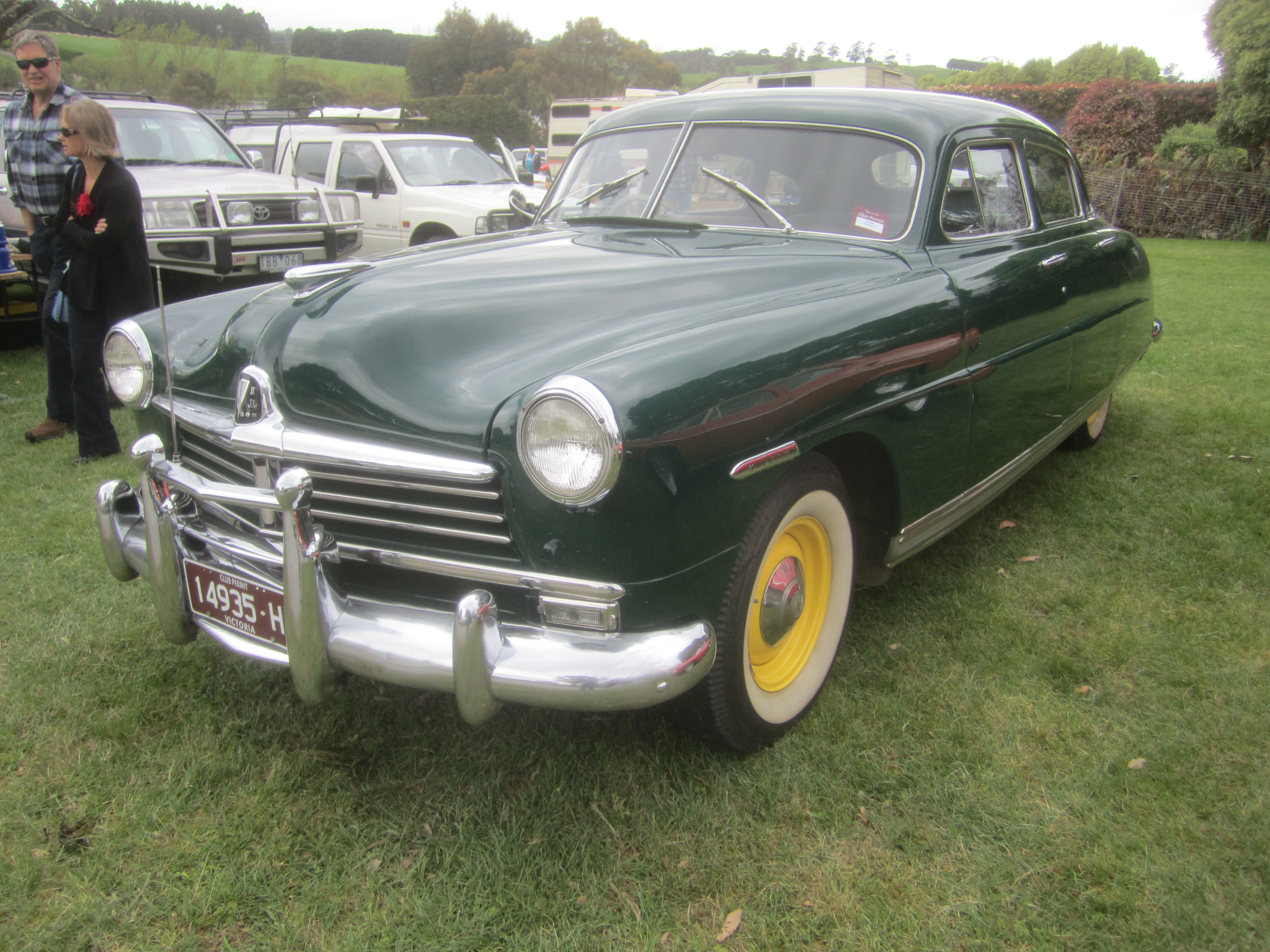
Hudson Commodore Eight Series 494 Limousine

Крім цього було побудовано ще кілька лімузинів, які стали першими в США з таким кузовом, переробка була довірена фірмі Derham Body Co з Роузмонта, штат Пенсільванія. Ця кузовобудівна компанія почала свій бізнес з 1887 року, до 1907 року вона виготовляла тільки гужові транспортні засоби, з 1916 року вона стала ексклюзивним постачальником кузовів для автомобілів Packard і Hudson, що продавалися в штаті Пенсільванія. Незабаром продукція стала популярна не лише в окремо взятому штаті, або навіть на території Сполучених Штатів, а й у світі, одягаючи вже шасі автомобілів марок Rolls-Royce, Isotta Fraschini, Hispano-Suiza і Mercedes-Benz. Так автомобілі з кузовами роботи Derham Body Co можна було побачити в гаражах королів Георга VI, Фарука, Ібн Сауда, Абдулли, президента Трумена, Папи Римського Пія XII, а також зірки американського кінематографа, музики та бізнесу — Джонсона (засновника Johnson & Johnson), Гарі Купера, Льюіса Мейєра, Герберта Пулітцера та багатьох інших. Був один автомобіль з кузовом роботи Derham Body Co і в СРСР, це був Packard Super Eight 1938 року, був він у гаражі Йосипа Віссаріоновича Сталіна. База автомобілів Commodore Eight Limousine насправді залишалася незмінною, від седана вона всередині відрізнялася тільки перегородкою за спиною водія (у цьому і є відмінність лімузина від седана, а не в довжині шасі). А зовні відмінностей було багато, по-перше, це був оброблений вінілом дах, в тому числі були заглушені треті бічні вікна, по-друге, було змінено заднє скло, замість великого заднього вікна був уварений лист металу, в якому було вирізано невелике овальне віконце. Найперший такий автомобіль побудували для вдови Роя Чапіна.

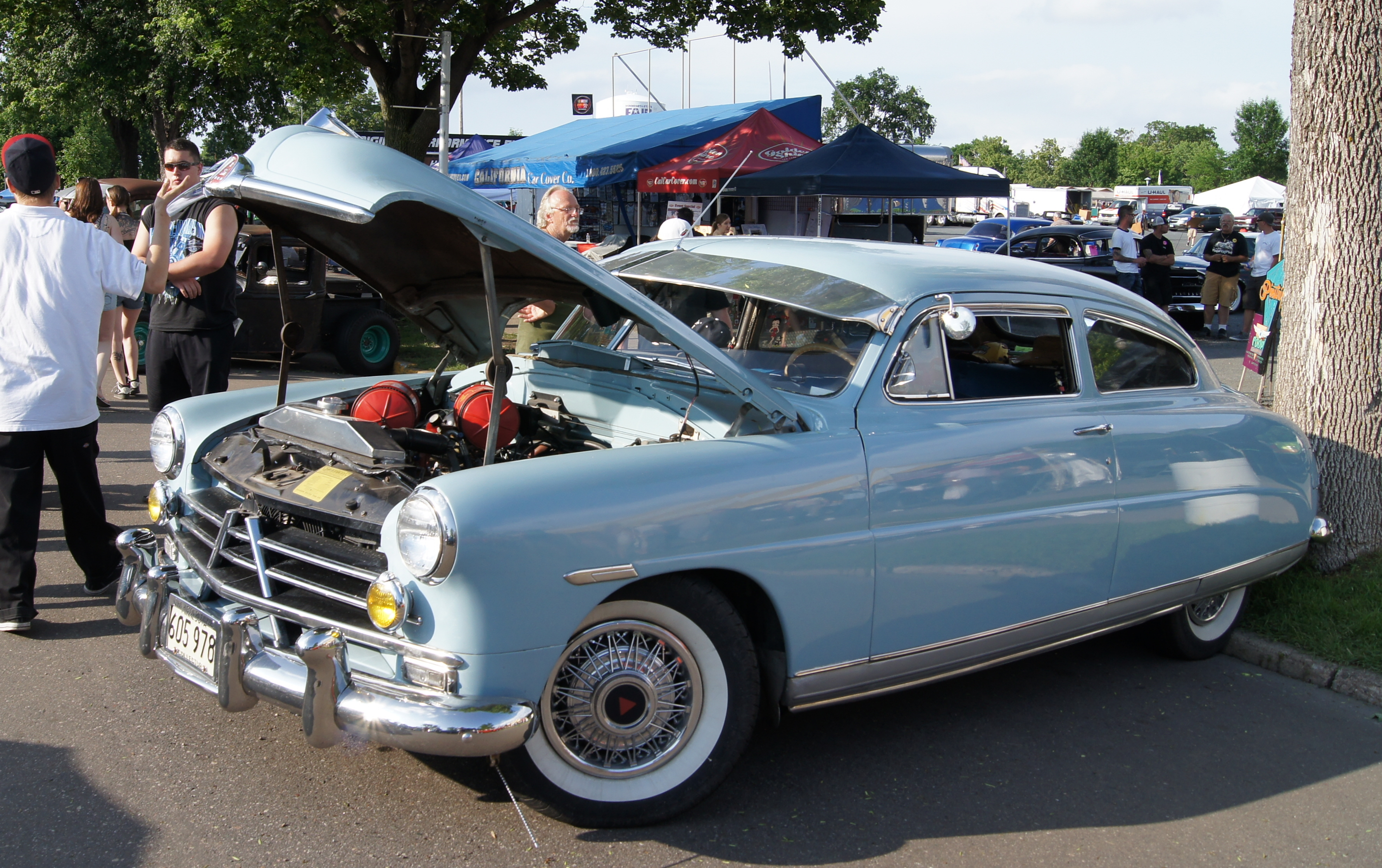
Hudson Pacemaker Series 500 Sedan

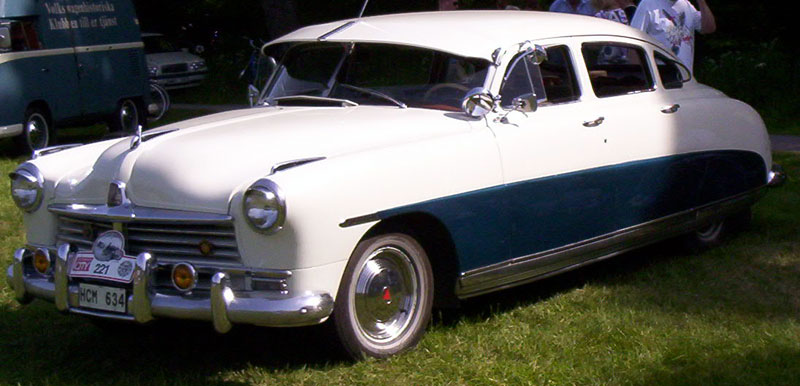
Hudson Commodore Eight Series 504 Sedan

Всупереч страхам Беріта, самий незвичайний серійний автомобіль США припав до смаку публіці, і продажі підскочили до позначки в 117 000 примірників, а через рік було продано вже 149 000 автомобілів, і це не дивлячись на те, що базовий Super Six подорожчав в порівнянні з попередньою серією аж на 450 доларів. Топові восьмициліндрові і стали ще дорожчими, так що тепер «Гадсону» довелося боротися за покупця в тому сегменті (люксових автомобілів), в якому він ніколи і не був присутній. Беріт недарма займав свій пост і, передбачаючи швидкий спад продажів новинки, дає вказівку підготувати новий автомобіль, а оскільки грошей на кардинально нову машину не було, то на базі вже наявної машини будується менша і дешевша модель. У листопаді 1949 року з'являється нова модель під знайомою вже назвою — Pacemaker Series 500, база коліс складала три метри (мінус 12.7 см в порівнянні зі старшими моделями), по шасі відміни зводилися до того, що у старших моделей ззаду був встановлений стабілізатор поперечної стійкості, а у Pacemaker була встановлена тяга Панара. Мотор Pacemaker був короткоходним варіантом двигуна Super Six, об'єм його дорівнював 3.8 літра, що було на півлітра менше, відповідно впала і потужність агрегату з 123 к.с. до 112. Як і великі родичі, ця модель пропонувалася в наступних варіантах кузова: чотиридверний фастбек, дводверний фастбек, який називався Brougham, дводверний купе з окремим багажником і кабріолет. Але навіть «маленьку» машину не вдається продавати дешевше, ніж за 1800 доларів, що ставить її в один ряд з більшою і потужнішою продукцією великої «трійки». Але у Pacemaker був один плюс — вона розганялась до 100 за 15 секунд, такі цифри були недосяжні навіть машинам з V8 під капотом, які відігравали головну роль у цьому ціновому діапазоні.

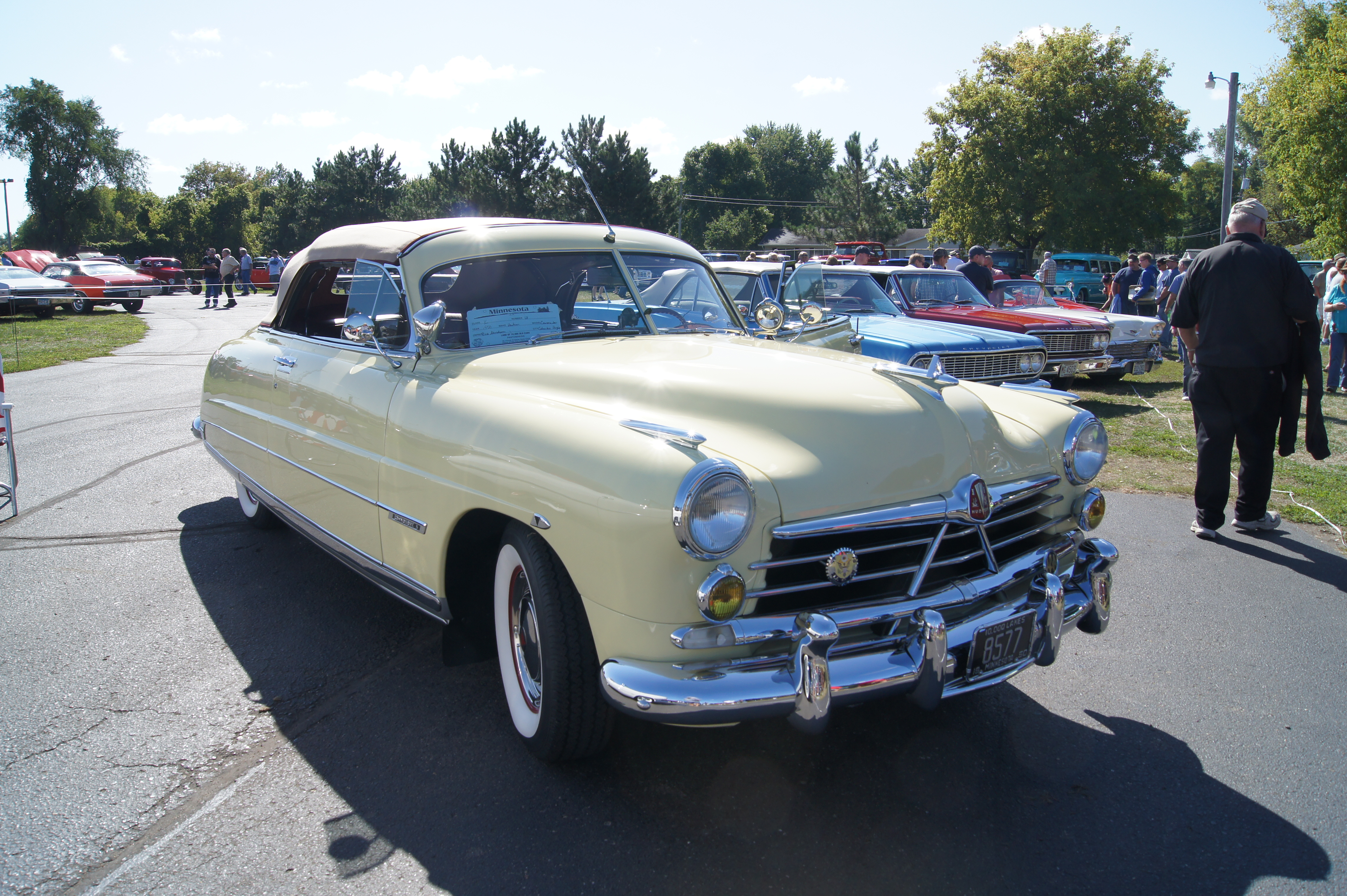
Hudson Commodore Eight Series 8A Convertible

У 1950 році Pacemaker обзаводиться версією DeLuxe Series 50A, яка оснащувалася потужнішою 4.3 л шісткою від старшої лінійки, тоді ж всі моделі оснащувалися коробкою Drive-Master, яку опційно можна було оснастити овердрайвом, що включався автоматично при досягненні швидкості за 35 км на годину, але тільки в тому випадку, якщо на панелі приладів була включена потрібна кнопка. Така трансмісія іменувалася в каталогах як Super-Matic, однак пропонувалася ця опція недовго, Оскільки для автомобілів 1951 року стали пропонуватися доступніші для клієнтів автоматичні трансмісії Hydra-Matic виробництва GM, але пропонувалися ці автомати тільки для Commodore. Також для цього модельного ряду машини обзаводяться новим варіантом кузова — купе-хардтоп, що отримав назву Hollywood, тоді багато виробників називали купе-хардтоп на честь колиски американського кінематографа. Цього року восьмициліндровий Super більше не пропонувався клієнтам, так само, як і базовий варіант моделі Pacemaker, яка була доступна тепер тільки в комплектації Custom. Всі існуючі моделі в цьому році отримують нове оформлення лицьової частини, а також багатше бічне хромоване декорування.

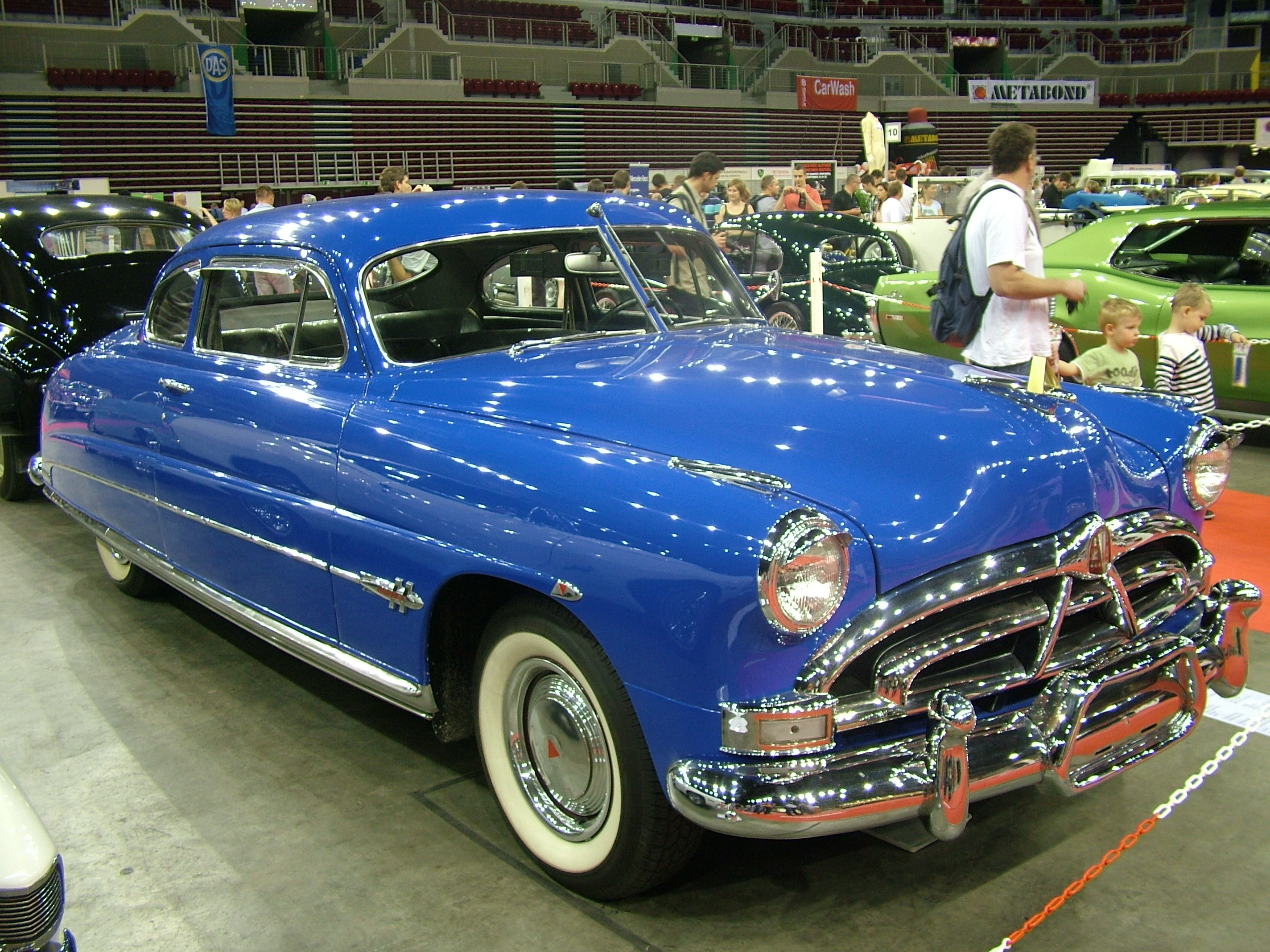
Hudson Hornet Series 7A Club Coupe

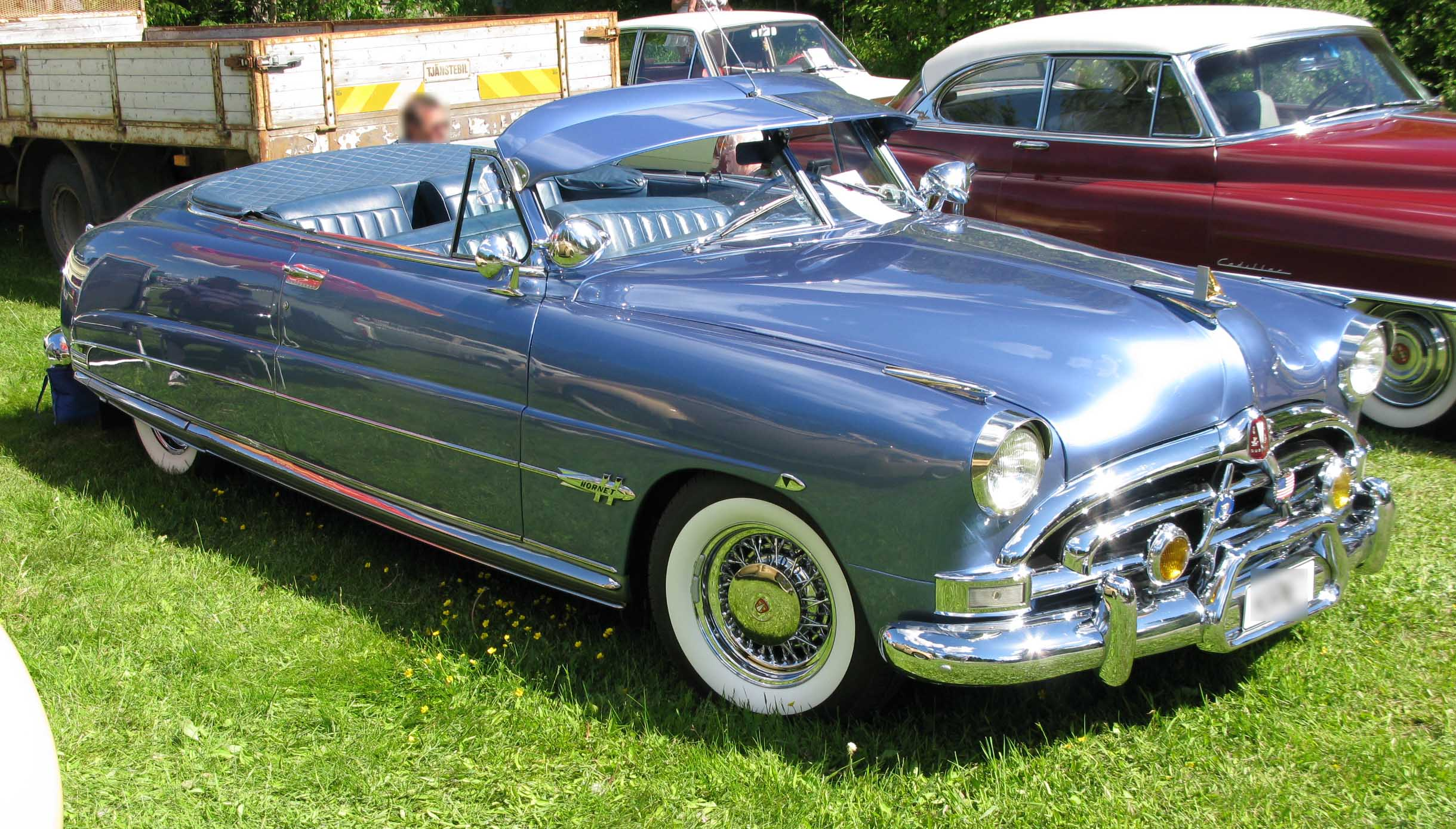
Hudson Hornet Series 7A Convertible Brougham

Однак головною новиною 1951 року стала поява моделі Hornet, під капотом нової машини був розточений з 4.3 л до 5.0 літрів двигун, потужністю 145 к.с., який став найбільшим з післявоєнних американських шестициліндрових автомобілів. Автомобіль, оснащений таким мотором і ручною коробкою передач, міг розвивати до 156 км на годину, а розгін до 100 км займав 14 секунд.

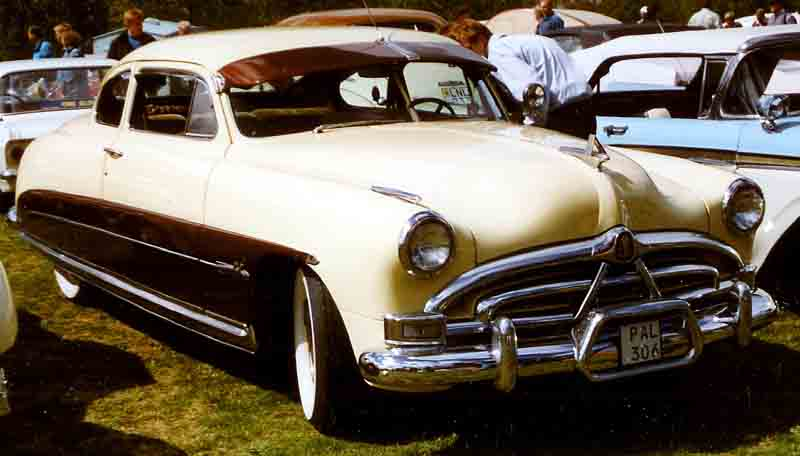
Hudson Hornet Series 7A Club Coupe

Маршал Тіг, колишній бортінженер B-29 і тепер господар сервісу в Дайтоні, з 1949 року захоплювався і автомобільними перегонами, які проходили в рідному Дайтоні (на зорі автомобілізму в США саме на пляжах Дайтони встановлювалися рекорди швидкості), ганяв Тіг в тому числі і на серії National Association of Stock Car Auto Racing, що з'явилася в 1948 році, тобто NASCAR. Тігу, який вже не раз вигравав деякі гонки, сподобався Hudson Hornet, і місцевий дилер вирішує продати йому один з таких автомобілів в кредит, дозволивши при цьому довести машину до розуму для участі в гонках. Тіг регулює двигун, заміняє систему запалювання, і в лютому 1951 року бере участь в одному з етапів NASCAR, а саме — в Daytona 500. Не дивлячись на те, що суперники були потужнішими, Тіг відігрувався в затяжних поворотах, де його машина була куди стабільнішою конкурентів. У підсумку Тіг в своїй першій гонці на цій машині прийшов до фінішу в гордій самоті, випередивши своїх найближчих переслідувачів аж на 400 метрів, які фінішували в традиційній для цієї гонки купчастості. Незабаром після своєї перемоги Тіг вирушає до Мічигана, йому захотілося відвідати завод компанії Hudson, наприкінці візиту Тіг і керівники компанії домовляються про створення спортивної машини на базі Hornet для участі в NASCAR. Компанія Hudson виділяє Тігу два нові Hornet для участі в гонках, плюс один Hornet як буксир. Також в допомогу для доведення автомобіля до розуму був виписаний молодий інженер компанії Вінс Піггінс, також Тігу була обіцяна фінансова підтримка у розмірі тисячі доларів на місяць на той час, поки Тіг виступатиме на автомобілях марки Hudson. Таким чином засновується команда «Fabulous Hudson Hornet» («Приголомшливий гудзонський шершень»), що брала участь в гонках на серійних спортивних автомобілях, які своєю чергою можна було вільно придбати у будь-якого дилера фірми Hudson. У серпні до Тіга приєднується Херб Томас, що ганяв до цього на Oldsmobile, пізніше на Hudson починають брати участь в гонках і Смокі Яник, Луї Фігаро і Тім Флок. У підсумку гонщики команди виграють 13 гонок за сезон 1951 року, що дозволяє їм посісти третє місце в «Кубку виробників», поступившись Oldsmobile і Plymouth.

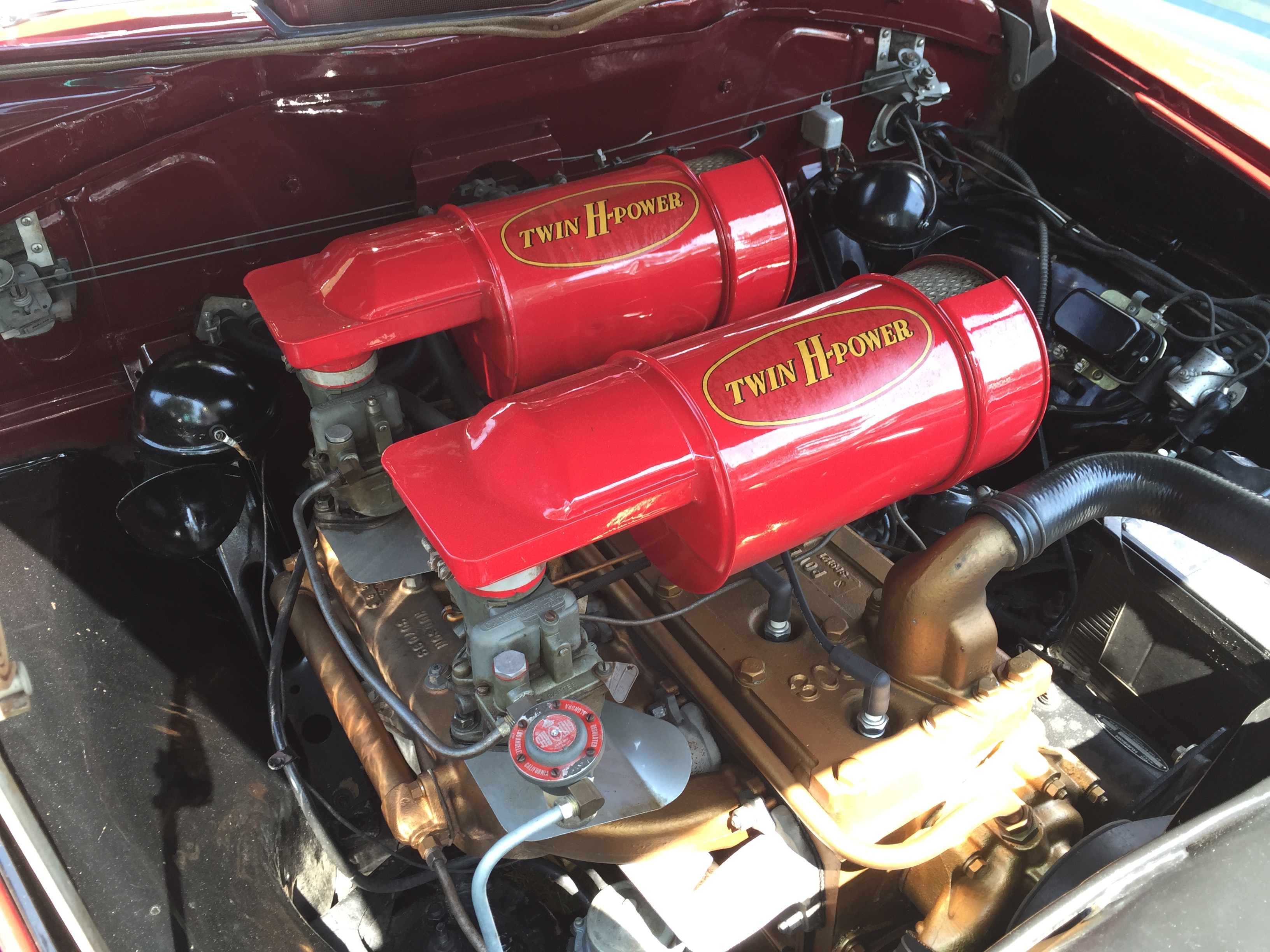
П'ятилітровий мотор Hornet, оснащений системою Twin-H-Power

Для сезону 1952 року Тіг і Піггінс створюють модернізований мотор з кодовою назвою «7-X», в пакет поліпшень входили: новий колінвал, новий, гостріший, розподілвал, збільшені тарілки клапанів, полегшені і поліровані камери згоряння в блоці, нова алюмінієва головка з підвищеним ступенем стиснення, подвійний вихлоп, також мотор оснастили двома двокамерними карбюраторами Carter і подвійною системою впуску повітря. Все це на виході дозволяло зняти замість базових 145 к.с. всі 210 к.с., пакет доопрацювань з листопада 1951 року можна було купити у вигляді окремого комплекту будь-кому. Тепер, коли під капотом замість ледачого «Шершня» утворилося ціле «осине гніздо», здатне жалити потужніші Oldsmobile і Ford, оснащених моторами V8, не тільки в поворотах, де низькій і ширококолійній продукції фірми Hudson не було рівних, але і на прямій, розганяючись до 180 км на годину. Оскільки техніка, що брала участь у NASCAR, повинна була бути сертифікована і продаватися офіційно, то з січня 1952 року з'являється заводська опція «Twin-H-Power» з тими ж двома двокамерними карбюраторами і впускними колекторами, що збільшувало віддачу потужності 5-літрового мотора до 160 к.с., за все треба було доплатити всього 86 доларів.

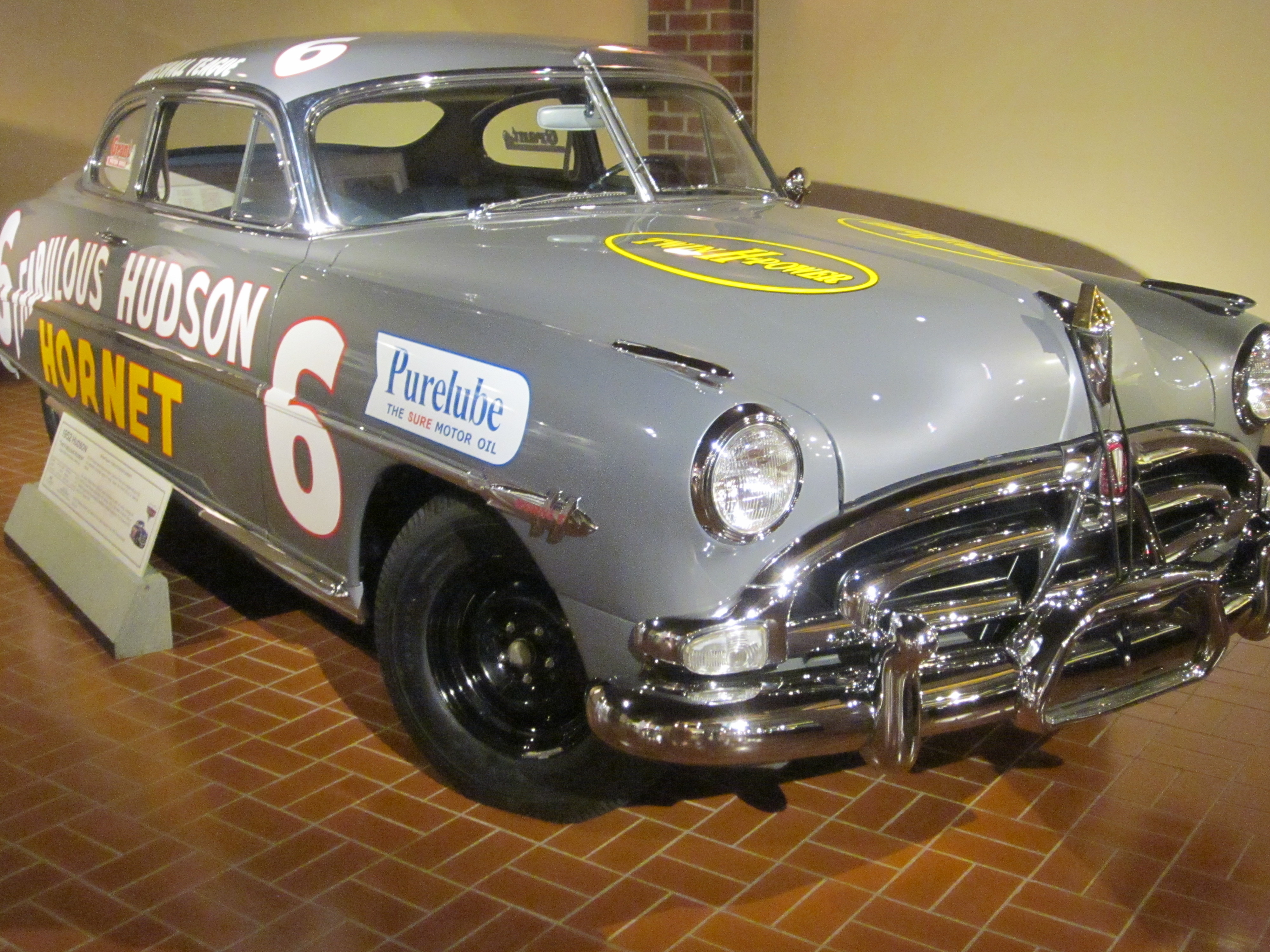
Hudson Hornet Series 7B Club Coupe Маршала Тіга, члена і лідера команди Fabulous Hudson Hornet

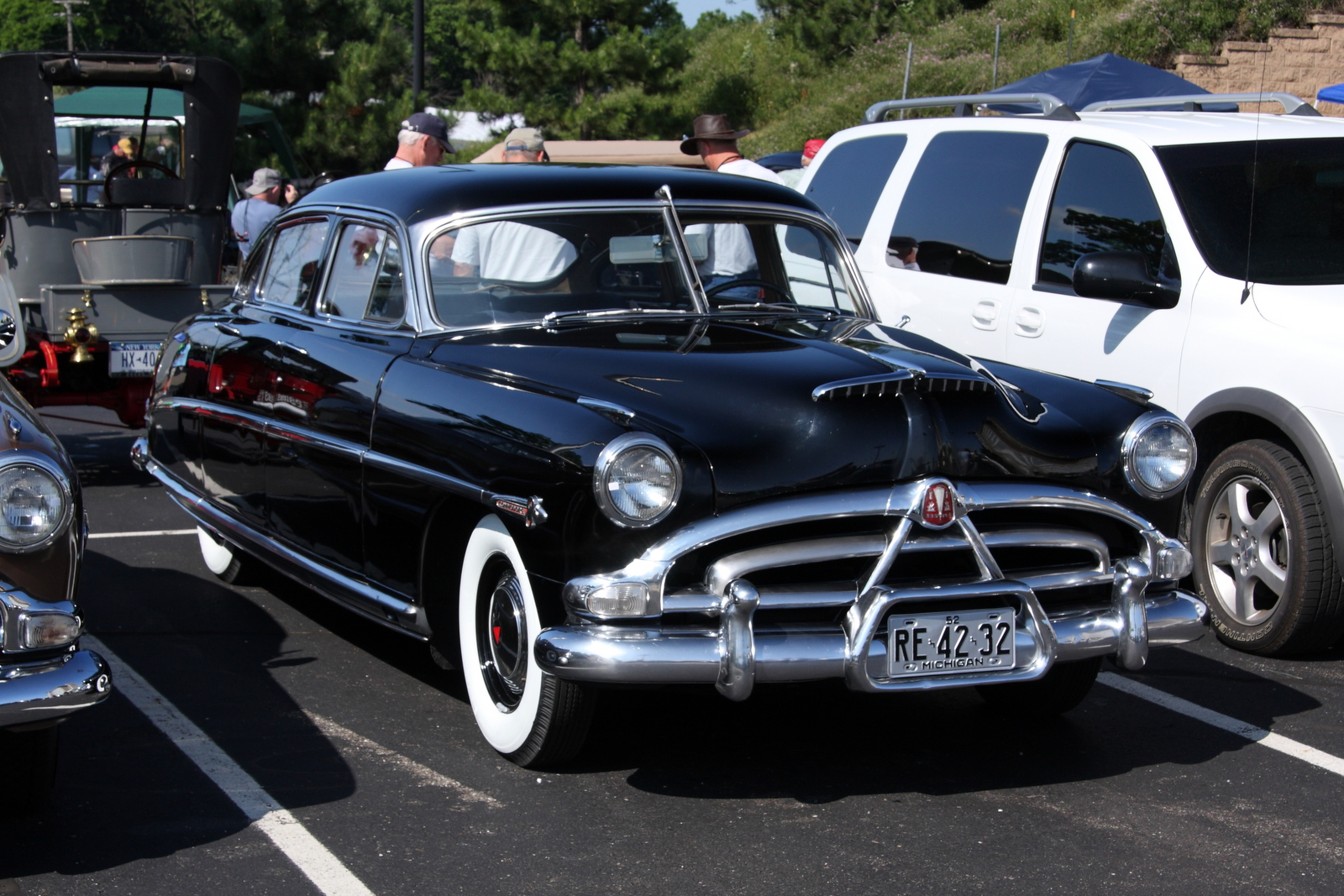
Hudson Commodore Eight Series 8B Sedan

До заводської команди в цьому році приєднуються Дік Ратманн, Бак Бейкер, Бадді Шуман, а також брати вже наявних гонщиків — Боб Флок і Дональд Томас. В результаті «Приголомшливі шершні» виграють 27 гонок в серії NASCAR, стаючи чемпіонами в командному заліку. Однак, в цьому ж році Тіг покидає NASCAR через розбіжності з власником серії Біллі Френсом-Старшим. Тіг перейде в інші серії змагань, у тому числі ААА та Інді 500, де йому і його поплічникам вдається додати в скарбничку нагород 22 кубки за перше місце.

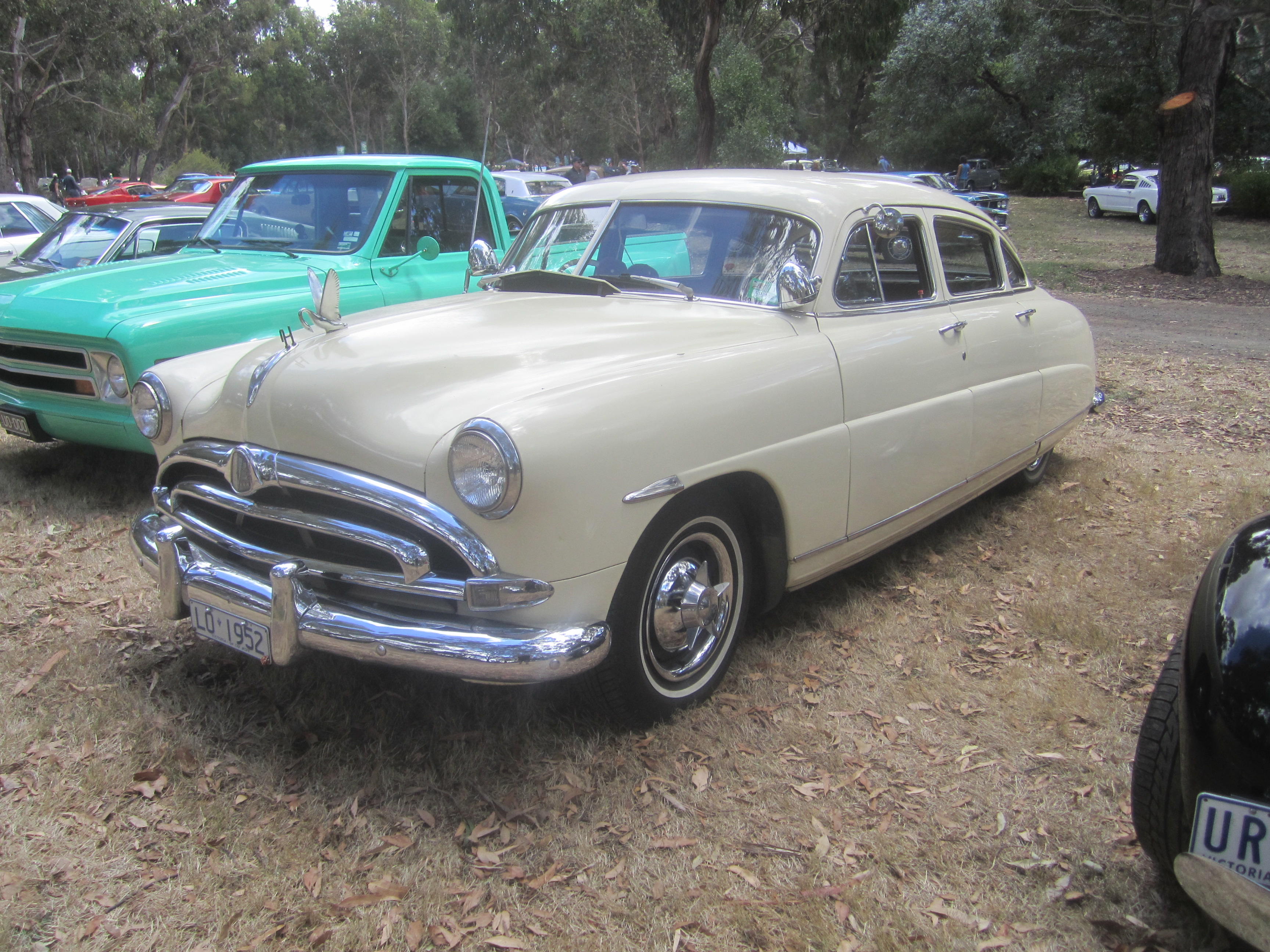
Hudson Hornet Six Series 7B Sedan

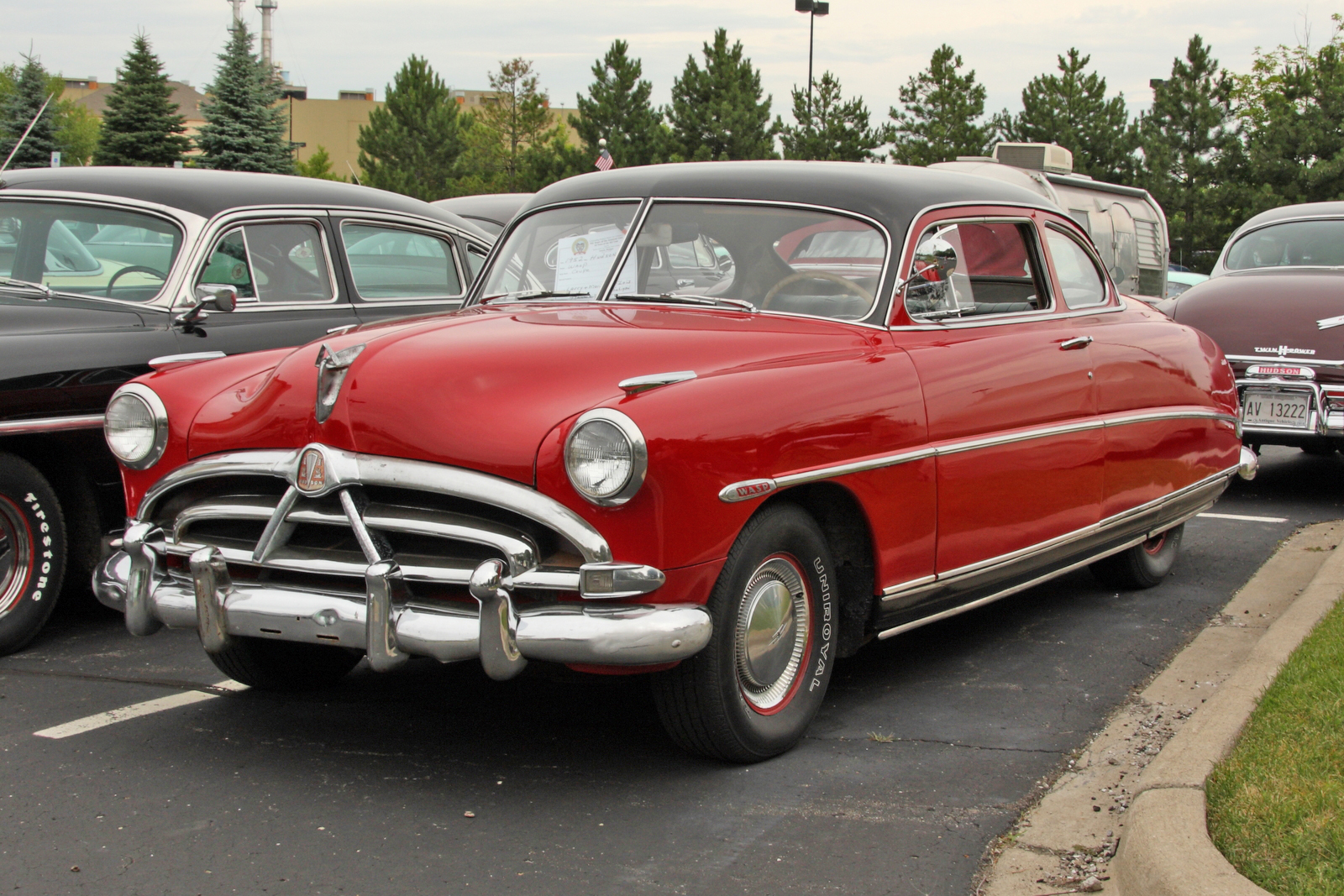
Hudson Wasp Six Series 5B Hollywood Coupe

У 1952 році з каталогів пропадає і шестициліндровий Super Six, а замість нього з'являється нова модель Wasp Series 5B, яка була симбіозом моделей Pacemaker і Super Six, від першої вона отримала кузов і шасі, а від другої — 4.3 л мотор, потужністю в 112 к.с.. Старші моделі Hornet і Commodore більше не пропонувалися з кузовом типу купе-фастбек, тому в їх лінійці було чотири варіанти кузовів: седан-фастбек, «клаб купе», хард-топ купе і кабріолет. У Pacemaker Series 4B теж було чотири типи кузова, але він не пропонувався більше у відкритому варіанті. Найширша кузовна гама була у Wasp: седан-фастбек, купе-фастбек, «клаб купе», хард-топ купе і кабріолет. Існуючі моделі піддаються незначній модернізації, зокрема на капоті автомобілів з'являється імітація повітрозабірника, який був всього-лише декорацією, не несучи ніякого технологічного навантаження, також масивнішим стає декор фальш-решітки радіатора.

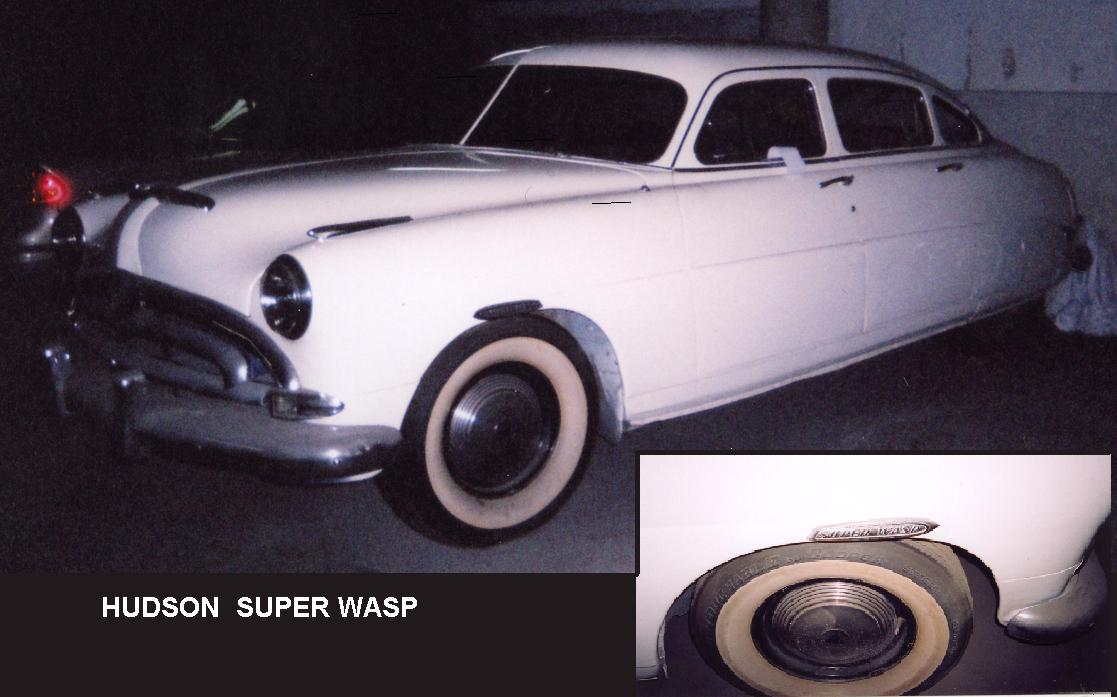
Hudson Super Wasp Series 5C Sedan

До 1953 модельного ряду, в якому залишилися автомобілі моделей Hornet Series 7C і Wasp Series 4C (Commodore був відправлений у відставку), додається модель Super Wasp Series 5C, дорожча і потужна версія «Оси». Під капотом у Super Wasp був той же 4.3 л мотор, віддача якого була піднята до 127 к.с.. Гама пропонованих кузовів також проходить ротацію, так Horner пропонувався з кузовами: купе, хард-топ купе, кабріолет і седан-фастбек; Wasp пропонувався у варіанті «брогем», тобто дводверний седан-фастбек, седан-фастбек, але з чотирма дверима, і «клаб-купе». Super Wasp пропонувався додатково до тих, що були у простого «Wasp», у варіантах кабріолет і купе-хардтоп.

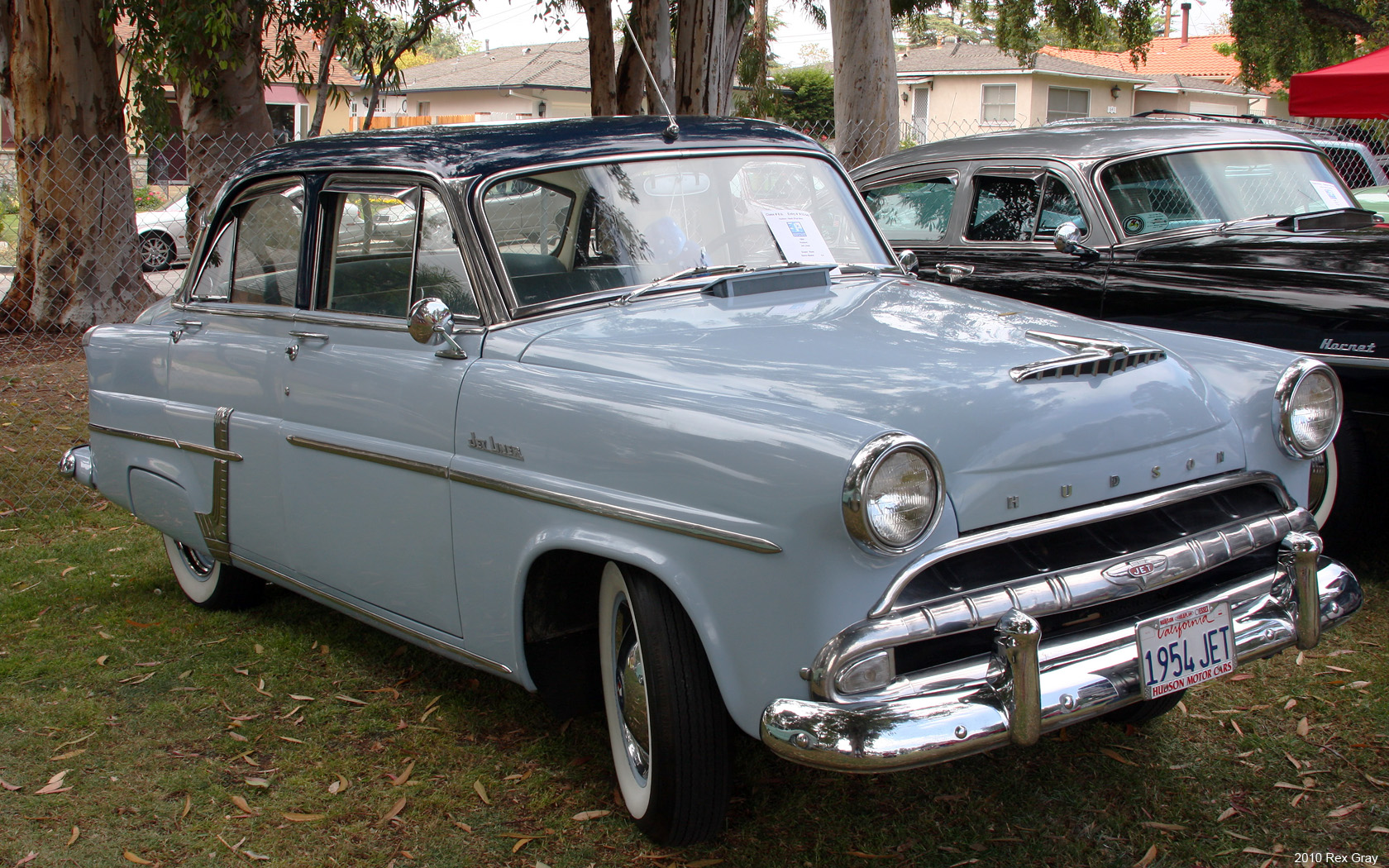
Hudson Jet Series 1C Sedan

Проте всі моделі фірми були побудовані на конструкції і дизайні, який практично не мінявся вже шостий рік поспіль, і замість того, щоб створити щось кардинально нове замість своїх великих моделей, керівництво компанії вирішує вкласти величезні для фірми засоби (16 млн доларів, — більше, ніж було зароблено в прибутковий кінець 40-х) в розробку нової компактної моделі, що отримала назву Jet, тобто «Реактивний», перші зразки якого були готові на початку 1952 року. Але в серію вони пішли тільки в січні 1953 року, а в продажу з'явилися взагалі в березні 1953 року. Причиною тому були страйки робітників, до того ж в 1952 році згорів склад General Motors, на якому зберігалися деталі для автоматичних коробок передач Hydra-Matic, якими планувалося оснащувати ці автомобілі. Оскільки GM насамперед був стурбований про забезпечення своїх брендів цією коробкою, то іншим довелося терпляче чекати.
Спочатку автомобіль, ідея створення якого належала президентові компанії Беріту, хотіли назвати «Bee», тобто «Бджола», що ставило б її в один ряд з Wasp («Оса») і Hornet («Шершень»), однак машина вибивалася зовні із сімейної лінії Step-Down, тому вона отримала іншу назву, тим більше в той час був підйом інтересу до всього авіаційного, так один з конкурентів новинки мав назву Willys Aero. Ідея появи цієї машини з'явилася після того, як дружина одного з керівників Hudson придбала в 1950 році новенький італійський Fiat 1400, машину досить рідкісну для США, їх було привезено менше сотні. Вона була настільки задоволена цією машиною, що вмовляла чоловіка, що було б непогано, якби на фірмі, де він працює, випускали щось подібне. Менеджер розповів про побажаннях і емоції дружини Беріту, який відразу вхопився за ідею створення «компакта», він дає вказівку Спрінгу створити машину малого класу, яка не була б побудована на базі наявного Step-Down кузова. Спрінг, який був шанувальником європейської школи дизайну (він захопився європейським дизайном ще бувши студентом в Парижі), з радістю береться за роботу і створює прототип, який легко можна було прийняти за європейську машину. На прототипі для заплутування журналістів і конкурентів були встановлені емблеми від FIAT.

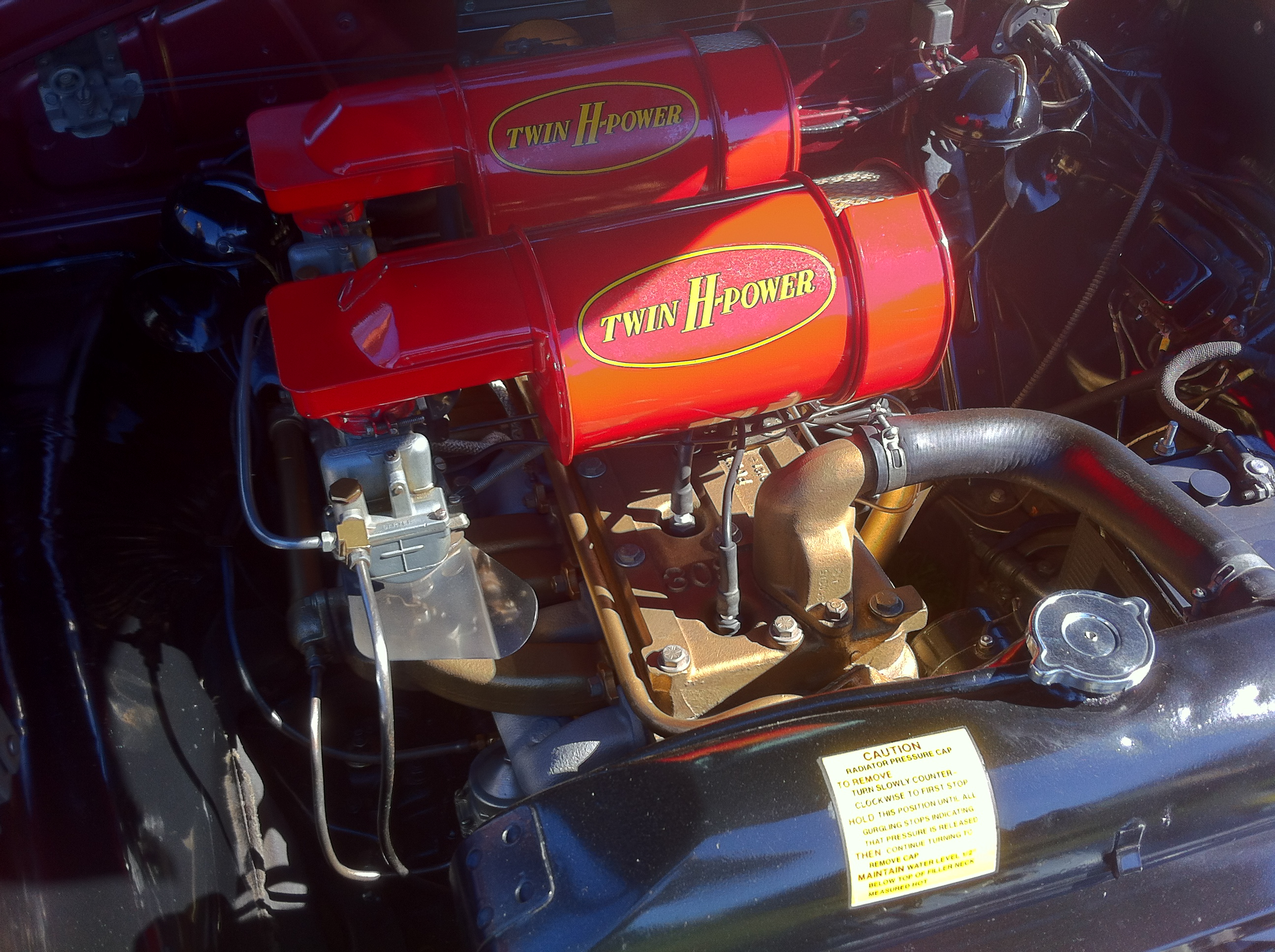
Двигун з подвійним впуском і системою живлення Miracle H-Power

Коли Беріт побачив автомобіль з незграбними формами, низьким передком, похилим багажником і невисоким дахом (оскільки сидіння машини були по-європейськи низько посадженими), то наказав повністю переробити автомобіль, оскільки дизайн машини повністю відрізнявся від того, що собі в уяві намалював Беріт. Бос змушує встановити на автомобіль вищі стійки даху (щоб власник машини міг їздити в ній, не знімаючи капелюха), масивніші сидіння, а також оформити задню частину кузова і оптику в стилі Oldsmobile 88. Далі свої побажання почали диктувати дилери фірми, оскільки реалізовувати новинку потрібно було їм. Ключове слово було за Джимом Мораном, дилером фірми з Чикаго, йому одному вдавалося реалізовувати більше автомобілів, ніж будь-якому з дилер-шипів компанії, на частку проданих ним автомобілів припадало близько 5 % від усього збуту. Морану сильно імпонувала задня стійка автомобілів Ford 1952 модельного ряду, ескізи якого йому вдалося роздобути. Спрінг намагався оскаржити побажання дилера і керівника, оскільки машина була компактна, а стиль «Форда» 1952 року було б важко вписати в ті габарити, що були, але Норман Ван Дерзе (глава відділу перспективних моделей) і Беріт стояли на своєму. Тоді Спрінг на знак протесту вирішує створити машину, яку від нього вимагали. Коли машина була готова, то вона виявилася досить безглуздою, як Спрінг і припускав, але до його жаху Беріту вона настільки сподобалася, що він дає вказівку в терміновому порядку запустити машину у виробництво, залишивши свого головного дизайнера в пригніченому стані. Під капотом новинки був розміщений 3.3-літровий 6-циліндровий мотор, потужністю в 104 к.с., спроєктований Міллардом Тонкреєм (цей пан ще з 20-х років проєктував двигуни, спочатку для Essex, потім для Hudson). Двигун був урізаним на два циліндра старим 8-циліндровим мотором від моделі Commodore, яку якраз припинили випускати в кінці 1952 року. Новий мотор отримав вдосконалену систему змащення (під тиском) і головку з підвищеною компресією, за 12 доларів пропонувався варіант з ще більшим ступенем стиснення (8:1 замість 7,5:1), що мав алюмінієву головку блоку циліндрів, завдяки чому потужність піднімалася до 106 к.с.. Крім цього, як і у старших моделей, заводчани стали пропонувати два карбюратори з двома впускними колекторами, тільки називалася ця система, що допомагала зняти вже 112 к.с. і 114 к.с. відповідно, — Miracle H-Power. У топовому 114-сильному варіанті машина, оснащена автоматичною коробкою передач Hydra-Matic, розганялась до 160 км на годину, а сотню розмінювала за 12.5 секунд. Однак, при всіх позитивних динамічних характеристиках ця машина мала занадто високий центр ваги, вузьку колію і м'яку підвіску, що негативно позначилося на керованості.

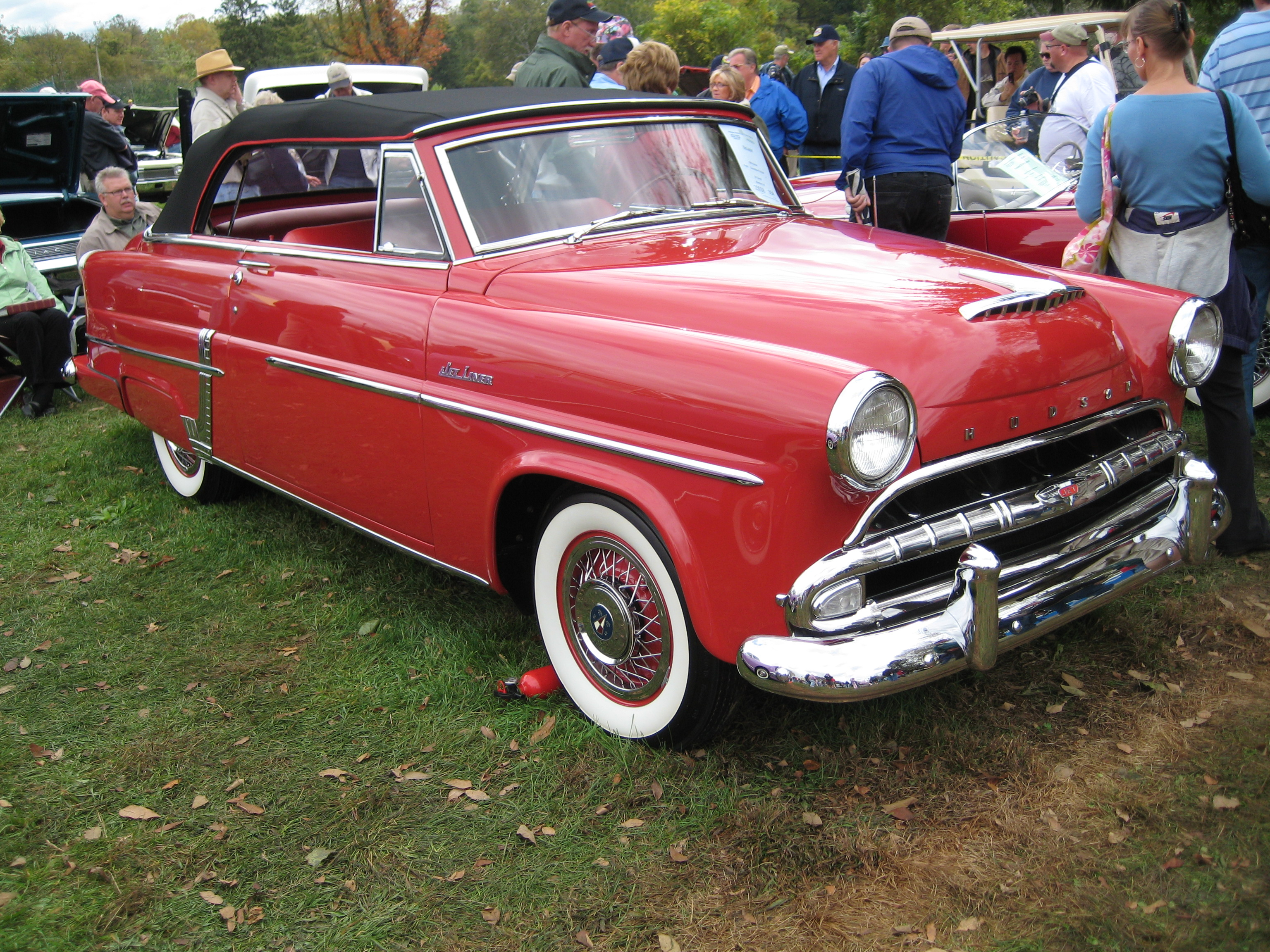
Hudson Super Jet Series 2C з дводверним кузовом типу кабріолет

Автомобіль випускався в двох варіантах оснащення: Jet Series 1C і Super Jet Series 2C, другий зовні відрізнявся наявністю хромованого декору на боковині кузова, при цьому вибір самих кузовів обмежувався 2-дверним (Club Sedan) і 4-дверним седаном (базовий Jet був доступний тільки в цьому варіанті), але був створений і прототип з кузовом кабріолет, але в серію він не пішов, а єдиний відкритий Jet був викуплений директором з продажу компанії Вірджілом Бойдом для свого сина. Однак реалізовувати автомобіль було складно, при стартовій ціні в 1858 доларів маленький автомобіль коштував всього на 16 доларів менше, ніж великий Chevrolet Bel Air. Висока ціна пояснювалася і високою собівартістю, вперше з початку 30-х років фірма вдалася до послуг стороннього постачальника кузовів, виготовляти несучі кузови взялася фірма Murray. Модель Jet не тільки виявилася швидшою своїх конкурентів і при цьому куди економічнішою (на сотню витрачала 8.4 л палива), але конкурувати доводилося їй навіть не стільки з американськими виробниками, скільки з близькими за габаритами європейцями, котрі були ще економнішими, а головне — їх купували охочіше, оскільки післявоєнна мода на європейську техніку ще не пішла на спад. За 1953 рік вдалося реалізувати всього 21143 автомобіля нової моделі замість очікуваних 200 000 примірників, виною була висока ціна автомобілів, оскільки кузови виготовлялися не власними силами, а вперше з 1931 року вдалися до послуг сторонніх постачальників, в цьому випадку кузови виготовляла Murray Corporation of America, яка також поставляла кузови головному конкурентові Jet — Willys Aero. Продажі великих моделей Step-Down впали до нижчої своєї післявоєнної позначки в 45000 примірників, фірма втрачає рекордні для своєї історії 10.5 млн доларів.

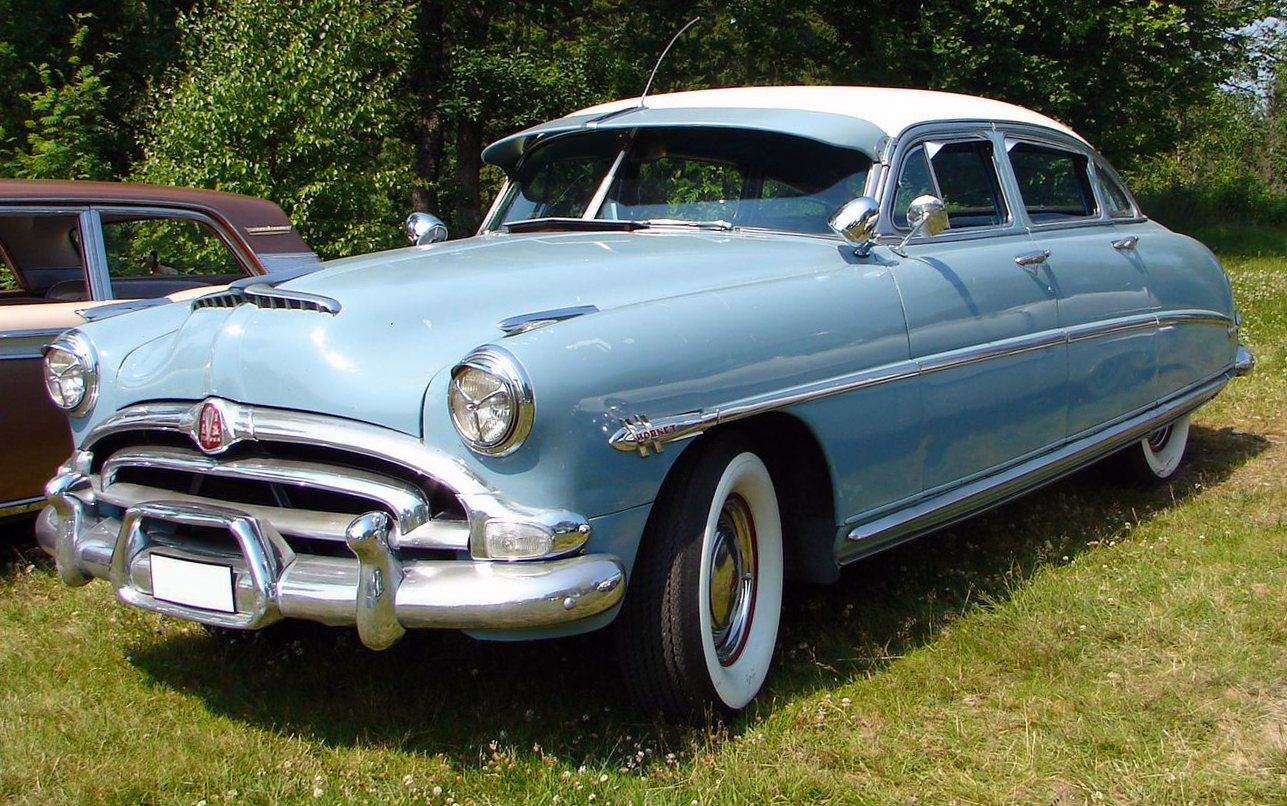
Hudson Hornet Series 7C Sedan

У 1953 році команда «Шершнів», що залишилася без свого лідера, продовжує свою переможну ходу, зайнявши 22 рази перше місце на п'єдесталі пошани у NASCAR, донині жодній машині, виступаючій в серії NASCAR, не вдалося завоювати стільки ж перемог у цих перегонах. У серії CART, як тепер називалася гоночна серія AAA, команда під керівництвом Тіга виграє 24 гонки. Серійні Hornet обзаводяться новим, більш «гострим», розподілвалом і голівкою з підвищеним ступенем стиснення, що підвищує потужність серійного мотора до 160 к.с., а обладнаний двома карбюраторами і впускними колекторами мотор видавав 170 к.с.. Однак, не дивлячись на те, що Hudson легко залишав позаду на гоночній трасі суперників з «Великої трійки», проробляти те ж саме на ринку нових машин йому не вдавалося. Великі гравці автомобільного світу США почали гру «хто дешевше продасть укомплектований автомобіль», змагатися з ними було складно не тільки через демпінгові ціни, а й через те, що GM, Ford і Chrysler стали продавати одні й ті ж автомобілі, але які постійно отримували якісь зовнішні поновлення в кінці модельного року (переживали фейсліфт), діяти аналогічно компанія Hudson не могла через передову несучу конструкцію кузова своїх моделей. Технічно це було можливо зробити, але коштувало б це недешево, а зайвих грошей у компанії не було. Кузов типу фастбек, що вперше з'явився в 1942 році, до цього моменту морально застарів, рядний п'ятилітровий двигун, що показував ще рік тому непогані характеристики, програвав по потужності новим верхньовальним V8, які повсюдно з'являлися у виробничій програмі конкурентів, а свого V8 не передбачалося зовсім. Виробництво автомобілів стрімко падало, в 1952 році вдалося реалізувати трохи більше 70 000 автомобілів і заробити 8 млн доларів, проте прибуток цей був зароблений тільки завдяки військовим контрактам, отриманим ще в 1951 році, коли США стала брати активну участь у Корейській війні. Hudson зобов'язався поставляти військовим авіаційні двигуни Wright R-3350 і фюзеляжі для бомбардувальників B-47 і B-57.

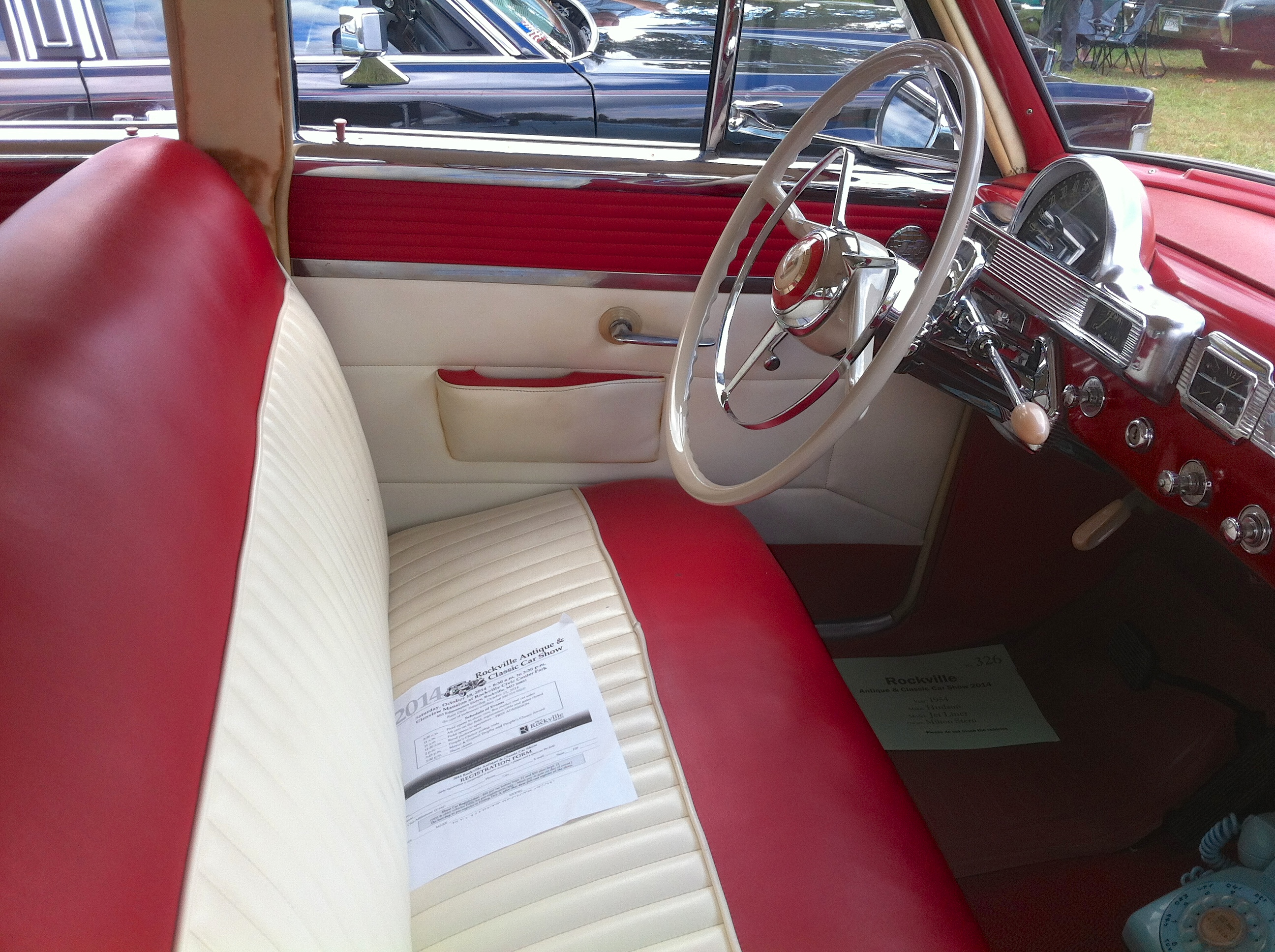
Салон Hudson Jet

Влітку 1953 року фірма Hudson вирішила привернути увагу до своєї молодшої моделі Jet за допомогою ексклюзивної та спортивної моделі Super Jet. Дизайн незвичайного автомобіля був спроєктований Спрінгом, якому як компенсацію за створення серійного Jet розв'язують руки, не втручаючись в його роботу. Як партнер ще на початку 1952 року Робертом Берітом (сином керівника) для будівництва 4-місних купе була обрана італійська фірма з Мілану Carrozzeria Touring, це була не примха і не гонитва за модою, просто якби фірма вирішила випускати машину власними зусиллями, то на все пішло б 150000 доларів, для компанії досить величезна сума, а так на розробку було витрачено всього 28 000 доларів. Спрінг не один приймав всі рішення, консультуватися йому доводилося з головним дизайнером і за сумісництвом керівником компанії Carrozzeria Touring — Карло Феліче Б'янкі Андерлоні, оскільки тільки йому було відомо, чи під силу його фірмі виконати те чи інше побажання клієнта. Цей автомобіль був незвичайний тим, що він був аж на 25 см нижчим великих Hudson (які й так були низькими) і на 22.5 см нижчим Jet, над передніми фарами були повітрозабірники, які не тільки мали декоративну функцію, нагадуючи повітроводи авіаційних реактивних двигунів, але насамперед були розраховані для охолодження передніх гальмівних барабанів, ззаду було три трубки, що виходили із заднього крила, у двох з них були вмонтовані ліхтарі, а третя знизу була трубою вихлопної системи.

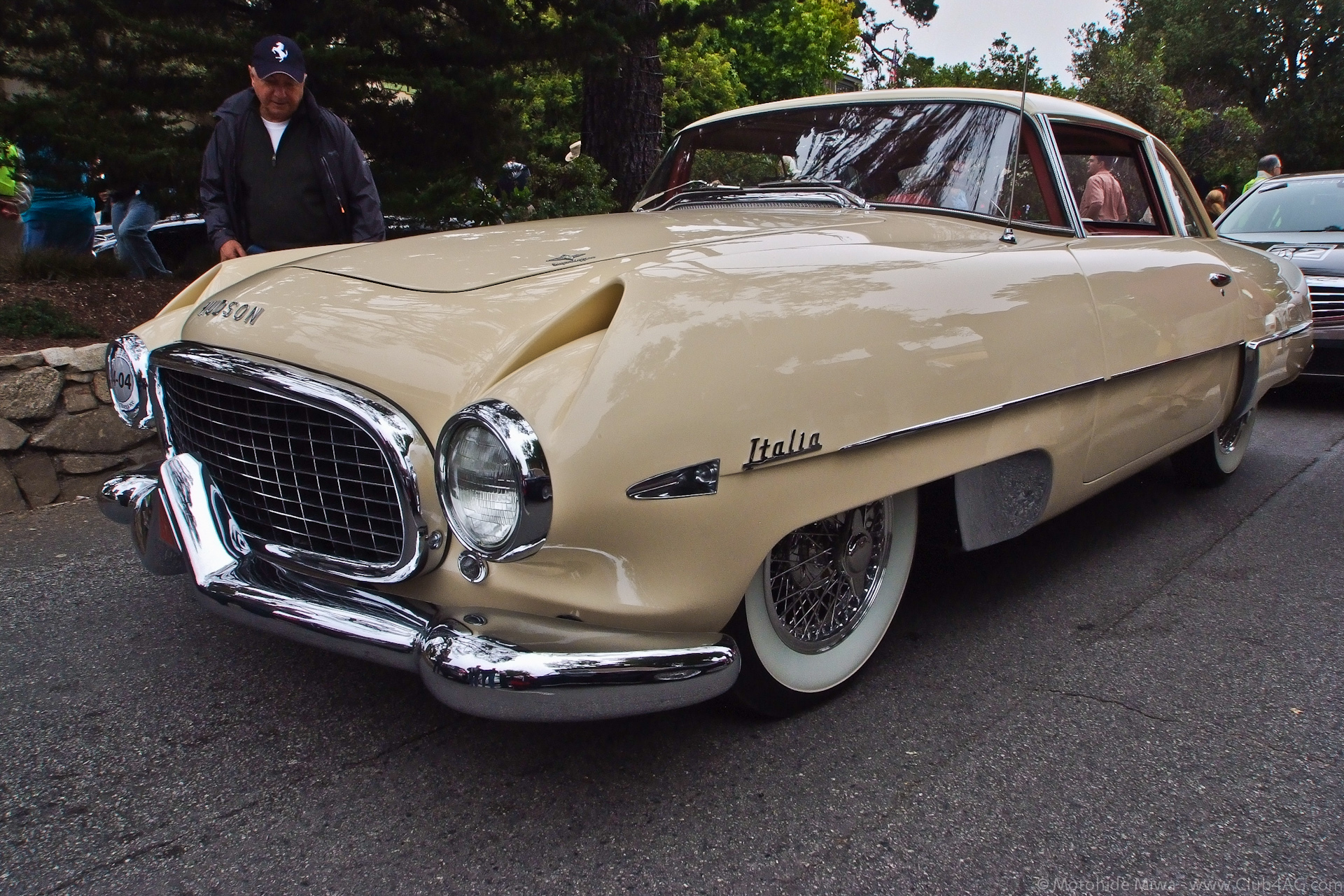
Hudson Italia

Двері автомобіля заходили на дах, що мало полегшити посадку в салон автомобіля, Спрінг не вперше використовував таку схему, ще в 1931 році він випробував її на експериментальному Peerless з 16-циліндровим двигуном, панорамне гнуте скло було зроблено єдиним шматком, що значно здорожувало його. Передок автомобіля, крім характерних повітрозабірників над фарами, мав ще одну відмінну рису — яскраво виражений трикутник, що виходив до середини решітки радіатора по центру бампера, трикутник був символом фірми Hudson, тільки дивився він вершиною вниз. Ще однією особливістю можна відзначити ручки дверей, алюмінієва ручка висувалася з ніші після натискання на кнопку, яка знаходилася біля неї. Довершували зовнішній вигляд спицьовані колеса від міланця Карло Боррані, який, окрім коліс, поставляв і хромований декор кузова.
Салон автомобіля був оброблений червоною шкірою і вінілом з білими вставками на подушці і двоскладовою спинкою сидіння, весь салон був оброблений в червоних тонах, що контрастувало з кольором кузова — кремовим, яким забарвлювалися всі автомобілі цієї моделі. Салон був обладнаний такою опцією, як ременями безпеки, але користі від них було мало, оскільки прикріплені вони були до самого сидіння, а не до кузова. Автомобіль виготовлявся наступним чином: готовий Super Jet з дводверним кузовом вирушав до Мілана, де, порізавши все зайве, починалося приєднання алюмінієвих деталей до нижньої частини несучого кузова. Однак, не дивлячись на те, що кузов автомобіля був зроблений з «крилатого металу» і машина в загальному була на 225 кг легшою донора, потужності 114-сильного (найпотужнішого для цієї серії) агрегату, що працював у парі з триступеневою коробкою передач, позбавленою підвищувальної передачі, все одно бракувало для якихось вражаючих результатів, максимальна швидкість не досягнула відмітки в 155 км на годину. Перший автомобіль-прототип був готовий влітку 1953 року, Френк і Клара (дружина) Спрінги особисто вирушили до Італії за ним, 23 вересня автомобіль, який отримав назву Italia, показали дилерам, і тільки через чотири місяці машину показали на автомобільній виставці у Нью-Йорку. Спочатку ці автомобілі призначалися як шоу-кари для дилер-шипів фірми, однак дилери не виявили жодного інтересу до неї через малу потужність, тому в серію вона так і не пішла, хоча планувалося почати серійне виробництво в серпні 1954 року. Рою Чапіну-молодшому, синові одного з засновників компанії, який обіймав посаду менеджера з продажу, вдається знайти покупців для всіх 25 виготовлених серійних автомобілів (які трохи відрізнялися від прототипу), з них 19 було продано в США, один в Африку і решта розійшлися по Європі, і це при тому, що ціна в 4800 доларів була набагато більшою, ніж просили за Cadillac Sixty-Two Coupe de Ville зі стартовою ціною в 3995 доларів, але останній автомобіль, з серійним номером 25, вдалося реалізувати тільки в 1955 році в Санта-Моніці.
Крім купе в січні 1954 року побудували і один чотиридверний седан Х161 на базі моделі Hornet, який спереду майже не відрізнявся від купе, якщо вони не стояли поруч (оскільки прототип на базі Hornet був значно більшим купе), ззаду у Х161 було точно таке ж оформлення ліхтарів, що й на Italia. Спрінг бачив цей прототип як заміну великих моделей серії Step-down, проте подальші події поставили на цьому проєкті жирний хрест, а єдиний готовий екземпляр автомобіля використовувався сім'єю Спрінгів до 1961 року.

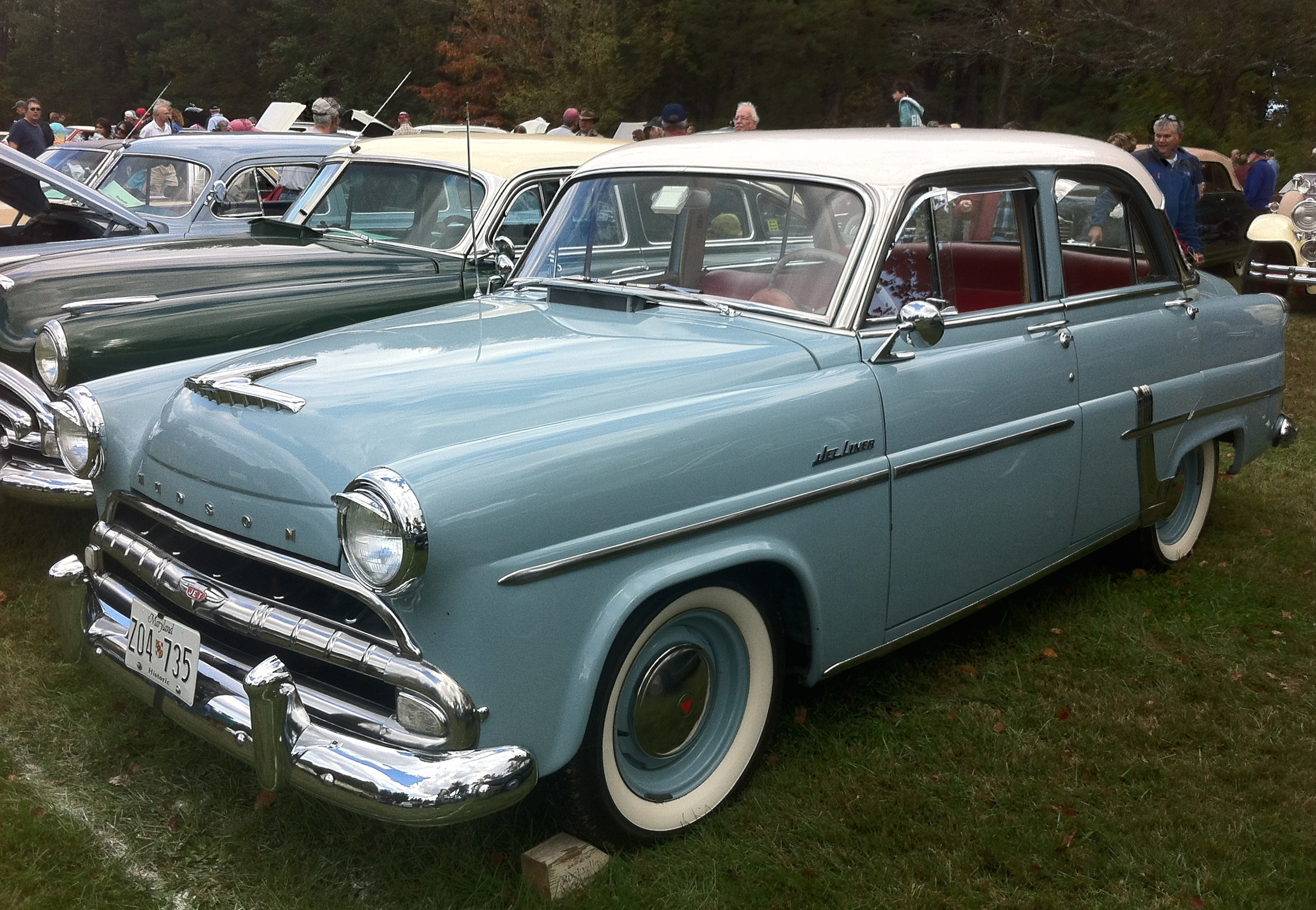
Hudson Jetliner Series 3D з чотиридверним кузовом седан

Наприкінці 1953 року з'являється топова версія молодшої моделі — Jetliner з іншим оформленням передка і рясно декорована хромом. З'являється вертикальний декор на задньому крилі, хромована окантовка над задніми ліхтарями, а також, за замовленням, забарвлення в двоколірні тони. Салон машини був також багато оброблений, тільки ці маніпуляції здорожують і без того недешевий автомобіль. Базова версія Jet також отримує дводверний кузов, але це була комерційна версія. За спинками передніх сидінь був вантажний відсік, по суті, це був Business Coupe, але сама фірма називала цей варіант Utility Sedan. Усі версії Jet/Super Jet/Jetliner спочатку мали заднє сидіння, яке легко знімалося, що дозволяло швидко трансформувати їх у «вантажівки».

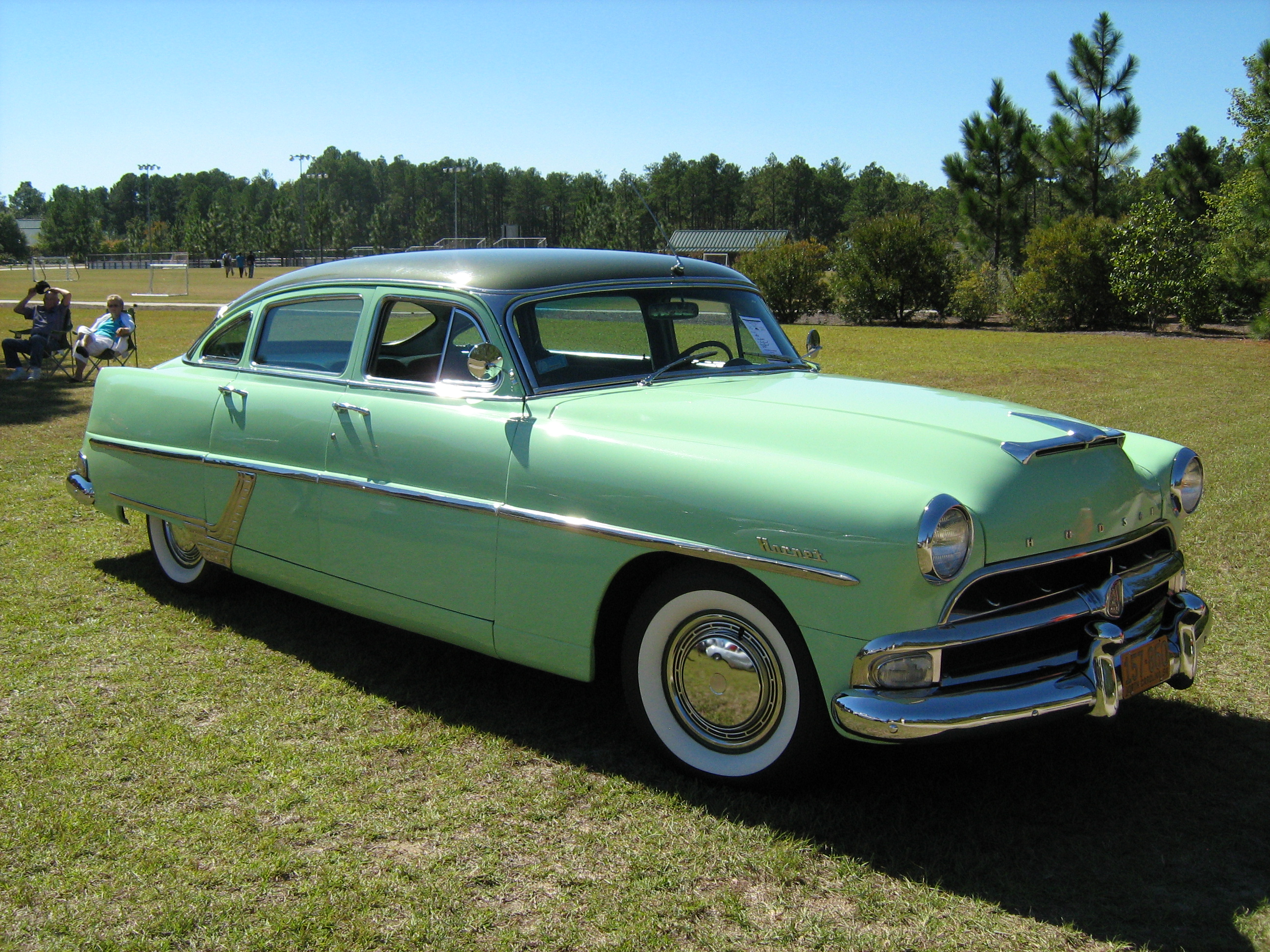
Hudson Hornet Series 7D Sedan

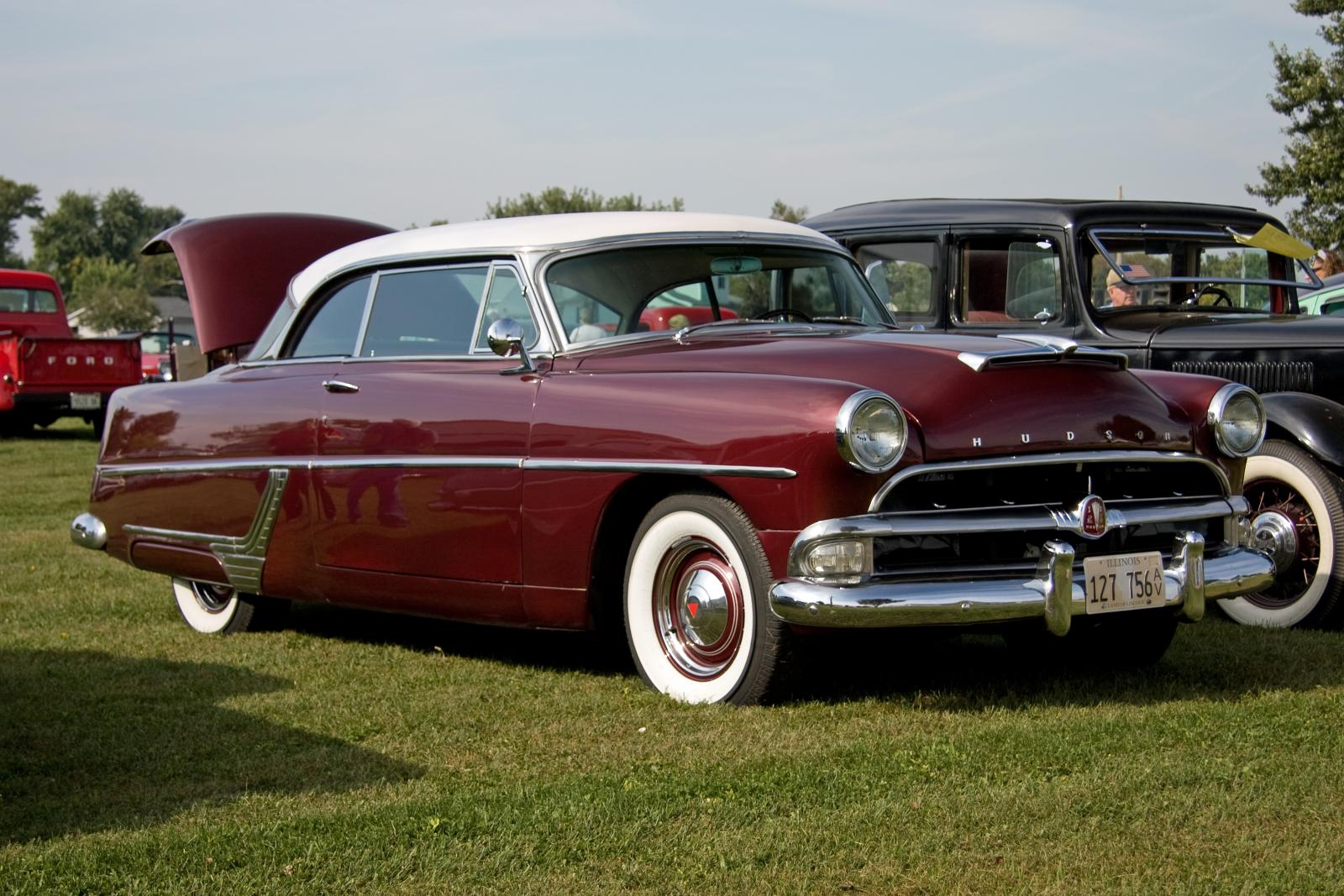
Hudson Super Wasp Series 5D Hollywood

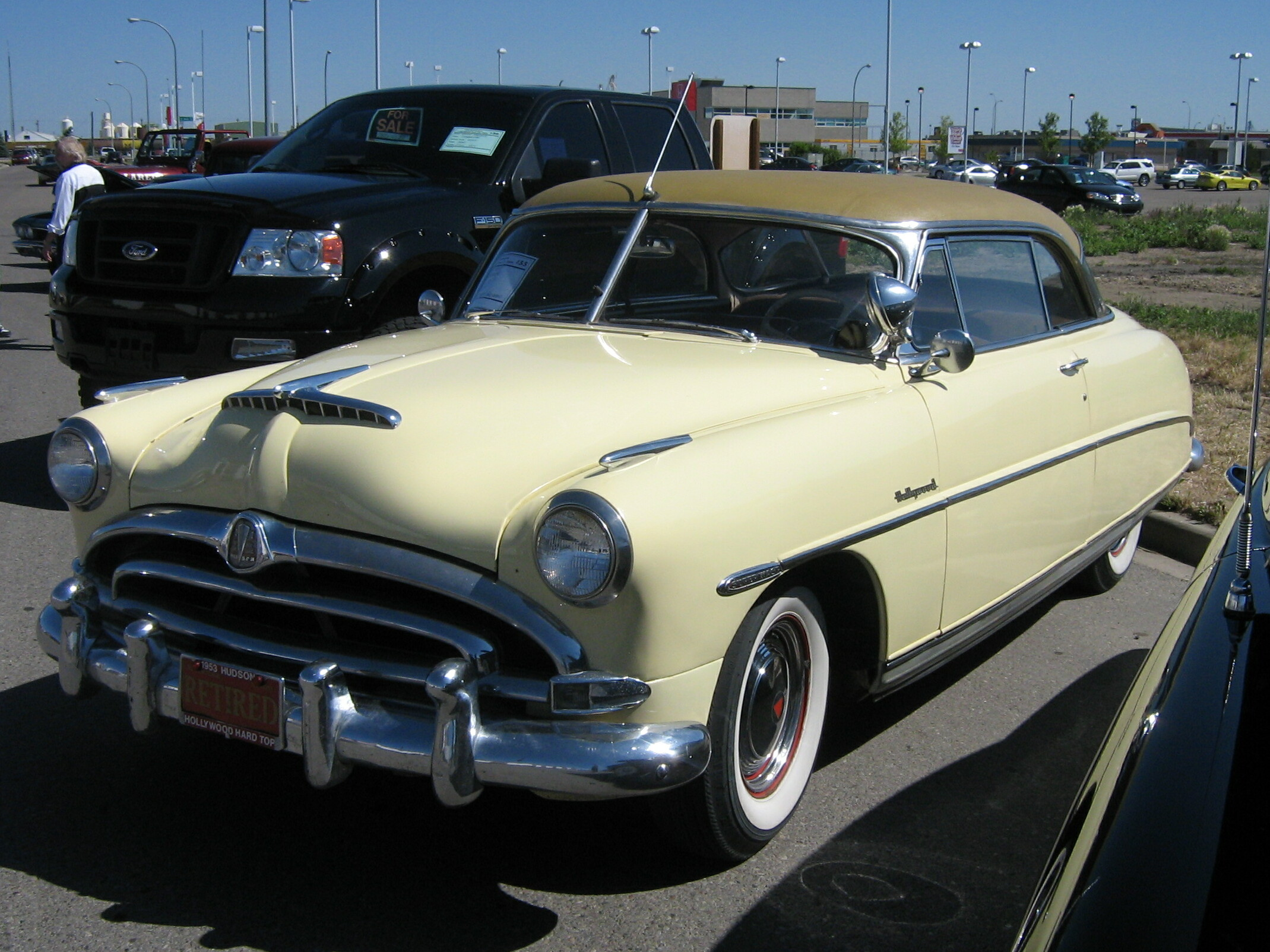
Hudson Super Wasp Series 5D Hollywood

Автомобілі з кузовами Step-Down переживають своє найсерйозніше оновлення за всі роки виробництва: капот став куди нижчим, повітрозабірник на ньому, що раніше носив декоративну функцію, став дієздатним, куций зад обзаводиться новою кришкою багажника і сучасними задніми крилами з кілями, у верхню частину яких були вмонтовані нові задні ліхтарі (а ліхтар заднього ходу був вписаний в задній бампер), бічна нижня лінія задніх крил була рясно декорована хромом. Лобове скло, що спершу складалося з двох секцій, тепер йшло єдиним шматком, як і на лінійці моделей Jet. Інтер'єр також поліпшився, машини отримали нову сучасну панель приладів. Вибір кузовів урізується, у моделі Hornet Series 7D, яка тепер розвивала 160 к.с. в базі, було три кузова: седан, купе і купе-хардтоп, крім цього з'являється версія Hornet Special Series 6D, яка мала таку ж потужність, але пропонувалася тільки у версії купе і седан, коштувала комплектація Special на 130 доларів менше завдяки дешевшій обробці салону. Wasp Series 4D тепер розвивав 126 к.с., а пропонувався він всього в двох варіантах кузова: купе і 4-дверний седан, найширша гама кузовів була у 140-сильного Wasp Series 5D, який, єдиний у виробничій програмі, по-колишньому пропонувався у варіанті кабріолет, не було у нього тільки 2-дверного купе-фастбек, який взагалі пропав цьогоріч із запропонованого списку. Продажі лінійки Jet і похідних від нього продовжували просідати, трохи більше 14 000 автомобілів цієї моделі, пропонованої в трьох серіях, знаходять своїх покупців, що не могло не засмучувати Беріта, який сподівався продавати в рік по 70 000 авто.

## Hudson у складі концерну American Motors Corporation

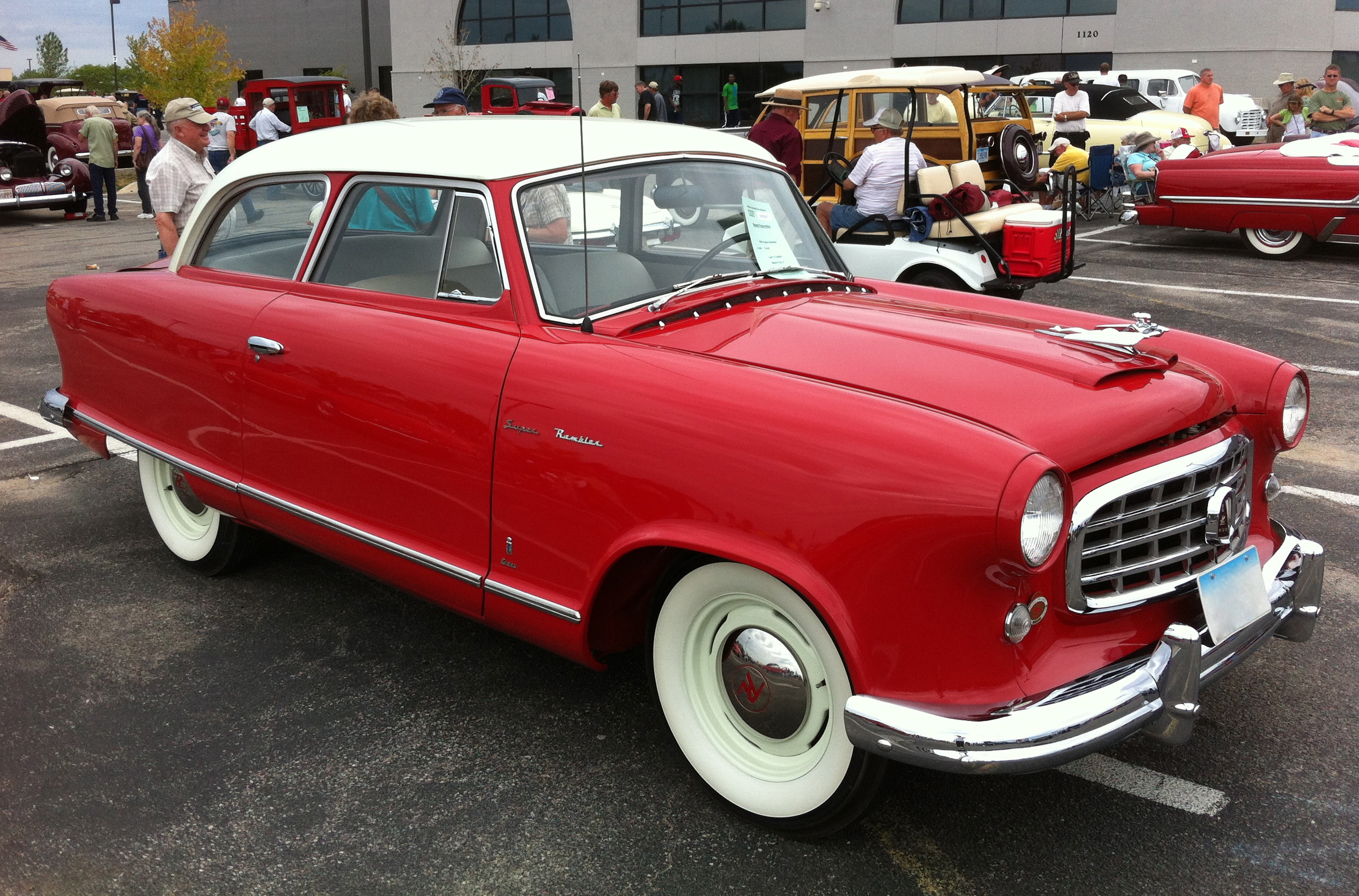
Hudson Rambler Super Series 5500-1

1953 рік було закінчено зі збитком. Розуміючи, що самостійно їм довго не протриматися, Беріт піддається нарешті тиску з боку Мейсона, глави фірми Nash-Kelvinator з Кеноші, який з 1946 року вмовляв керівника цієї детройтської компанії. У Мейсона була ідея створити союз чотирьох фірм — Nash-Hudson-Packard-Studebaker, щоб протистояти демпінгу General Motors, Ford і Chrysler. Однак, погодившись 14 січня 1954 року на злиття з компанією Nash-Kelvinator, Беріт повинен зробити два болючі для себе кроки: по-перше, відмовитися від виробництва Hudson Jet, який з'явився лише рік тому, але при цьому встиг довести свою провальність, і друге — задовольнятися в новоствореному American Motors Corporation просто членством в раді директорів, отримавши посаду консультанта глави фірми. 1 травня 1954 року Hudson офіційно стає одиницею концерну АМС, Мейсон відразу відправляє у відставку Френка Спрінга, якому залишалося всього два тижні до пенсії, не побажав бачити у фірмі Мейсон і Карла Цензера, який не мав вищої освіти, що не заважало Цензеру довгі роки керувати цілим відділенням у фірмі Hudson. У серпні 1954 року замість Hudson Jet з'являється Hudson Rambler, який відрізнявся від однойменної моделі Nash тільки декором, ковпаками та оформленням решітки радіатора. Під капотом автомобіля був 3.2 л 6-циліндровий мотор, потужністю 90 к.с., який був знайомий потенційним клієнтам по Nash Rambler, пропонувався Rambler в чотирьох версіях: DeLuxe Series 5500-1, Super Series 5500-1, Custom Series 5500-2 та комерційною Fleet Special Series 2500-1. Через рік, коли буде проводитися річний звіт, стане ясно, що рішення відмовитися від Jet і перейти на Rambler було економічно правильним рішенням, оскільки таких Hudson було продано аж 25000 примірників, що краще, ніж 14000 проданих Jet роком раніше.

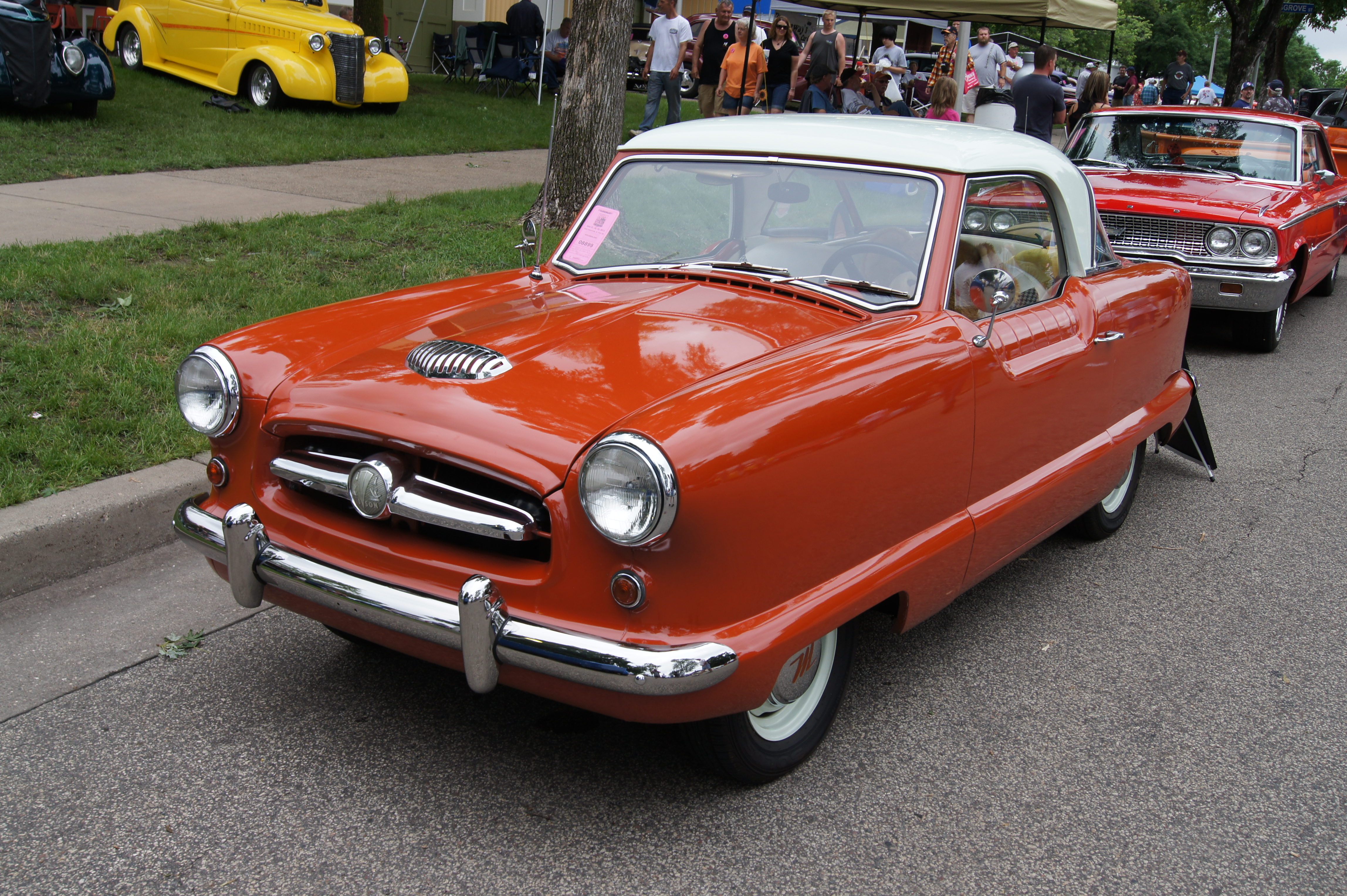
Hudson Metropolitan Series 542 Hardtop

Тоді ж вперше під маркою Hudson з'являється малолітражка, це була модель Metropolitan, що поставлялася з Англії, від дешевшого Nash цей автомобіль відрізнявся тільки іншими деколями та емблемами, в салоні різниця зводилася до нової кнопки сигналу, на якій був зображений логотип фірми Hudson. Ковпаки у неї мали велику літеру «М», яка з'явилася на всіх Metropolitan тільки наприкінці 1957 року.
Зі старої лінійки пропонувалися тільки Wasp і Hornet з їх варіаціями, проте в жовтні 1954 року помирає Мейсон, його місце займає раціоналізатор Ромні, який вирішує припинити виробництво справжніх «Гадсонів», замінивши їх клонами марки Nash, лише використовуючи традиційний дизайн декору фірми Hudson. 29 жовтня 1954 року з конвеєра в Детройті сходить останній виготовлений там автомобіль, тепер Hudson випускався в Кеноші.

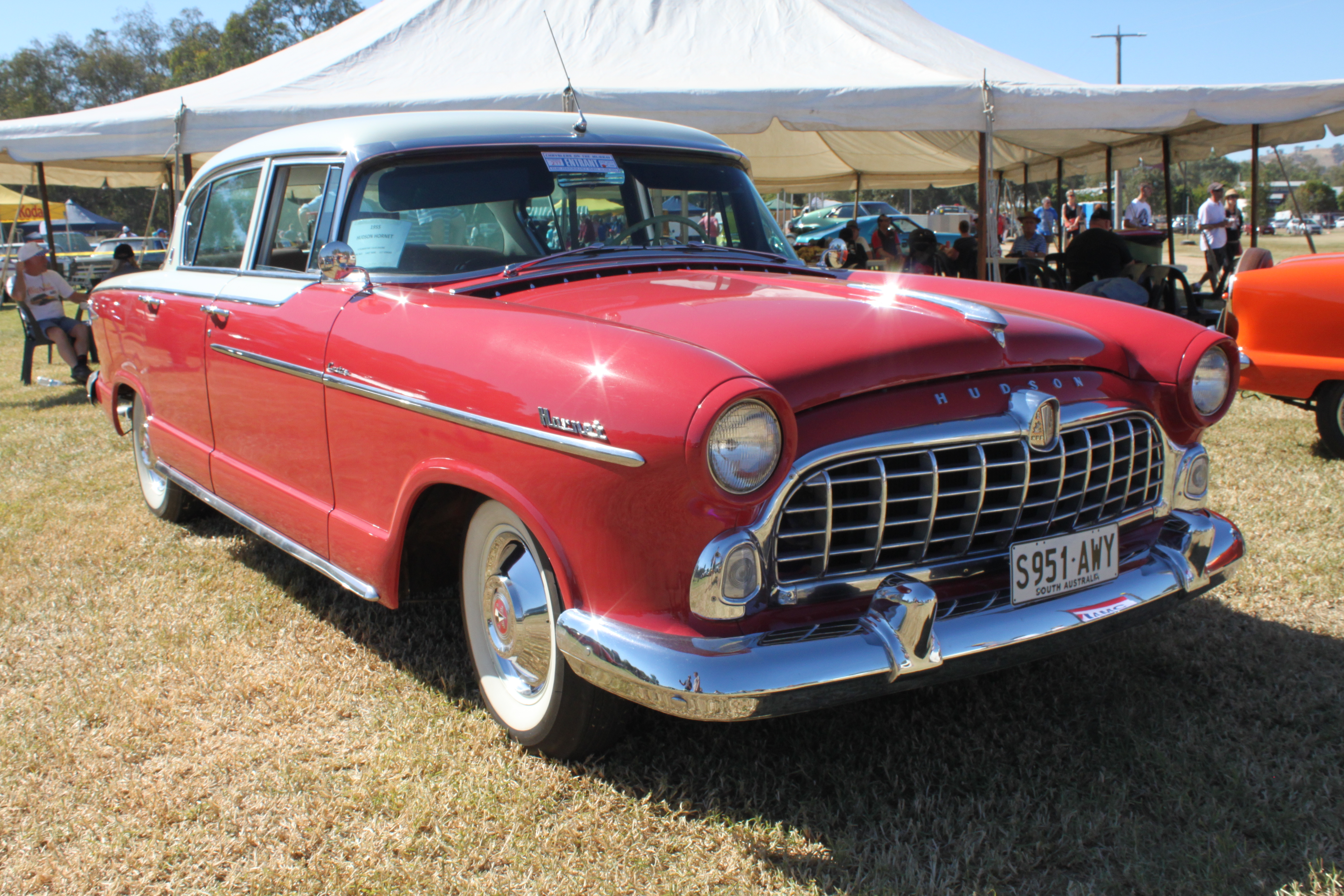
Hudson Hornet Sedan

У результаті восени 1954 року в Кеноші починається виробництво автомобілів 1955 модельного року, які пішли в продаж у січні 1955 року. У проспектах фігурували повністю новий Wasp і Hornet, які на ділі були побудовані на базі існуючих моделей фірми Nash. Але це не були Nash з іншою емблемою, як це було у випадку з Rambler і Metropolitan. По-перше, Wasp і Hornet відрізнялися від родинних автомобілів марки Nash іншим оформленням кузова, дизайн навісних панелей був розроблений під управлінням головного дизайнера АМС — Едмунда Ендерсона і Аллана Корнміллера, Кена Семлеса і Дону Батлера, який став єдиним з команди Hudson, решта людей працювали до цього у відділі стилю Nash-Kelvinator, Френка Спрінга достроково відправили на пенсію. Команда стилістів АМС в терміново порядку (доводилося працювати з 8 ранку і до опівночі) готує нові крила, які, на відміну від Nash, мали відкриті арки коліс, ґрати радіатора запозичують у рестайлінгового Step-Down, Спрінг ще до злиття підготував рестайлінг для моделей 1955 року, але оскільки це покоління машин закінчило свій життєвий шлях, то вирішили використовувати від неї хоч якісь ідеї та напрацювання. Також заново виготовленими виявилися задні стійки даху, які відрізнялися від стійок продукції Nash. Салон також відрізнявся від продукції «Nash», не дивлячись на те, що топові варіанти оснащувалися «Нешевською» фішкою — сидіння трансформувалося в ложементи. Так панель приладів і кермо були запозичені від моделей марки Hudson 1954 року, але було це зроблено не заради того, щоб покупець відчув себе як в рідних пенатах, а тому, що ще в 1953 році Hudson закупив 100000 панелей приладів і рулів для оновленого Wasp і Hornet, які розійшлися тиражем всього в 30000 примірників. Тому, щоб не викидати надлишки, довелося новим стилістам фірми Hudson інтегрувати їх в салон наявної конструкції. Доповнювали картину опції, отримані як придане після злиття з Nash: система клімат-контролю з кондиціонером Weather Eye, електропривод бічних стекол, гідропідсилювач керма тощо. Злі язики презирливо називали автомобілі цієї серії «Hash» (симбіоз слів Гадсон і Неш), a пуристи компанії Nash звали ці ж машини Nudson.

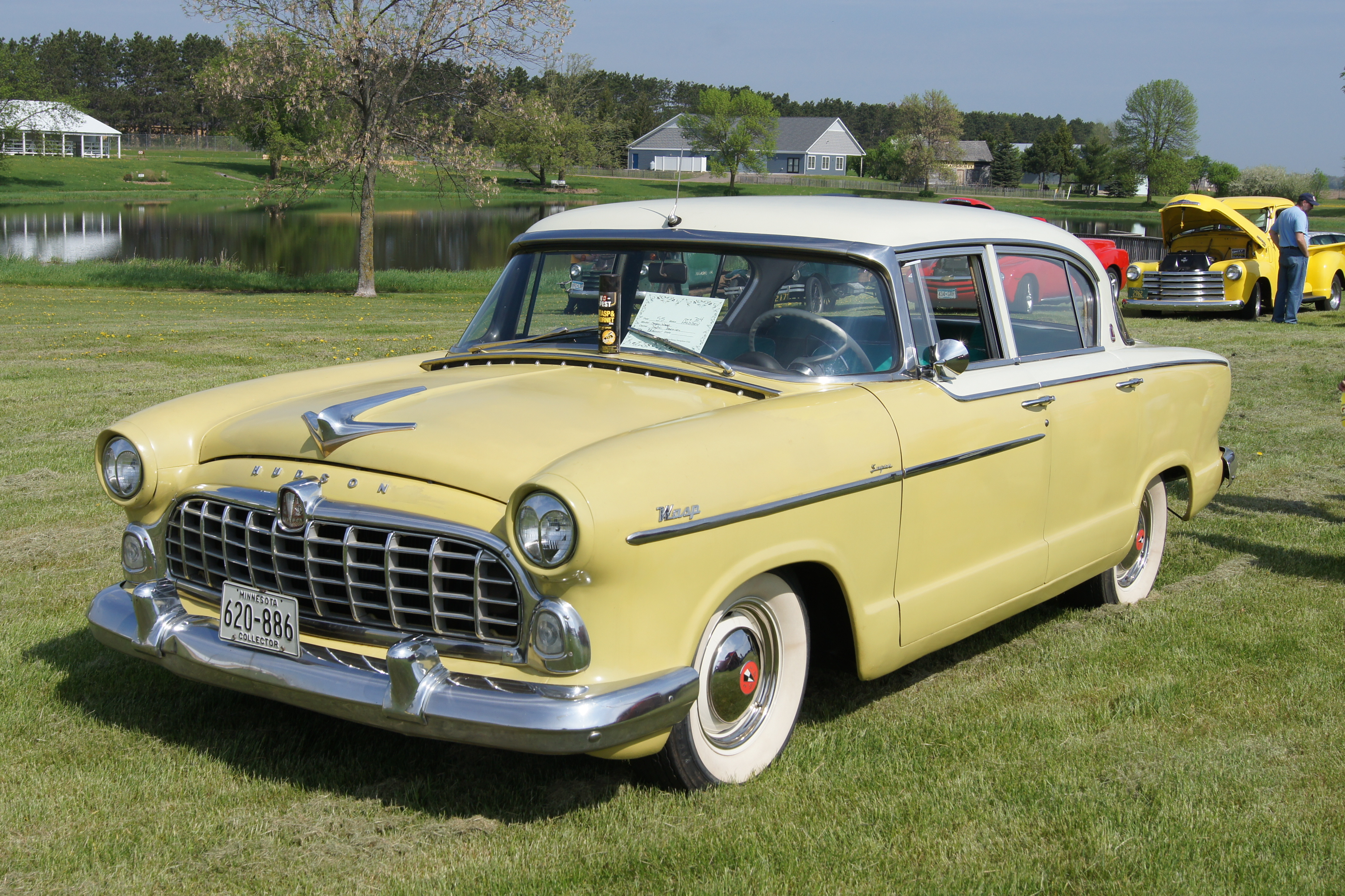
Hudson Wasp Six Series 35540-2 Sedan

Модель Wasp була побудована на базі Nash Statesman з колісною базою в 2.9 м, але двигун у нього був 3.3-літровий 114-сильний, запозичений у моделі Jet, що пішла на спокій, за традицією мотор машини можна було оснастити двома карбюраторами і впускними колекторами, в такому випадку з нього знімалося 120 к.с.. Модель Hornet Six була побудована на базі Nash Ambassador з базою в 3.08 м, під капотом автомобіля клієнти могли побачити вже звичну за попереднім Hornet 5-літрову рядну шістку, яка по-колишньому пропонувалася в двох варіантах: або 160-, або 170-сильному. Обидві машини, маючи власні мотори, комплектувалися або триступінчастими ручними КПП від марки Nash, оснащеними овердрайвом, або дводіапазонними двошвидкісними автоматами «Hydra-Matic» компанії General Motors. Топовою моделлю стала Hornet Eight, яка придбала V8 від Packard Clipper, об'ємом 5.2 л і потужністю в 208 к.с., цей мотор при бажанні замість ручної триступінчастої КПП міг агрегатуватися автоматом Twin Ultramatic від тієї ж компанії. Нові автомобілі, побудовані на базі автомобілів марки Nash, отримали передню підвіску, яка була типовою для автомобілів Hudson, а задня пружинна підвіска була копією Nash. Не дивлячись на те, що управлявся Hudson Wasp і Hornet краще за своїх співплатформених побратимів, про спортивну кар'єру довелося забути, оскільки підвіска виявилася занадто комфортною для гонок. Однак одну свою технічну фірмову рису марки Hudson ці автомобілі зберегли за собою, вони по-колишньому оснащувалися подвійною системою гальм, яка була візитною карткою бренду уже майже 20 років.

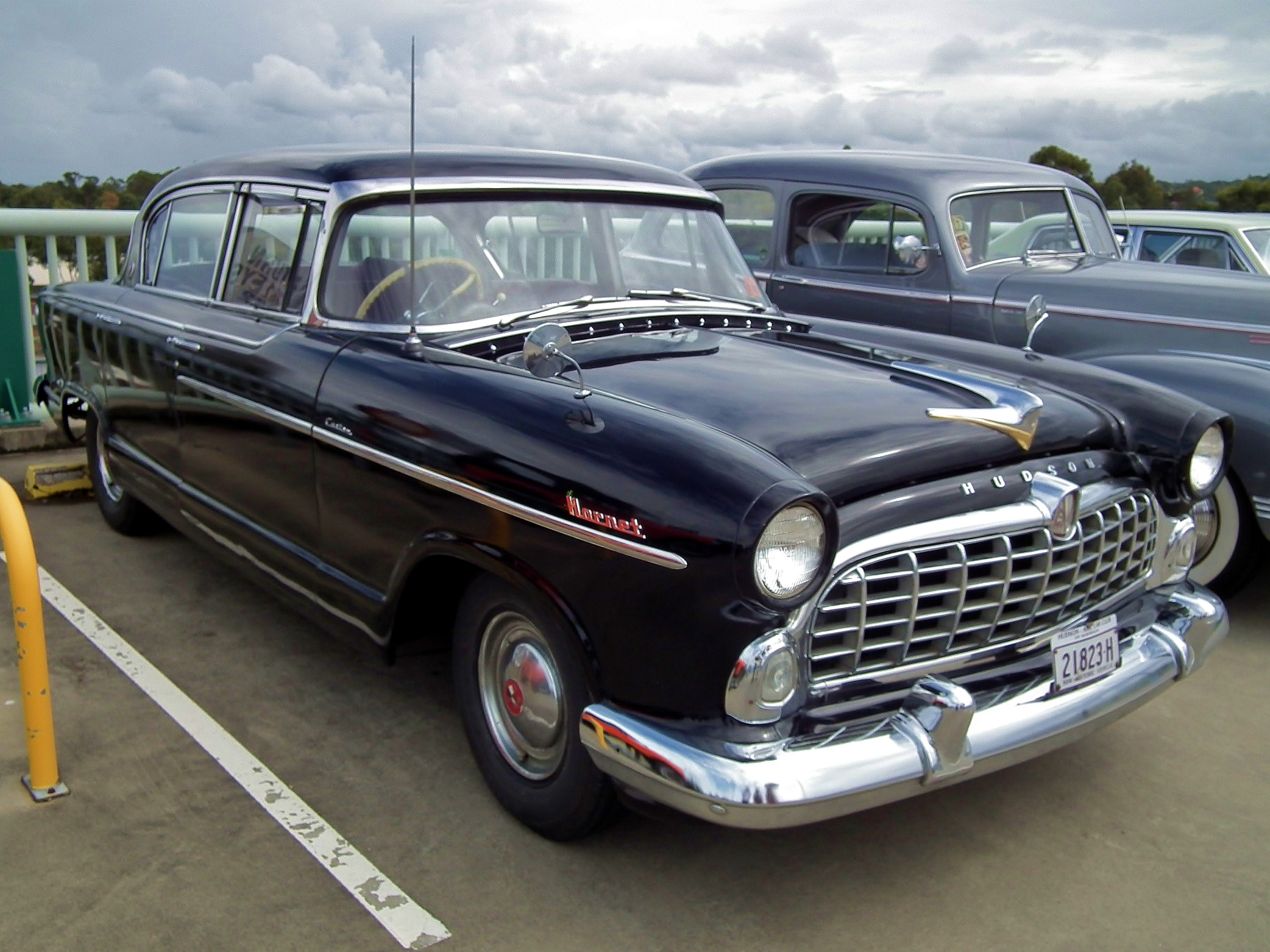
Hudson Hornet Six Custom Series 35560-2 Sedan

Кожна з старших моделей пропонувалася в декількох комплектаціях, так лінійка Wasp складалася з Super Wasp Six Series 35540-1 і Custom Wasp Six Series 35540-2, перша, дешевша, пропонувалася тільки у вигляді чотиридверного седана, дорожчий Custom Wasp, крім седана, пропонував своїм покупцями кузов типу купе-хардтоп, який по-колишньому називався Hollywood, а класичне купе і кабріолет більше не пропонувалися. Топовий Hornet пропонувався у варіантах: Hornet Super Series 35580-1, що випускався тільки з кузовом седан, Hornet Six Custom Series 35560-2 і Hornet Eight Custom Series 35580-2, обидва пропонувалися в двох варіантах кузова. Ці моделі продавалися за вищу ціну, ніж родичі від Nash, але справа не в тому, що АМС намагалася дистанціювати марки одну від одної, роблячи Hudson дорожчим і престижнішим брендом, компанії треба було відбивати свої гроші, які були витрачені на зміну цих автомобілів.

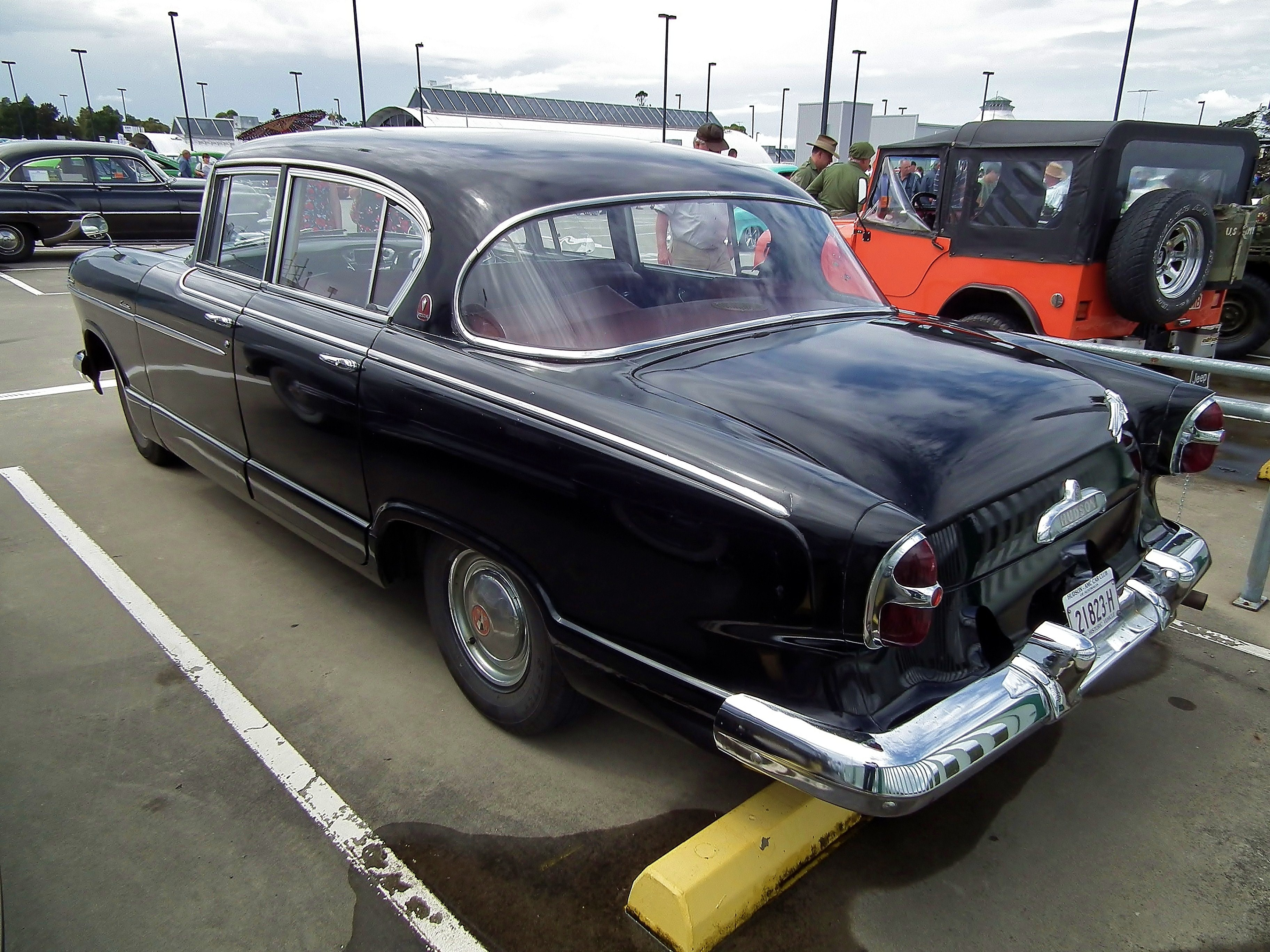
Hudson Hornet Six Custom Series 35560-2 Sedan

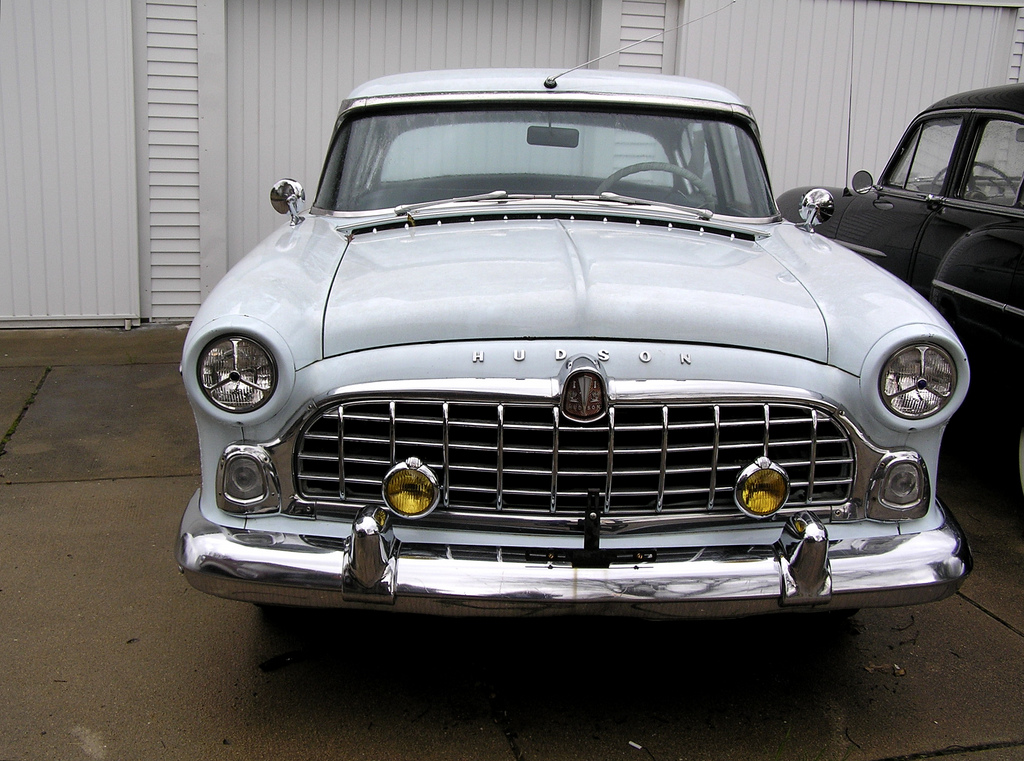
Hudson Wasp Super Six Series 35640 Sedan

У 1955 році для оновлення дизайну старшої лінійки 1956 модельного ряду, які повинні були з'явитися у продажу в листопаді 1955 року, наймається незалежний індустріальний дизайнер Річард Арбіб, що в автомобільному дизайні засвітився завдяки роботі з фірмою Packard. Арбіб обігравав в автомобілях цього модельного ряду латинську букву «V», дизайн, прозваний «V-Line Styling», натякав на те, що під капотом автомобіля можна було побачити двигуни V8, а також обігравався традиційний логотип фірми Hudson — перевернутий білий трикутник. На передніх крилах з'явилися хромовані імітації повітрозабірників, які були схожі на ті, що були на прототипах моделі Jet, на задніх крилах з'являються невеликі хромовані кили. Модель Wasp пропонувалася тільки в одному варіанті — Super Six Series 35640, що мала кузов седан і 3.3 л двигун, потужністю 120 к.с.. Серія Hornet складалася з моделей Hornet Super і Custom Six, обидва Series 35660, під капотом у них була стара рядна шістка, що розвивала вже 165 к.с., і 175 к.с. у варіанті Twin H-Power, відрізнялися вони оснащенням, друга, дорожча версія, була оснащена виносним запасним колесом Continental, покришками з білою боковиною та іншими регаліями. Другою машиною зі старшої лінійки, що вийшла в тираж восени 1955 року, була Hornet Custom Eight Series 35680 з технікою від Packard, тільки тепер мотор розвивав 220 к.с., топова модель пропонувалася з кузовами седан і купе-хардтоп Hollywood.

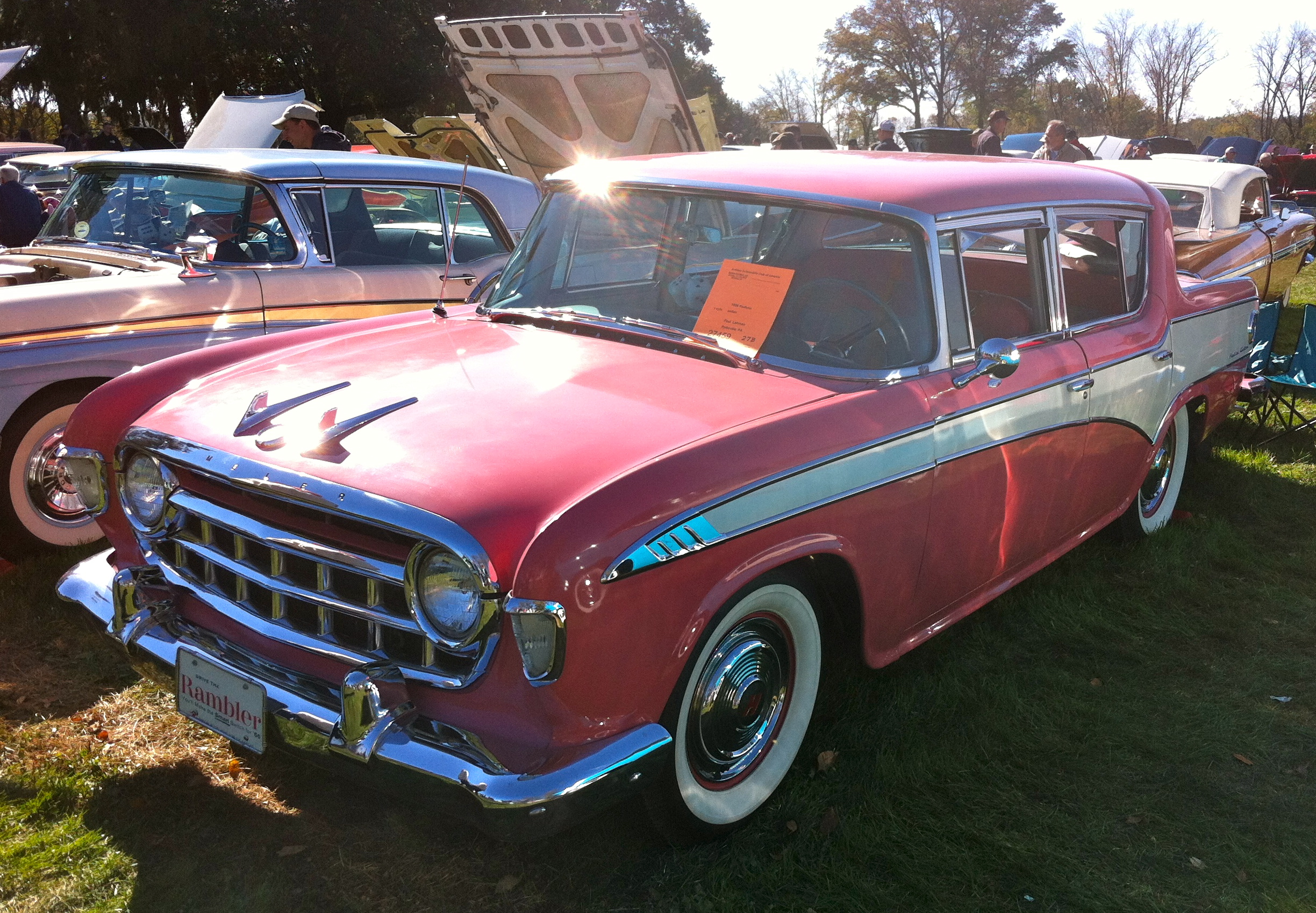
Hudson Rambler Custom 5617-Series Sedan

Запропоновані в грудні 1955 року молодші моделі Rambler отримують абсолютно новий дизайн кузовів, спроєктованих Реддігом, але база коліс залишилася незмінною. Пропонувалися Rambler тепер тільки в трьох серіях: Super (седан і універсал), DeLuxe (також седан і універсал) і Custom (седан, седан-хардтоп, універсал і універсал-хардтоп), всі вони комплектувалися одним мотором 3.2 л Nash Typhoon, який тепер видавав 120 к.с., стільки ж, скільки трохи більший мотор моделі Wasp. На замовлення автомобіль можна було оснастити автоматичною коробкою передач Dual-Range Hydra-Matic. Як і інші моделі Hudson 1956 року, ця машина отримала 12-вольтову бортову електросистему. Rambler першим з компактного класу в США обзаводиться штатним клімат-контролем з кондиціонером, який АМС прозвала All-Season Air Conditioning.

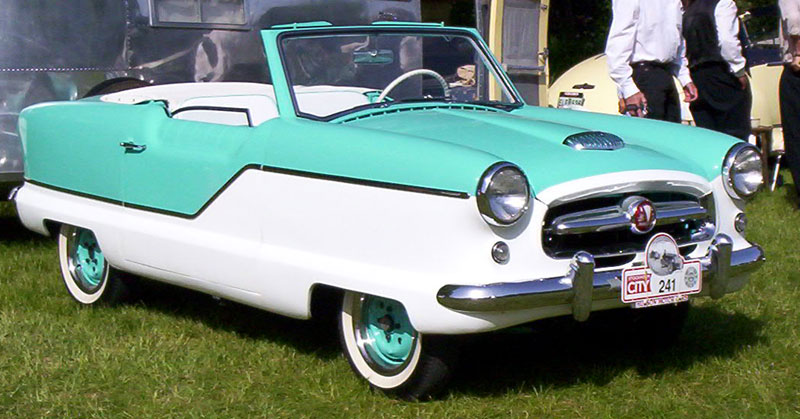
Hudson Metropolitan 571 Series

Місяцем раніше стартували продажі і оновленої моделі Metropolitan, у моделі серії 560 під капотом розмістився 1.5 л двигун, потужністю 55 к.с., від Austin A50 Cambridge. Кузов тепер забарвлювався в двобарвне забарвлення, по межі якого проходив хромований молдинг Z-подібної форми, обробка також покращилася.

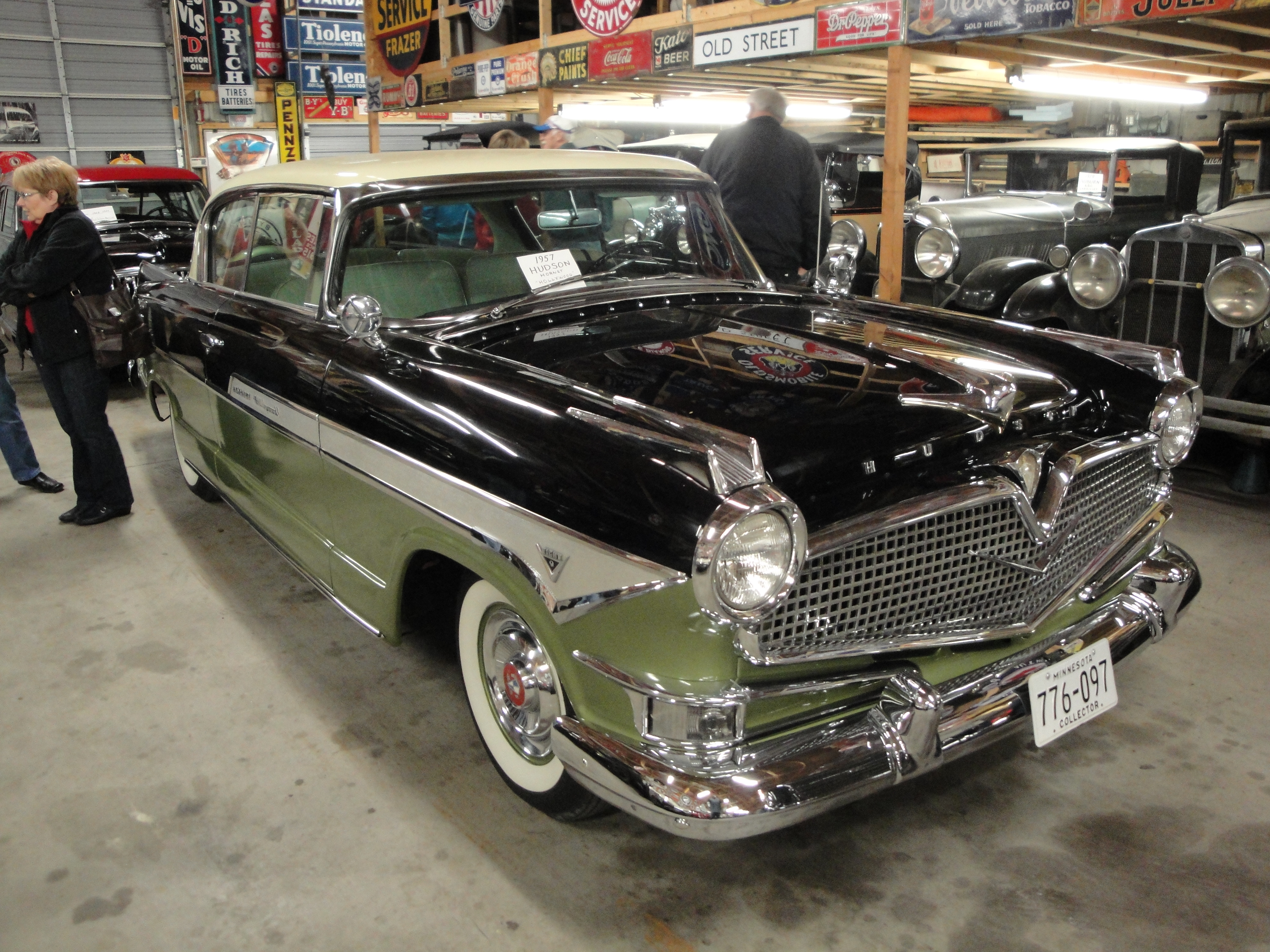
Hudson Hornet Special Eight Series 35650 Hollywood Hardtop

У березні 1956 року модельний ряд марки поповнюється новою моделлю Hudson Hornet Special Eight Series 35650. Свого часу модель Wasp з'явилася шляхом схрещування кузова і шасі моделі Pacemaker з мотором Super Six, тепер нова модель також з'явилася шляхом взяття кузова від моделі Wasp 1956 року, на який встановили новий 4.1-літровий V8 власного виробництва, який розвивав 190 к.с.. Роботи над власним V8 почалися компанією Nash ще до злиття з компанією Hudson, однак брак коштів відтягував запуск у серію власного мотора V8. Мотори двох марок трохи відрізнялися один від одного, мотори, що встановлювалися на Hudson, оснащувалися гідравлічними штовхачами клапанів. Легша машина (якщо порівнювати з повнорозмірними Hornet) мала непогану динаміку, розганяючись до сотні кілометрів на годину трохи повільніше 14,5 секунд, але висока ціна зводила нанівець всю її привабливість, роблячи її набагато дорожчою потужніших Oldsmobile Super 88 або Mercury Monterey. Новинка отримала, крім знайомого по моделі Wasp кузова типу седан, кузов купе-хардтоп, який пропонувався рік тому тільки для топового Wasp. Салон автомобіля виявився просторішим, ніж у будь-якого з перерахованих конкурентів, поступаючись тільки дорожчим і більшим Cadillac, але, тим не менш, модель виявилася провальною, всього 1757 Hornet Special знайшло своїх покупців. Hornet Special позбувся фірмової фішки бренду — подвійної системи гальм, тепер вся надія водія поширювалася на гідравлічну систему, при виході її з ладу власник повинен був сам задіяти ручне гальмо.
Якщо автомобілі моделі Rambler розійшлися тиражем трохи більше 20 000 примірників, то автомобілі старшої лінійки загальним заліком ледве знайшли трохи більше 10 500 покупців.

## Закриття компанії
Якщо у перший післявоєнний рік автомобілі марки Hudson становили 4 % від кількості проданих у США нових автомобілів, то тепер частка ринку марки становила всього 0.1 %. У листопаді 1956 року Ромні збирає раду директорів АМС, на якій заявляє про своє рішення відправити на смітник історії марки Nash і Hudson в кінці модельного 1957 ряду, тобто приблизно наприкінці літа — на початку осені 1957 року, замінивши їх з цього моменту відродженим брендом Rambler. Місяцем раніше до цього рішення модель Metropolitan вже почали виготовляти в Англії без емблем марок Hudson і Nash, тобто маленькі автомобілі 1957 модельного року йшли вже під самостійною маркою Metropolitan. Беріт, незгідний з рішенням перервати життєдіяльність марки Hudson, залишає компанію в знак протесту, але протест його мало що вирішував, майбутній губернатор зробив своє рішення.

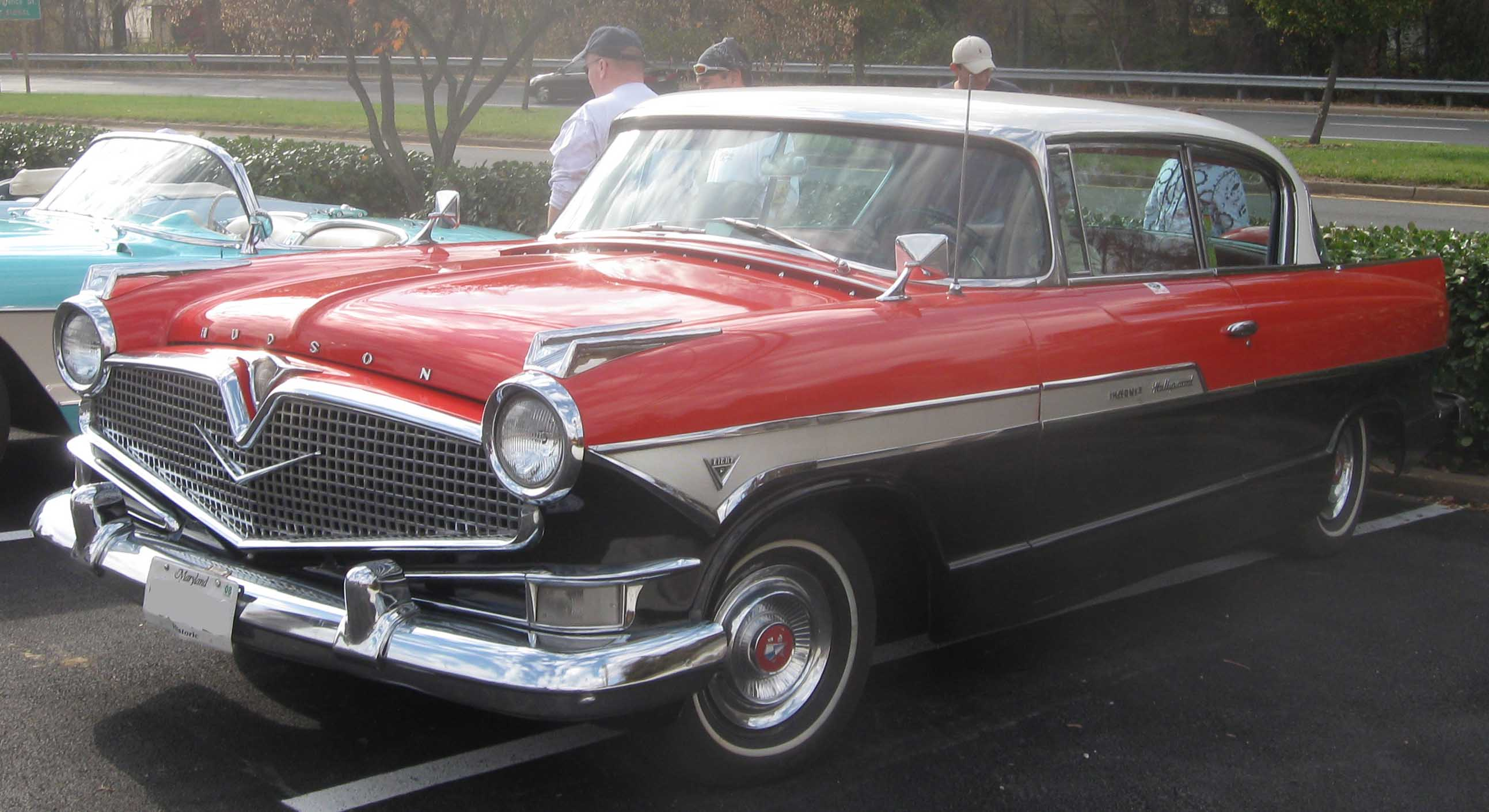
Hudson Hornet Super Eight Series 35680 Hollywood

Ще наприкінці жовтня 1956 року стартували продажі нового модельного ряду моделі Hornet, яка пропонувалася тільки у варіантах — Super і Custom, обидві мали два варіанти кузова. Під капотом оновленої машини був розміщений 5.4 л 255-сильний агрегат V8 компанії АМС, роблячи з цієї лінійки найпотужніший Hudson за всю історію існування марки. Ще за життя Мейсона був укладений контракт, за яким AMC закуповував би двигуни V8 у Packard, а Packard повинен був своєю чергою купувати кузовні панелі у АМС, однак після смерті Мейсона керівництво Packard вирішило викупити преси для виготовлення кузовів у фірми Briggs, тим самим порушивши свої зобов'язання. Тому Ромні і квапив своїх механіків, щоб ті нарешті видали йому готовий великий V8, яким можна було б замінити покупний мотор фірми Packard. Зовнішність машини носила гротескний вигляд, комусь із керівників здалося, що елементів, кричущих про V8 під капотом, на кузові було замало, тому його вирішили «прикрасити» додатковими галочками, так імітація під «V» з'явилася на решітці радіатора. Ділянку, що забарвлювалася в третій контрастний колір, було вирішено перенести з заднього крила на переднє, що у багатьох покупців викликало лише здивування. Всі ці заходи з прикрашення тільки погіршували стан справ, за фіскальний рік продається всього 3 100 автомобілів.

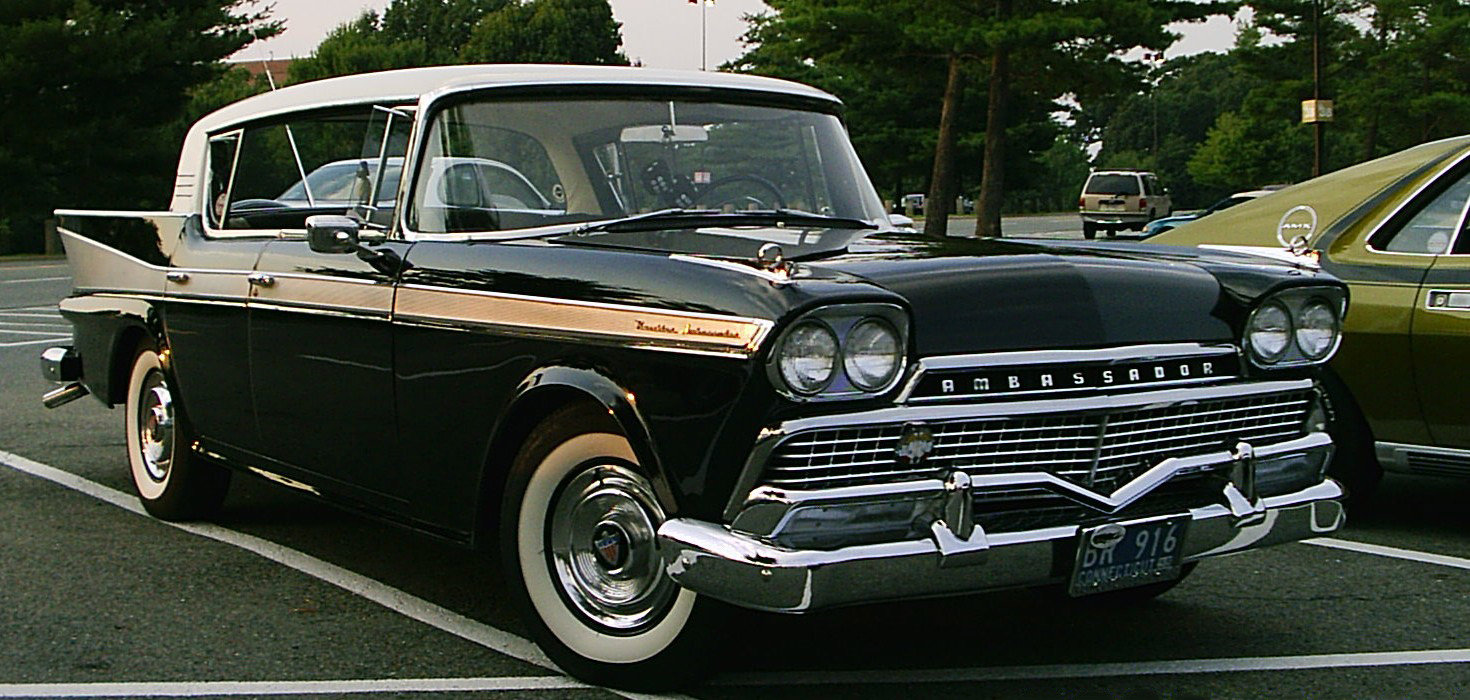
Ambassador Custom Series 5880 Sedan

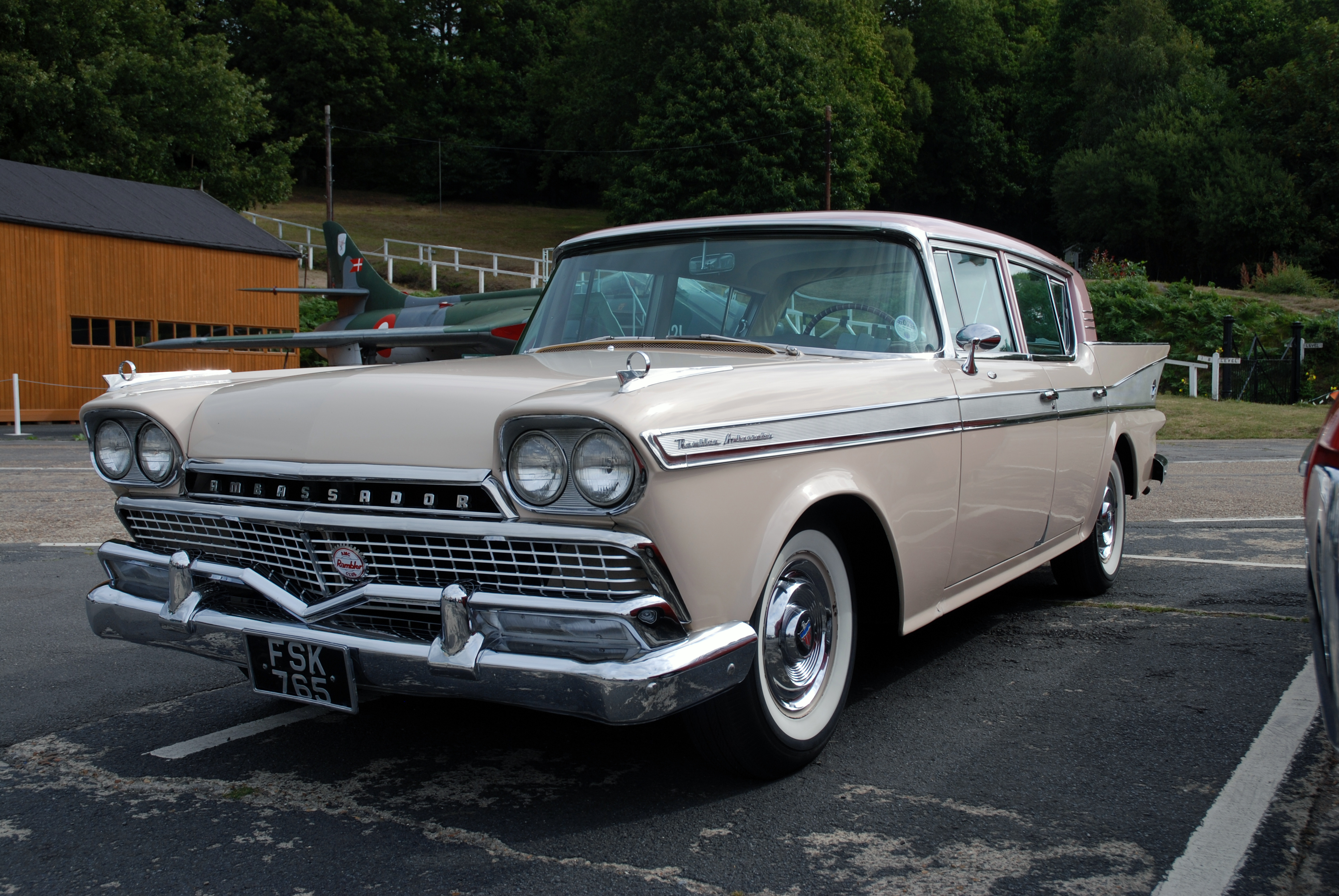
Ambassador Custom Series 5880 Sedan

Не дивлячись на те, що Ромні вже затвердив своє рішення закрити обидва старих бренди, які заснували кістяк АМС, глава відділу стилю Hudson Корнміллер продовжував творити прототипи, у нього була готова ціла низка проєктів, які покривали гаму моделей аж до 1959 модельного ряду. Один із прототипів, який називався Hudson Rebel, побудували на подовженому шасі існуючої моделі Rambler, передня частина машини була витягнута з розрахунком під установку більшого мотора, колісна база при цьому в порівнянні з Rambler виросла на 23 см, передня частина була перероблена під спарену оптику, ззаду були встановлені крила з величезними кілями.

## Припинення виробництва автомобілів

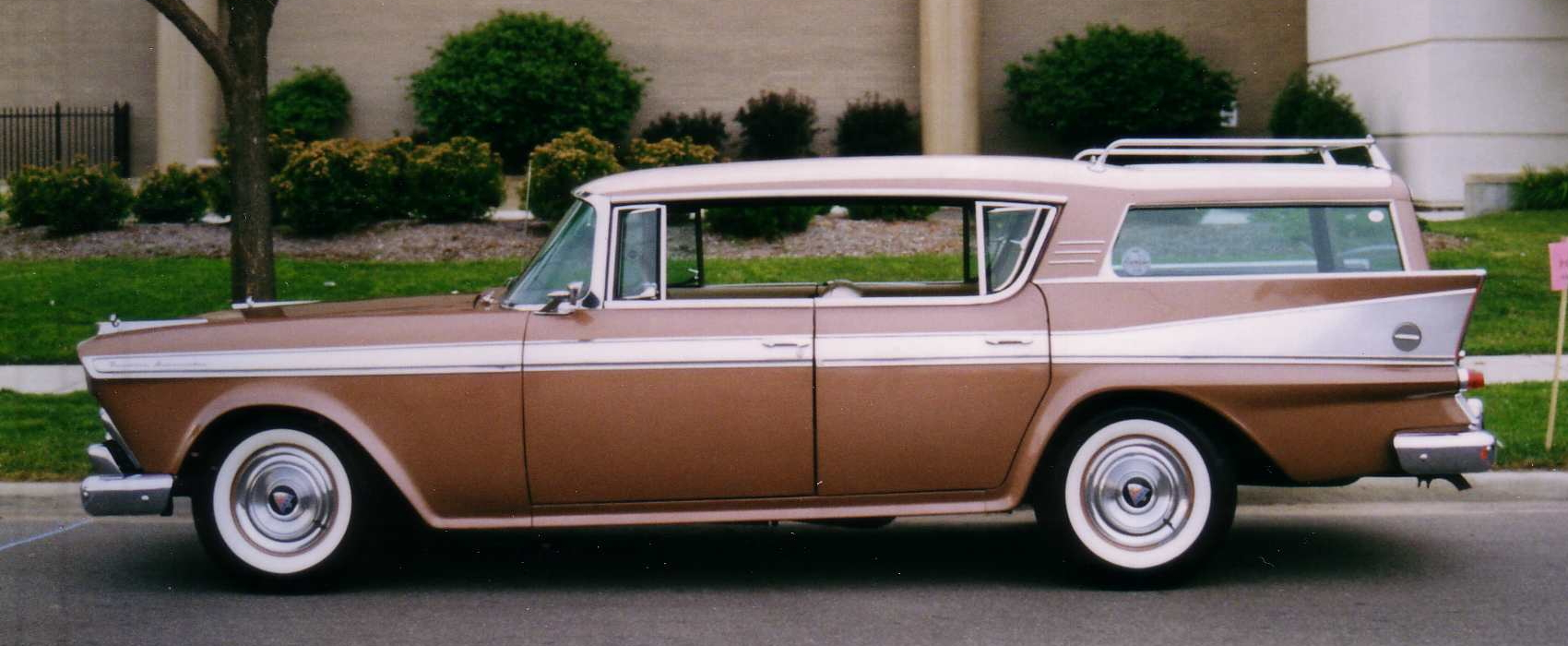
Ambassador Custom Series 5880 Wagon

Проєкт викликав інтерес у Ромні, який дає добро на запуск цієї машини в серію як автомобіля 1958 модельного ряду. Машину підготували і відправили на конвеєр, але зовсім під іншою назвою, оскільки 25 червня 1957 року на світ був випущений останній автомобіль, що носив на капоті прізвище одежного магната. Прототип Hudson Rebel знайшов життя як самостійна марка Ambassador Series 5880, яка тепер випускалася концерном АМС. Сама назва концепту послужила назвою іншій моделі — Rambler Rebel, першому американському маскл-кару.

## Доля співробітників компанії
У лютому 1959 року в віці 38 років загинув Маршал Тіг, встановлюючи рекорд швидкості на солончаку Бонневіля, його болід перевернувся на величезній швидкості. У серпні того ж року Френк і Клара Спрінги вирушили на своєму Metropolitan в Детройт, куди їх запросив Рой Чапін-молодший, щоб обговорити створення спортивної версії малюка Metropolitan. У Клерморі (штат Оклахома) в автомобіль Спрінга на повному ходу врізається повнорозмірний універсал марки Ford з жінкою, що заснула за кермом. Клара виживає в цій ДТП, але у Френка Спрінга не було жодних шансів, у міській лікарні тільки констатували його смерть, йому було 66 років.
Ендрюс і Кібіджер, творці унікального для свого часу кузова Step-Down, покинули фірму відразу після того, як перший автомобіль з цим кузовом пішов у серію, приєднавшись до компанії Willys-Overland, там вони створили Jeepster. Пізніше Ендрюс перебереться в Studebaker, де візьме участь в створенні незвичайної по дизайну моделі Avanti.
Вінс Піггінс покинув компанію після того, як з виробництва був знятий Hornet, побудований за схемою Step-Down, свої навички в будівництві гоночних моторів він запропонував компанії General Motors, де його призначили головою відділу «спортивних» варіантів автомобілів Chevrolet, в середині 60-х йому спало на думку створити конкурента «Форда Мустанга» — Camaro Z/28. Цей автомобіль з мотором, об'ємом трохи менше 5 літрів, побудували з компонентів, які були під рукою, тим самим нічого нового для виробництва 302-кубового (в дюймах) мотора виготовляти не довелося.
У 1966 році біля керма АМС став «виходець» з компанії Hudson — Рой Чапін-молодший, син одного із засновників Hudson — Роя Дайкмена Чапіна, перервавши тим самим дванадцятирічне домінування «Нешовців» на головних постах компанії. Наприкінці 1969 року Рой Чапін-молодший воскрешає модель Hornet в рамках марки АМС, яка так і не стала такою ж живою легендою, як це трапилося з її попередницею майже 20 років тому.

## Hudson у мультфільмі «Тачки»

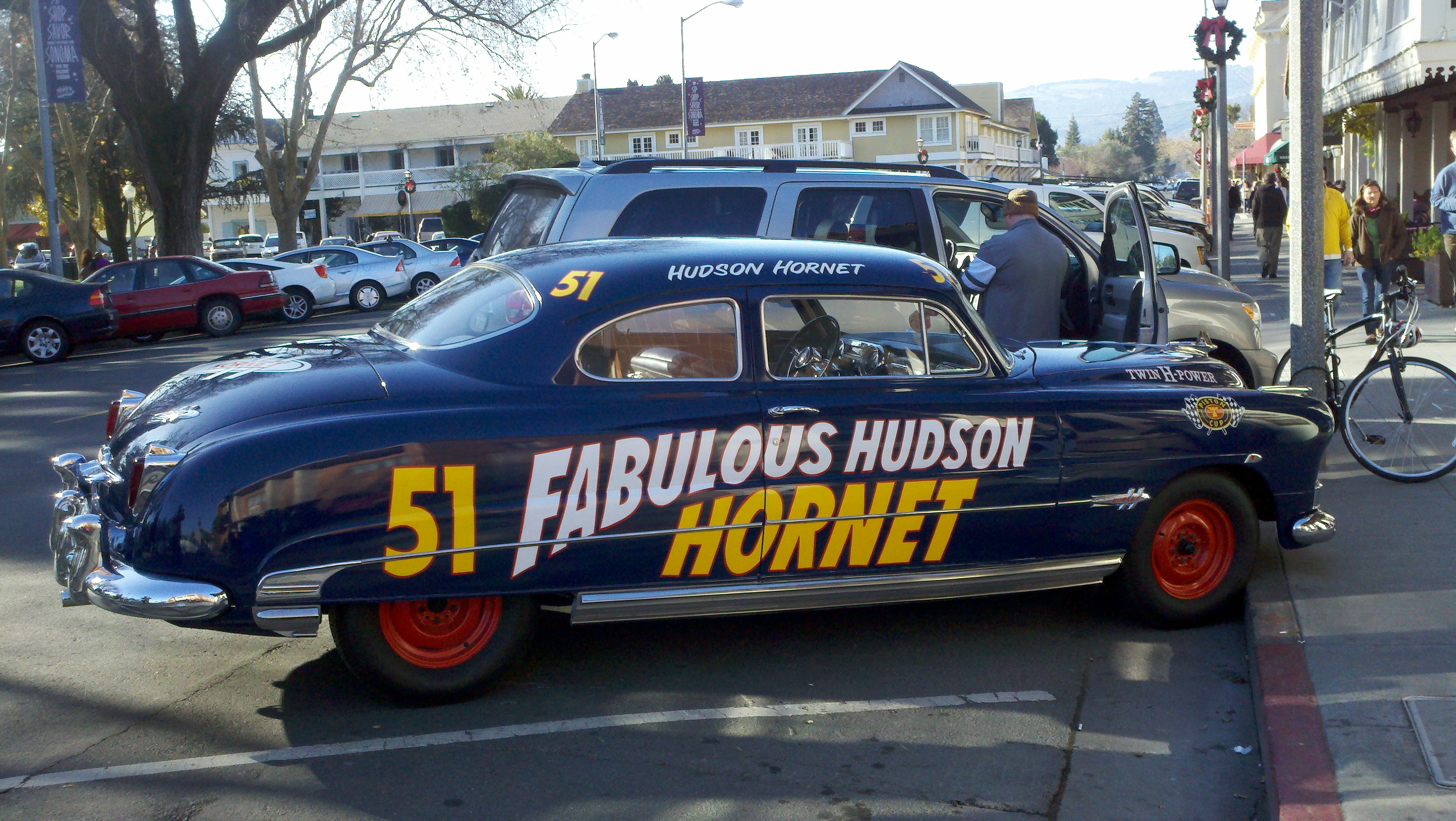
Док Гадсон — Hudson Hornet

Нову хвилю інтересу до марки сколихнув мультфільм компанії Pixar — «Cars», в якому одним з героїв на ім'я Док Гадсон впізнається зірка NASCAR початку 50-х — Hudson Hornet, тільки за сюжетом Док Гадсон виявився витісненим конкурентами, а в реальному житті машина вже не могла брати участь в гонках, виходячи з регламенту гонок.
Новий Hudson з V8 під капотом, що замінив її, вже не мав тієї високої стабільності на великій швидкості, тому й не брав участі у NASCAR. Актор, що озвучував Дока Гадсона, — Пол Ньюман сам брав з 1972 року участь у спортивних змаганнях, а у віці 54 років, перебуваючи в команді Kremer Racing і виступаючи разом з Рольфом Штоммеленом і Діком Барбуром, на Kremer 935 K3 займає друге місце в перегонах 24 Heures du Mans в загальному заліку і перше у своєму класі. Актора і гонщика не стало у 2008 році.

## Список автомобілів Hudson
- 1909 — Hudson Model 20
- 1911 — Hudson Model 33
- 1913 — Hudson Model 37
  - Hudson Model 54
- 1914 — Hudson 6-40
  - Hudson 6-54
  - Hudson Super Six
- 1929 — Hudson Great Eight
- 1931 — Hudson Greater Eight
- 1933 — Hudson Pacemaker
- 1934 — Hudson Eight
  - Hudson Challenger
- 1935 — Hudson Big Six
- 1936 — Hudson Six
- 1938 — Hudson Terraplane
  - Hudson 112
- 1940 — Hudson Traveller
- 1941 — Hudson Commodore
  - Hudson Big Boy Six
- 1946 — Hudson Carrier Six
  - Hudson Super Eight
- 1951 — Hudson Hornet
- 1952 — Hudson Wasp
- 1953 — Hudson Jet
  - Hudson Super Jet
- 1954 — Hudson Super Wasp
  - Hudson Italia
  - Hudson X161
  - Hudson Jetliner
  - Hudson Rambler
  - Hudson Metropolitan
- 1955 — Hudson Super Hornet

## Список автомобілів Essex
- 1919 — Essex Model A
- 1923 — Essex Six
- 1927 — Essex Super Six
- 1929 — Essex Challenger
- 1930 — Essex Super Challenger
- 1932 — Essex Greater Super Six

## Список автомобілів Terraplane
- 1932 — Essex-Terraplane Six
- 1933 — Essex-Terraplane Eight
- 1934 — Terraplane K-Series
  - Terraplane KU-Series
  - Terraplane KS-Series
- 1935 — Terraplane Six

## Список автомобілів Dover
- 1929 — Dover Super Six